# 多摩ニュータウン
多摩ニュータウン（たまニュータウン、英: Tama New Town）は、東京都の稲城市・多摩市・八王子市・町田市にまたがる多摩丘陵に計画・開発された日本最大規模のニュータウンである。

## 概要
東京郊外の大規模ベッドタウンとして多摩丘陵を切り開いて開発された。国内の大規模ニュータウンとしては、他に大阪府の千里ニュータウン、神奈川県の港北ニュータウン、千葉県の千葉ニュータウン、愛知県の高蔵寺ニュータウンなどが挙げられる。
開発主体は、都市再生機構（UR）、東京都、東京都住宅供給公社、稲城市、土地区画整理組合と多岐にわたる。区域は東京都多摩地域の稲城市、多摩市、八王子市、町田市の4市にまたがる面積約2,884ヘクタールで、主に京王相模原線の稲城駅から多摩境駅に沿った東西約15km、南北約5kmに広がっており、新宿駅から鉄道で25〜40分ほどの場所に位置している。多摩センター駅南側のエリアがニュータウンの中心的な地区「都市センター」としての役割を持ち、各駅ごとに商業施設などが整備されている。計画的に緑地が多く配置され、また多摩丘陵の地形を生かして駅から住宅地や主要な施設まで歩行者専用道路（ペデストリアンデッキ）を通ってアクセスが可能であり、多くの部分で歩車分離が実現しているという特徴がある。
計画の当初は高度経済成長期の東京の深刻な住宅不足を背景に団地住宅の大量供給を目指していたが、1973年のオイルショックを契機に地方から東京への人口流入のペースが落ち着き、量から質への転換が行われた。計画人口や人口密度の目標が引き下げられ、画一的な大規模団地だけでなく、タウンハウスや戸建住宅など、多種多様なタイプの住宅が供給されるようになった。基本方針としては、すぐれた自然環境と調和した良好な居住環境を備えた住機能の充実と、教育、文化、業務、商業の機能を備えた活力ある新市街地の形成を図るものとしている。また、多摩地域の自立化を推進する拠点都市として、広域的な都市機能を充実し、周辺地域と連携した複合都市づくりを目指している。第1次入居は1971年3月26日、永山駅南側の諏訪・永山地区において開始された。
また、多摩丘陵の自然と地形をいかしながら自動車交通と立体分離された緑豊かな歩行者専用道路のネットワークを整備し、周辺地域との融和を図り、優れた住環境を整えた魅力ある都市づくりを心掛け、「安全なまち」「健康なまち」「利便性のあるまち」「快適なまち」「文化的なまち」の形成が目標とされた。
他のニュータウンと同様に、街の造成とともに一気に30〜40代の子育て世代が入居したため、年齢構成が他の郊外の街と比べても偏っているという課題がある。またその子どもたちは成人後に独立し、ニュータウンに帰ってこないことが多い。さらに、団地や公共施設などの設備も建設時期が一定の時期に集中しているため、一気に街全体の施設が老朽化しやすい。そのため、諏訪・永山地区などオイルショック前に住宅の大量供給を目的に分譲された地区は経年劣化による団地の老朽化や間取り・設備の陳腐化により住民の急激な高齢化が発生している。ただし、長期間に渡る開発により地区によって開発時期が大きく異なっているため、多摩ニュータウン全体が老朽化・高齢化という問題を抱えているわけではなく、地区によってその問題の程度・様態はバラバラである。こういった問題に対して、諏訪・永山地区の諏訪2丁目では複数棟の団地を一括で建て替える日本最大級の大規模な団地リニューアルが行われ、「ブリリア多摩ニュータウン」（東京建物）として間取り・設備の現代化と住民の年齢構成の平準化を図っている。

### 施行事業一覧
多摩ニュータウンは下記の事業区域で構成される。これらは1966年に事業着手して以来、18次に及ぶ都市計画の決定・変更を重ね、段階的に整備がすすめられた。
- 新住宅市街地開発事業
  - 第1～8住区、第10～13住区、第19住区 - 都市再生機構施行
  - 第14～18住区、第20住区、第21住区 - 東京都施行
  - 第9住区 - 東京都住宅供給公社施行

- 土地区画整理事業
  - 多摩土地区画整理事業 - 東京都施行
  - 由木土地区画整理事業 - 東京都施行
  - 相原・小山土地区画整理事業 - 東京都施行
  - 小野路第一土地区画整理事業 - 東京都施行
  - 小野路第二土地区画整理事業 - 東京都施行
  - 小野路第三土地区画整理事業 - 東京都施行
  - 堂ヶ谷戸土地区画整理事業 - 都市再生機構施行
  - 百村土地区画整理事業 - 稲城市施行
  - 竪台土地区画整理事業 - 竪台土地区画整理組合施行

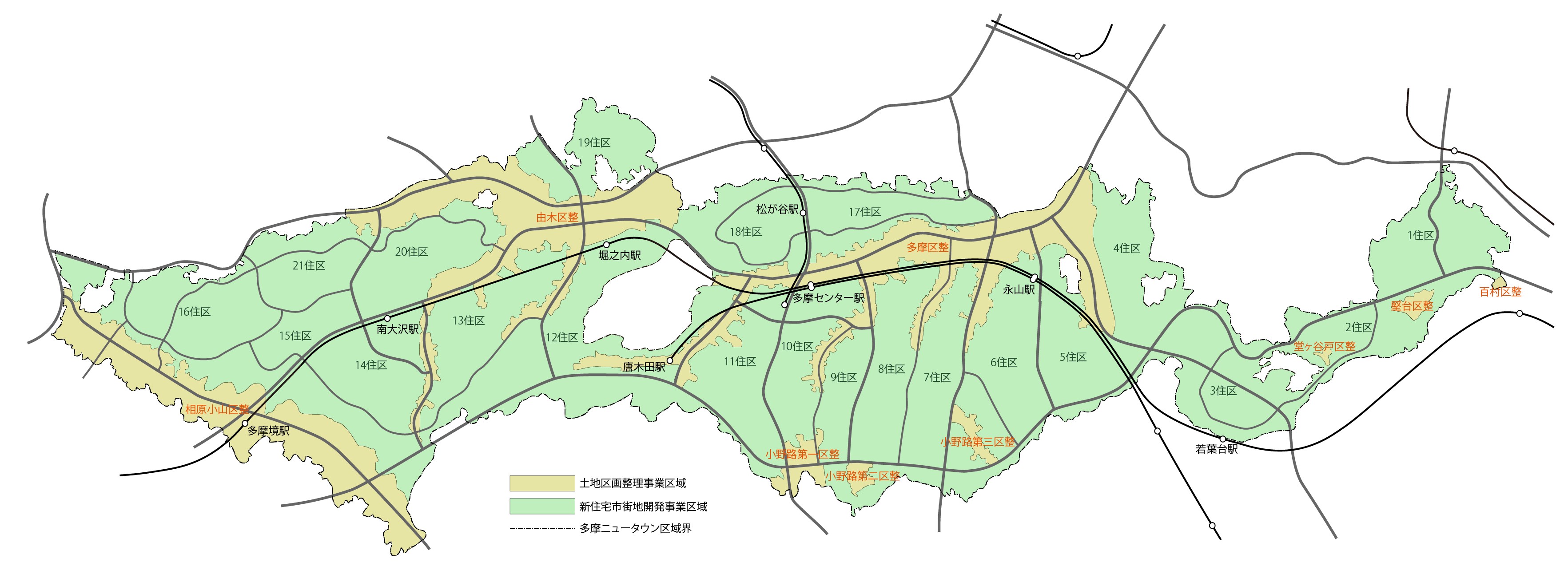
多摩ニュータウンの事業区域

## 歴史
| 左：1979年（昭和54年）と、右：1989年（平成元年）の京王堀之内駅周辺。国土交通省 国土地理院 地図・空中写真閲覧サービスの空中写真を基に作成  |  | 左：1979年（昭和54年）と、右：1989年（平成元年）の京王堀之内駅周辺。国土交通省 国土地理院 地図・空中写真閲覧サービスの空中写真を基に作成 |
| 左：1979年（昭和54年）と、右：1989年（平成元年）の京王堀之内駅周辺。 国土交通省 国土地理院 地図・空中写真閲覧サービスの空中写真を基に作成 |  | |

### 開発のはじまり
戦後の高度経済成長期、東京区部での深刻な住宅難にともなって地価は著しく上昇し、その結果として地価の安かった市部が急速に宅地造成されていったが、民間の無計画な開発はスプロール化をもたらした。また、当時は違法な宅地造成が56%を占める状況であった。そのなかで、このような乱開発を防止するとともに、居住環境の良好な宅地を大量に供給することを目的として、多摩ニュータウンが計画された。
開発に当たって、制定されたばかりの新住宅市街地開発法に基づいた初めての事業認可・承認のための申請作業が進められたが、多摩ニュータウン区域内には土地に強い愛着を有する約2000戸に及ぶ農家集落があり、これを全面買収することは困難であった。そして1966年1月の地元住民から既存集落の区域除外の要望を受けて、同年11月に東京都は「新住宅市街地開発事業との関係から施行が急がれるので、この区域は、東京都が施行者となって土地区画整理事業によって整備する」という方針が決定し、土地区画整理事業と併用して開発することとなった。そのため、街づくりの基本概念となる後述の近隣住区理論を実践するに当たり、歩行者専用道路網などが一部途切れて空間構成に矛盾を生じることになったが、他方、街の形成に自由度を残した多様性をもたらした。
法的手続きの経過としては下記の通りである。
- 1963年（昭和38年）11月 南多摩地域の都市計画区域決定
- 1964年（昭和39年）5月 多摩新都市開発計画の基本方針の決定
- 1964年（昭和39年）7月 多摩ニュータウンに関わる用途地域、街路計画の決定告示
- 1964年（昭和39年）10月～1965年（昭和40年）12月 農林省協議
- 1965年（昭和40年）12月 多摩ニュータウン新住宅市街地開発事業計画区域決定
- 1966年（昭和41年）12月 多摩ニュータウン事業決定、土地区画整理事業区域決定
- 1969年（昭和44年）6月2日 起工式

こうして多摩ニュータウン事業が始まった。
しかし一時は、東京都知事に初の革新都政となる美濃部亮吉が当選し、その就任第一声が「東京都は多摩ニュータウンから手を引く」であったため、計画は暗雲に包まれた。多摩ニュータウンの主要なインフラ整備に東京都は不可欠であったが、就任直後にその予算は凍結されてしまった。これは結局、東京都は住宅金融公庫からの借り入れで既に西部地区（南大沢駅を中心とする区域）の百万坪を取得していたため、事業から手を引くことは困難で、事業は継続されることとなった。

### 第一次入居と鉄道開通

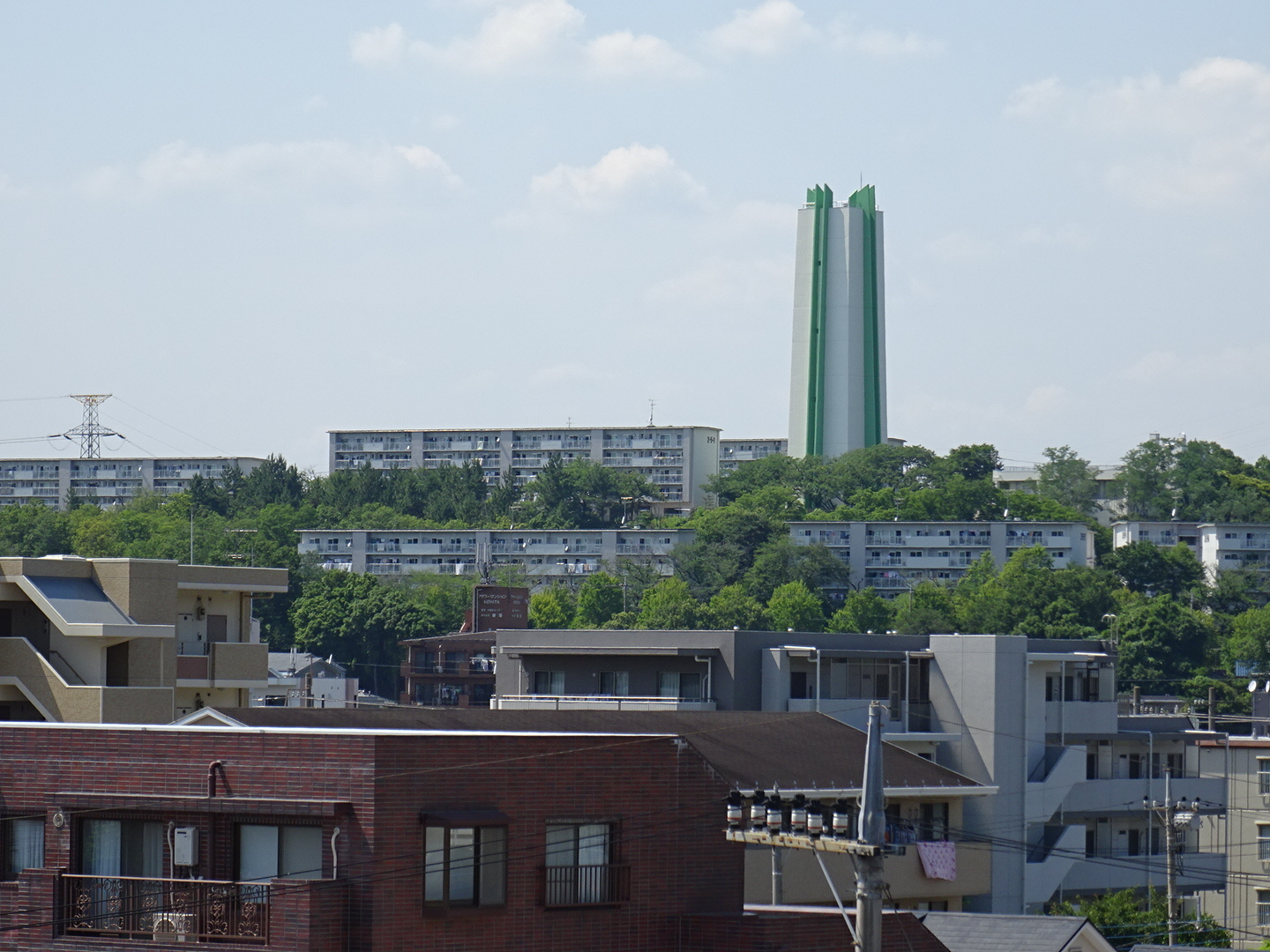
開発初期に建設された団地
（東京都多摩市愛宕二丁目）

1971年、多摩ニュータウンの最初の入居が永山駅南側の諏訪・永山地区で行われた。この地区はもともと別の開発計画として存在し、早期から買収が進んでいた日本住宅公団の「聖蹟桜ヶ丘地区」であったが、多摩ニュータウンに組み入れられた。こうして、この地区を中心にオイルショックまでの3年間に約8千5百戸あまりの住宅が供給され、1974年に多摩ニュータウンの人口は3万人に達した。このころに供給された住宅は、他の多くの地区とは違い公的賃貸住宅を中心としているほか、住宅不足の解消を目的とした画一的な仕様の住宅であり、間取りや設備などの面で現代の住宅ニーズから乖離した物件が多いためその後の高齢化の温床となることになる。
なお、この時点では諏訪・永山地区まで鉄道が開通しておらず、住民は2km以上先の京王線聖蹟桜ヶ丘駅等まで路線バスやタクシーでの移動を強いられた。乗り入れ認可を受けていた当時の京王帝都電鉄・小田急電鉄は、新線建設の費用のほか多摩ニュータウン方面からの輸送量増加に伴う在来区間の複々線化の費用が掛かるとなると、とても採算が取れないとしていて、国や都に用地の無償提供などを求めて建設を中断していたためであった。最終的には、日本鉄道建設公団が私鉄事業者の鉄道施設を建設し、完成後に25年の割賦で事業者に譲渡するという方策がとられることとなり、小田急線が1974年6月に小田急永山駅まで、続いて京王線が同年10月に京王多摩センター駅まで開通し、小田急も翌1975年に小田急多摩センター駅まで開通した。

### オイルショックと計画の転換
1974年のオイルショックで高度経済成長は終焉し、大都市圏で旺盛だった住宅需要は一気に落ち込んだ。住宅不足は解消し、住宅不足を解決するための画一的な住宅は販売不振に陥った。このように社会情勢が大きく変化したなかで、多摩ニュータウンは「少しでも早く安く、計画的な良好な都市を大規模に提供する」ことから、「時間をかけて理想的な都市を作る」ことが要求されるようになった。こうして、個性的なタウンハウス住宅やコーポラティブハウスやプラスワン住宅、一般公募宅地分譲住宅等、多彩な住宅が供給されてゆき、多摩ニュータウンは理想的な都市を作るという計画に転換していった。また住宅だけでなく、業務機能（オフィス）も追加された。
一方でそのころ、多摩市内では小中学校等の公共施設の建設費の負担が大きな問題となり、開発が中断されていた。当初の負担ルールでは、多摩ニュータウンの新住民が一挙に多摩市に移り住んだ場合、行政需要の急激な増大から約14年で100億円の累積赤字が出ると試算され、当時の多摩市の財政規模では立ち行かなくなることが予想されていたためである。これは1974年10月、学校の土地・建物を事実上、東京都が全額負担するという取り決めを盛り込んだ行財政要綱が定められたことで開発は再開したが、他にも30%以上の緑とオープン・スペースを確保することが盛り込まれ、これも以降の多摩ニュータウンの街づくりに大きな影響を与えた。その結果、多摩ニュータウンはオープン・スペースに関係して、2005年までの間に都市再生機構施行区域だけで、緑の都市賞を2度、日本都市計画学会賞を2度、都市景観大賞を3度、日本造園学会特別賞、日本不動産学会業績賞を受賞することにつながった。

### 「サービスインダストリー地区」の設置

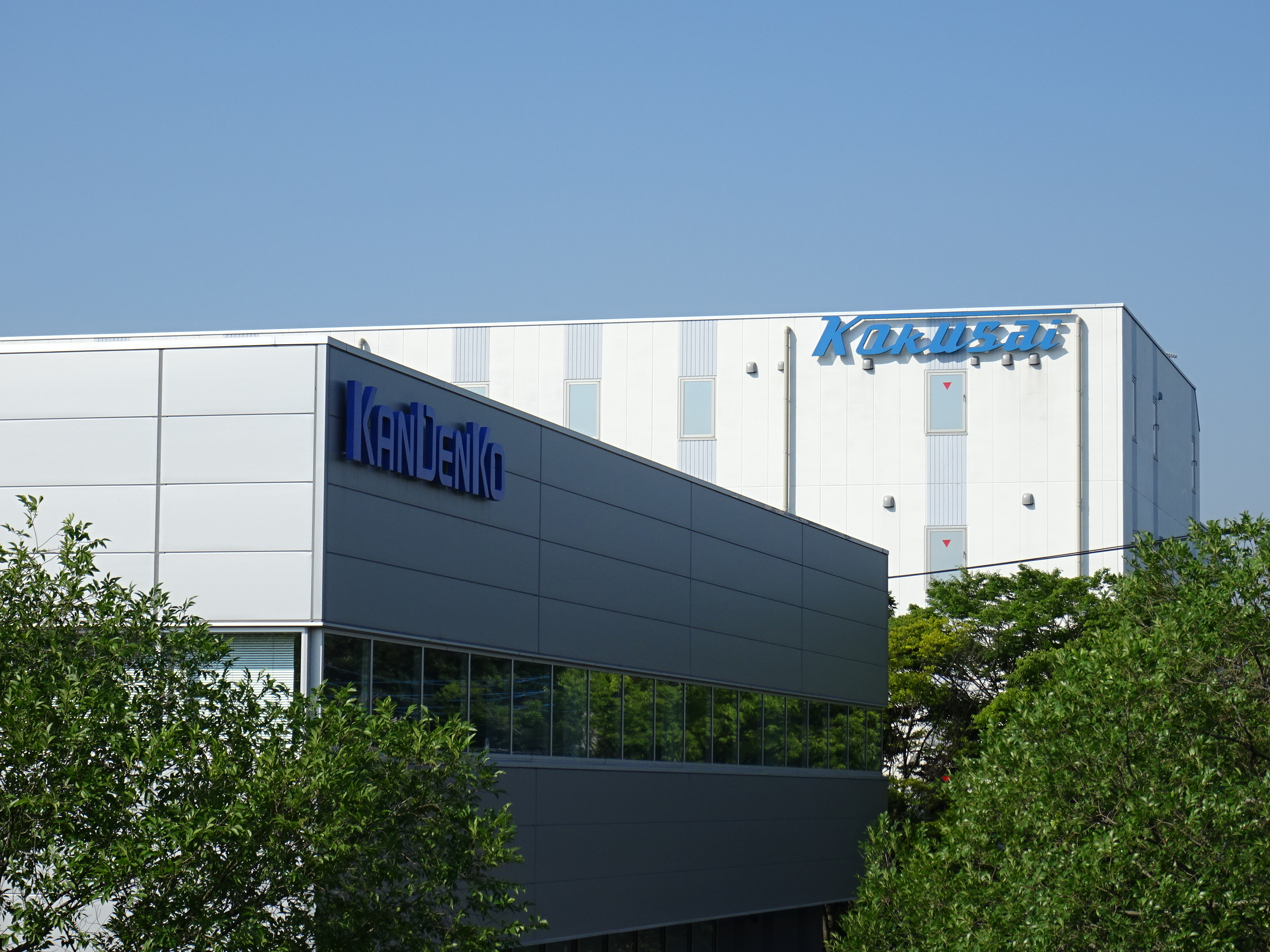
サービスインダストリー地区

多摩ニュータウンは当初から自立都市として構想されていたが、当時の新住宅市街地開発法の規定で業務系施設は「居住者の共同の福祉又は利便のため必要なもの」に限定され、それ以外の業務施設の誘致は困難であった。しかし多摩ニュータウンの地元市は、税金の増収による自主財源の確保や、就業の場としての業務系施設の導入を要望していた。そして1973年6月、西武鉄道から日本住宅公団（現・都市再生機構）に移管された第4住区（聖ヶ丘地区）の施行計画協議の中で、多摩市議会は第4住区を業務用施設用地に転換する要望書を提出し、これを契機として業務施設を誘致するための具体的検討が始まった。
まず、新住宅市街地開発法の規定をくぐりぬけるために、業務施設は住民生活を支えるために必要なものとして位置づけることとなった。そこで日常の暮らしに不可欠な「サービスインダストリー」という概念が持ち出された。次に、新住宅市街地開発法の制約により工業系の用途地域が指定できなかったことから、都市計画上は特別用途地区を定め、「住居地域」の用途規制を「準工業地域」並みに緩和することとした（当時の用途地域）。
その後、多摩市から候補地は第4住区以外の適地でもかまわないとの見解が出されたため、鎌倉街道と尾根幹線の交差部周辺で「サービスインダストリー地区」を設置することとなり、1981年5月に「特別業務地区」として都市計画決定された。施設用地募集は1982年4月から1986年11月に行われ、食品製造、集配センター等約30社が立地した。

### 多摩センター駅以西への開発の進展
1980年代には、多摩センター駅周辺で開発が進む中、西部地区と呼ばれる南大沢駅を中心とする区域でも開発が進んでいき、多摩ニュータウンの人口は1980年に6万人だったものが、1987年には10万人に達した。西部地区の開発にあたっては、1974年に緑とオープンスペースの確保を盛り込んだ行財政要綱が決定されたことから、見直された基本計画が「多摩ニュータウン西部地区開発大綱」にまとめられ、西部地区はこの要綱に基づき開発が進められた。そして、1983年3月に第14住区で1018戸の入居が行われ、西部地区の入居開始となった。
西部地区の入居開始時点では、南大沢駅まで鉄道が開通していなかったため、住民はバスで多摩センター駅まで移動していた。西部地区を含む多摩センター駅以西への京王相模原線の延伸には、その途中にある多摩市落合のゴルフ場「府中カントリークラブ」の敷地通過が問題となっていた。工事着工にあたり、ゴルフ場側に補償金5億円を提示したが拒否され、その後、10億8800万円まで引き上げられたが折り合いがつかなかった。1986年2月28日には強制収用の手続きに入ったが、最終的に10億8800万円の補償金で和解し工事が進められ、1988年5月21日に京王相模原線の京王多摩センター駅 - 南大沢駅間が開業した。
また、1990年（平成2年）に小田急多摩線が小田急多摩センター駅から唐木田駅まで延伸すると同時に、唐木田地区が入居開始した。開発前の唐木田地区では、東京都施行の土地区画整理事業区域と、住宅・都市整備公団（現・都市再生機構）施行の新住宅市街地開発事業区域が複雑な形状をなしており、その上に両区域の高低差が大きかった。地区南部では小田急線車庫が計画されていたことから、この両区域の一体的施工が必須となったため、土地区画整理事業が東京都から住宅・都市整備公団に委託された。そうして、この地区では高低差の少ない一体的な土地利用計画を実現している。

### 都立大学をはじめとする大学の進出

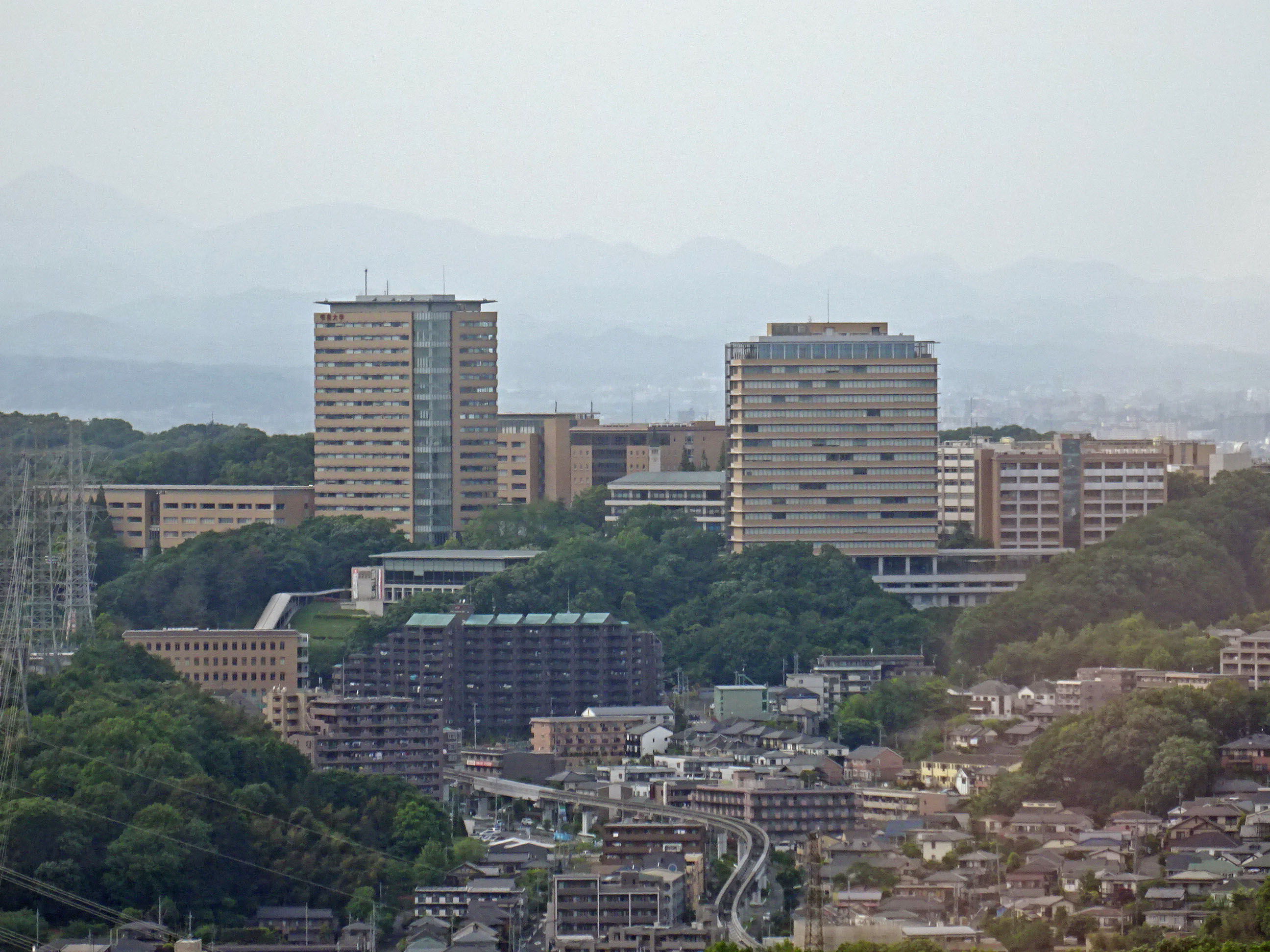
明星大学

多摩ニュータウンの外周には、東京23区から広大なキャンパスを求めて中央大学や明星大学、帝京大学、多摩美術大学等、1960年代より大学が進出していたが、1983年の（旧）東京都立大学の移転構想を契機として、多くの大学が多摩ニュータウン区域内にも進出することになった。
都立大学は当初、立川市への移転を予定していたが、都立大学内部では立川の用地が手狭であることが問題となっていた。また、東京都の多摩都市整備本部内部では、東京都施行の西部地区での住宅販売を促進する思惑から、計画上は多摩センター駅前に次ぐサブセンターという位置づけの南大沢駅前にも、商業的な賑わいを形成しようと都立大学の誘致が画策された。そんななかで、立川、八王子、多摩ニュータウンの3箇所が移転先候補となり、最終的に多摩ニュータウン西部地区への移転が決まった。
都立大学側は移転先の条件として駅から近いことを挙げていた。そこで具体的な場所としては、松木日向緑地を大学敷地に含むという条件で、南大沢駅前に決まった。緑地を大学敷地に含むことには地元市の負担を軽減できるだけでなく、大学側にもゆとりのあるキャンパスが構成できるというメリットがあった。そうして、1991年4月に東京都立大学の大沢キャンパスが開設された（なお、旧都立大学はその後の都立4大学の再編・統合により、2005年4月1日に首都大学東京に改組するも、2020年に東京都立大学の名称を復活させた）。
これに前後して多摩ニュータウン区域内への大学進出が相次ぎ、1986年10月に恵泉女学園大学、1988年4月に大妻女子大学、1989年4月に多摩大学、1992年4月に国士舘大学、1997年4月にヤマザキ学園大学、2011年4月に東京医療学院大学が開設された。
また、開発前から存在し、多摩ニュータウン区域に取り囲まれた形となっていた多摩美術大学は、キャンパスが周囲の多摩ニュータウン区域内にも拡張された。

### 新住法の改正と「特定業務施設」の立地
1986年の新住宅市街地開発法の改正では、「特定業務施設」が創設された。この特定業務施設は「居住者の雇用の増大や、昼間人口の増加による開発地区の都市機能の増進に寄与し、かつ良好な居住環境と調和するもので公益的施設以外のもの」と規定される。これにより初めて、多摩ニュータウンをはじめとする新住宅市街地開発事業で開発されたニュータウンへの業務施設の立地が、法的に可能になった。これを受けて1987年（昭和62年）より多摩ニュータウン内で導入が行われた。
特定業務施設の配置は、都市再生機構施行区域内には約38.6haが多摩センター地区や、唐木田・長池業務地区等に、東京都施行区域内には西部地区センターに5.2haが計画された。「南多摩新都市開発計画1990」では特定業務施設の本格導入が図られ、バブル終焉で経済状況が一変するなか多摩ニュータウンでは業務用地の販売が好調を呈し、特に多摩センター駅前では「朝日生命保険多摩本社」や「ベネッセコーポレーション東京本社」をはじめ各種企業が誘致された。
また、このとき集合住宅用地の民間卸が可能となり、新住宅市街地開発事業区域内においても、豊ヶ丘地区で1989年入居の「コスモフォーラム多摩」を皮切りに民間マンションの建設が進んだ。1997年に住宅・都市整備公団（現・都市再生機構）が分譲マンションの建設から撤退して以降は、民間卸による分譲マンション建設が本格化することとなった。

### 稲城市内への開発の進展

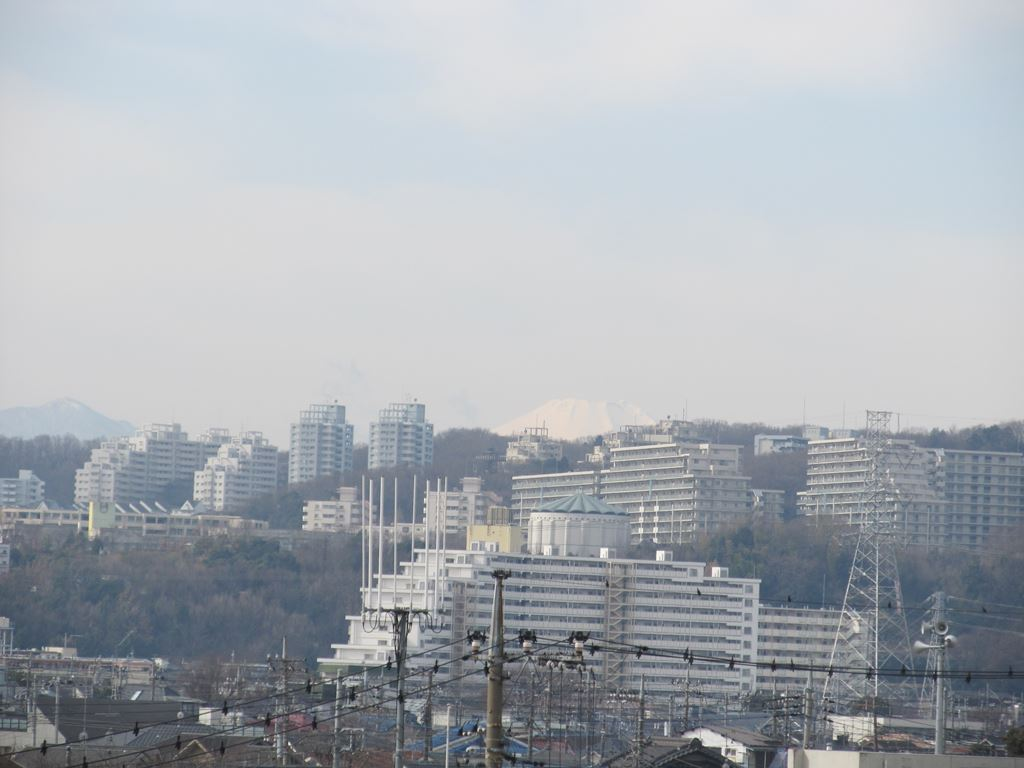
調布市多摩川より稲城市方向

稲城市内にあたる地区では、1988年3月、第1住区の向陽台での260戸の入居をもって入居開始となった。
この地区は京王相模原線沿線で、多摩ニュータウンのなかで最も都心寄りに位置するため、当初から鉄道が開通していたが、雨水排水の問題からそれまで開発が進んでいなかった。河川の流域は多摩川の支川である三沢川であるが、すぐ下流からは川崎市に入るため調整が難しかったためである。
1971年7月の事業承認時点では、暫定的に調整池を設置することが予定されていたが、この地区の地層は水に弱く浸食しやすいため、設置が困難であることが判明した。
このため、地区内から多摩川へ至るトンネル放水路を新設することとなり、三沢川分水路が整備された。これは三沢川中流部から分水後、地区内の雨水幹線を2か所で合流させ、南武線多摩川鉄橋の上流100m地点で多摩川に流入させるもので、総延長2,679m、トンネル断面は最大内径8.1mに及ぶ大規模河川トンネルである。1978年10月に着工、1985年3月に完成。これにより当地区の雨水排水の問題は解決し、開発にこぎつけることになった。

### 町田市内への開発の進展
町田市内における多摩ニュータウン開発は、1990年代より「相原・小山土地区画整理事業」で行われた。この区域は西部地区のさらに西方に位置する。当初この区域は、新住宅市街地開発事業による開発が予定され、1965年にその都市計画決定を受けていた。しかし、この区域は多摩ニュータウン計画の中で「誘致施設用地」に位置づけられていたことから、当初の新住宅市街地開発法の枠内で業務施設の誘致を行うことは困難で、長らく開発は進まなかった。その後、新住宅市街地開発法の改正で誘致が可能になったが、地域開発に関わる時代背景の変化に伴い土地区画整理事業によって開発されることになった。
計画では多摩ニュータウン通りと尾根幹線道路に挟まれた東西にわたって「業務ゾーン」が設けられ、第1号進出企業となる小山ヶ丘2丁目の「サンリオディストリビューションセンター」をはじめ、2005年時点で約50社が進出している。
また、多摩ニュータウン通りの西側に位置する「研究住居複合地区」では、多くの大規模マンションが建てられたほか、サレジオ工業高等専門学校（旧・育英工業高等専門学校）が、2005年に杉並区から小山ヶ丘4丁目に移転している。
1990年3月30日、京王相模原線の南大沢駅 - 橋本駅間が開業し、翌年の1991年4月6日にはこの区域に多摩境駅が開業した。これをもって多摩ニュータウン内の全駅開業となった。そして多摩ニュータウンの人口は、1991年には15万人になった。

### 多摩ニュータウンの現在

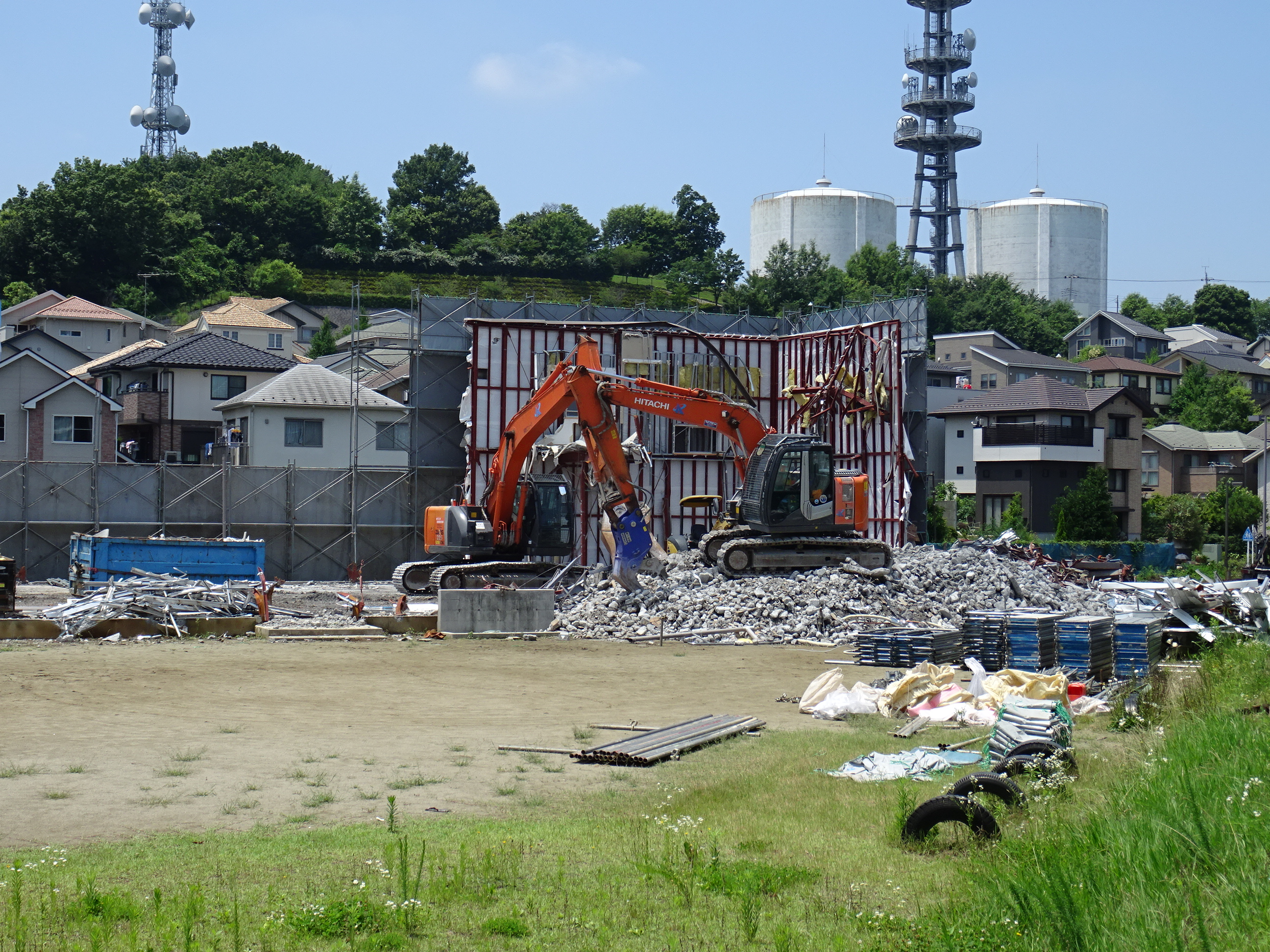
少子化に伴い解体されるプレハブ校舎

行政改革等の煽りもあり公的な開発は、東京都が2003年で、都市再生機構（旧 住宅・都市整備公団、日本住宅公団）が2006年ですべて終了し、未開発用地244ヘクタールは売却して民間等による開発に委ねられることとなった。これらの民間売却地には高層マンションがいくつも建設されてきており、中低層の住宅を中心とした、ゆったりとした街並みは大きく変わろうとしている。
懸念されている少子高齢化は進みつつあり、2021年時点で多摩ニュータウンの人口は22万人に達したが、全人口の25.7%を高齢者が占める状況である。特に住宅難の解消を目的としてオイルショック以前に建設された諏訪・永山地区の団地では、画一的で住戸面積が狭いため多様な世帯を受け入れることができず、家賃も安いことから必然的に高齢者が集中し高齢化の温床になっている。オイルショック以降に定住性を重視して建てられた専有面積100平米を超すマンションやタウンハウスにおいても、老夫婦や独居老人が住み続け、過剰な住宅規模で持て余しているといったケースが見られている。また、2009年現在、東京都で一番クラス数の多い小学校は多摩ニュータウンにある一方で、1住区につき4小学校2中学校が建設された1970年代の開発地区では、少子化の進行によりそれ以降の開発地区と同様の2小学校1中学校へ再編が進んでいる。
今後、多摩ニュータウンの人口は2025年頃にピークを迎え、2050年には、2010年現在より7%人口が減少し、高齢化率は35%に達すると推計されている。建築物も同時期に供給されたものが一気に経年劣化し、新たな価値の再生が必要なことが指摘されている。そうしたなか、住民レベルでは分譲マンションの建て替えが進められているほか、行政は都営住宅の建て替えや、住み替え支援といった取り組みを進めている状況である。諏訪・永山地区の諏訪2丁目では複数棟の団地を一括で建て替える日本最大級の大規模な団地リニューアルが行われ、「ブリリア多摩ニュータウン」（東京建物）として間取り・設備の現代化と住民の年齢構成の平準化を図っている。都市再生機構の賃貸住宅については「団地の福祉拠点化」として、高齢者にとって住みやすい環境の整備が行われているほか、一部で建て替えが予定されている。買い物難民対策として、東京都と多摩市が京王グループの協力を得てニュータウン内の都営住宅（愛宕団地）に移動販売車を導入するなど、建て替えや住み替え以外の高齢者支援も取り組まれつつある。
2018年2月19日には、東京都が目標年次をリニア中央新幹線開通後の2040年代とした、多摩ニュータウンを含む「多摩イノベーション交流ゾーン」の設定を位置付ける「多摩ニュータウン地域再生ガイドライン」を公表しており、施設の老朽化・南大沢駅付近の未開発地・交通網再編の課題において再開発計画を立てている。

## 都市計画

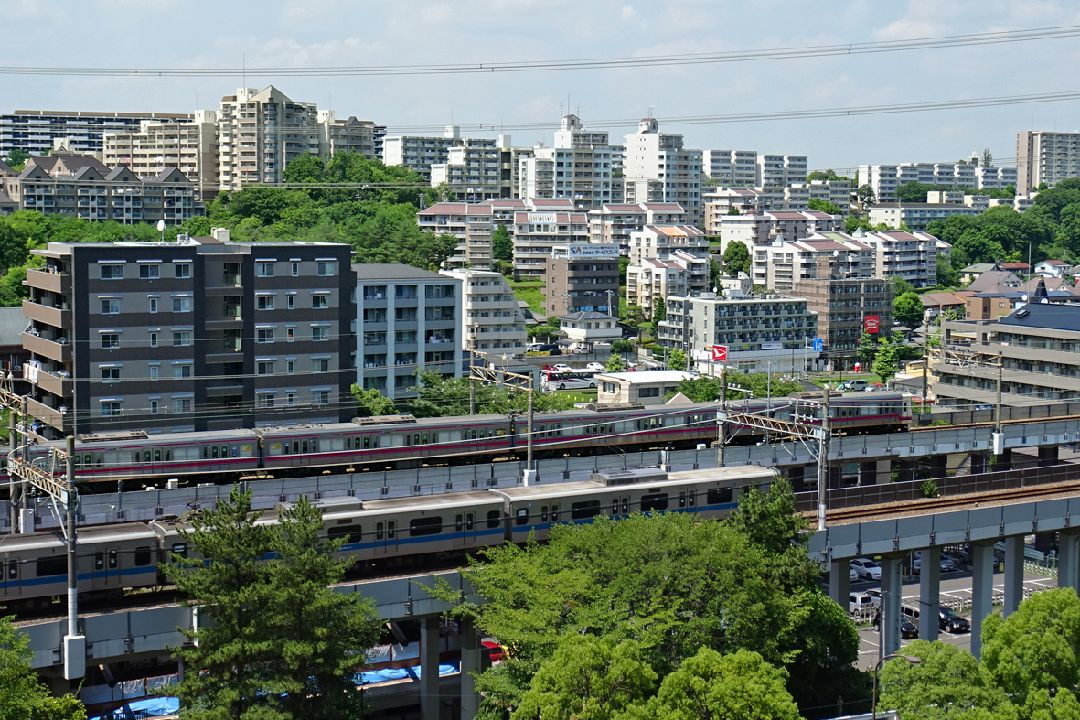
多摩ニュータウンを走る京王線と小田急線

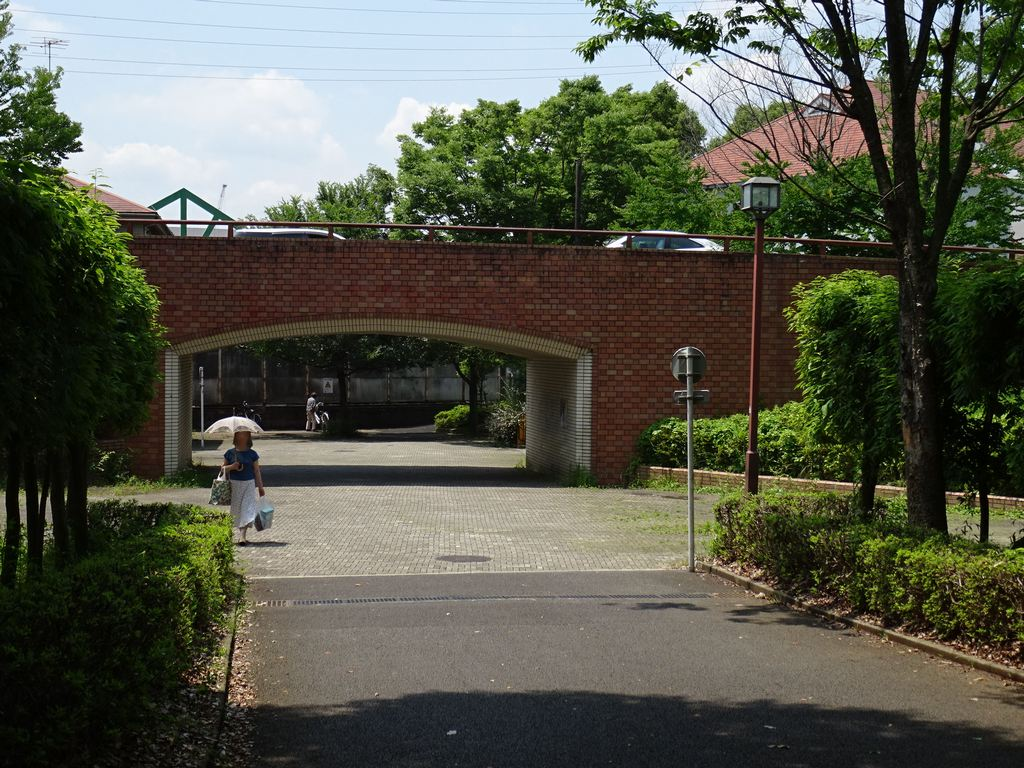
「歩車分離」として歩行者と自動車の交通が立体的に分離されている

### 骨格構造
多摩ニュータウン区域は、地形等の条件から一体的に開発ができ、かつ、排水系統が多摩川水系単一となるように設定されている。その骨格として、東西方向に中央部を横断する鉄道2路線（京王相模原線・小田急多摩線）があり、また、東西方向に中央部、南部、北部を横断する広域幹線道路（多摩ニュータウン通り・尾根幹線道路・野猿街道）と、それを南北方向に結ぶ住区幹線道路が配置されている。
多摩ニュータウンの中心である「都市センター」には多摩センター駅周辺が定められているほか、若葉台・永山・堀之内・南大沢の各駅前に、これより規模の小さい「地区センター」を配置している。
また、多摩丘陵の緑を系統的に保存するために、多摩ニュータウン南縁の尾根部には地区公園や低容積の誘致施設が配置され、計画的に配置された公園緑地、歩行者専用道路、住宅内緑地等の面積は地区全体の30%以上を占めている。

### インフラ
電気・ガス・上下水道等、ライフラインのインフラストラクチャーが、マスタープランに基づいた都市基盤建設の中で住宅等の開発前から整備されており、「都市センター」地区には無電柱化や地域冷暖房等を可能にする地下共同溝が設けられている。

### 近隣住区
ニュータウン区域は新住宅市街地開発事業地に新住区を設け、幹線道路を境にして中学校の学区を基本単位とする21の住区に分けられている。この概念はコミュニティー空間の外周に幹線道路を配置し、生活の場から不要な通過交通を排除することなどを主眼とした「近隣住区理論」に基づいている。
根本理念は理想的住環境を目指し、1住区は面積約100ha、住宅3,000 - 5,000戸、人口はおおむね12,000 - 20,000人で計画されていた。各住区には原則として中学校1校、小学校2校を設置し、歩行者専用道路の導入を図った生活道路、オープンスペースとしての公園（近隣公園・街区公園）や緑地帯、食料品・日用品等の商店、交番、郵便局、診療所などといった住民サービス施設の集まる「近隣センター」が配置されている。中には開発によって農業をやめた住民が商店を経営するということもあった。こういった住区をいくつかあつめて地区を構成しており、地区の中心（鉄道駅の周辺）には「地区センター」が配置されている。

### 歩行者専用道路
多摩ニュータウンでは、歩行者と自動車の動線を分離して安全な街を目指す「歩車分離」観点から、歩行者専用道路が新住区の全体にわたって張り巡らされている。歩行者専用道路と一般道路は立体交差しているため、住宅地から駅前、公園や学校など、様々な施設を車道を一切横断することなく移動が可能で、多摩ニュータウンの大きな特徴となっている。

### 土地利用計画
| 土地利用計画（新住宅市街地開発事業都市計画決定区域） | 土地利用計画（新住宅市街地開発事業都市計画決定区域） | 土地利用計画（新住宅市街地開発事業都市計画決定区域） | 土地利用計画（新住宅市街地開発事業都市計画決定区域） | 土地利用計画（新住宅市街地開発事業都市計画決定区域） |
| 区分                                                 | 区分                                                 | 面積（ha）                                           | 比率（%）                                            | 備考                                                 |
| ---------------------------------------------------- | ---------------------------------------------------- | ---------------------------------------------------- | ---------------------------------------------------- | ---------------------------------------------------- |
| 住宅用地                                             | 住宅用地                                             | 785.6                                                | 35.3                                                 | 集合住宅用地、宅地分譲用地                           |
| 公共用地                                             | 公園・緑地                                           | 432.9                                                | 19.4                                                 | 街区公園、近隣公園、地区公園、緑地                   |
| 公共用地                                             | 道路                                                 | 421.7                                                | 19.0                                                 | 歩行者専用道路、区画道路、幹線道路                   |
| 公共用地                                             | その他の公共施設用地                                 | 4.8                                                  | 0.2                                                  | 河川、水路                                           |
| 公益的施設用地                                       | 商業・業務用地                                       | 77.6                                                 | 3.5                                                  | 都市センター、地区センター、近隣センター             |
| 公益的施設用地                                       | 教育施設用地                                         | 212.6                                                | 9.6                                                  | 幼稚園、小学校、中学校、高等学校                     |
| 公益的施設用地                                       | その他の公益的施設用地                               | 229.2                                                | 10.3                                                 | 誘致施設用地、公民館、児童館、病院、鉄道             |
| 特定業務施設用地                                     | 特定業務施設用地                                     | 61.2                                                 | 2.7                                                  | 事務所等の特定業務施設                               |
| 合計                                                 | 合計                                                 | 2,225.6                                              | 100.0                                                |                                                      |

### 鶴牧・落合地区のオープンスペース計画

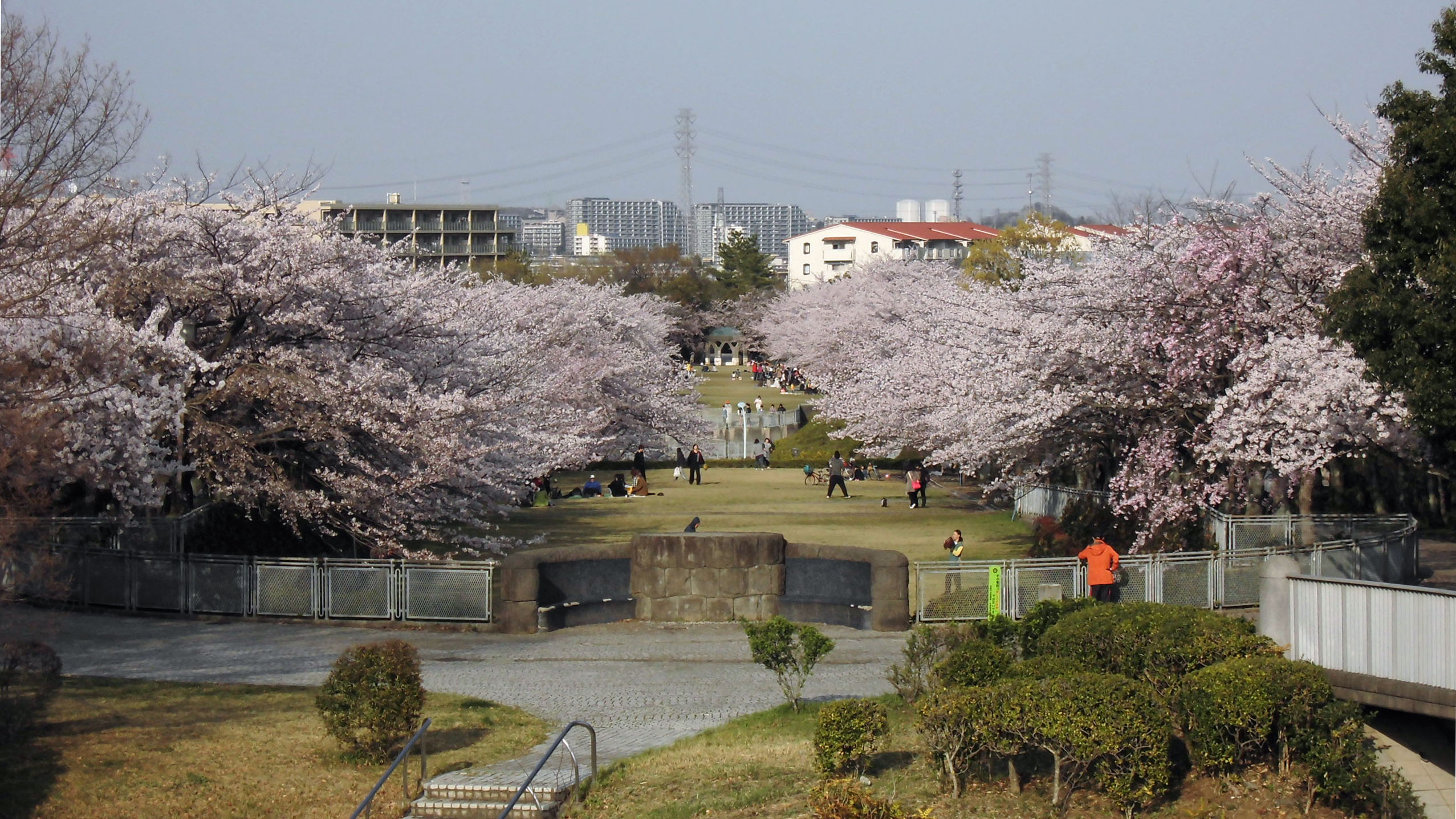
奈良原公園の桜並木

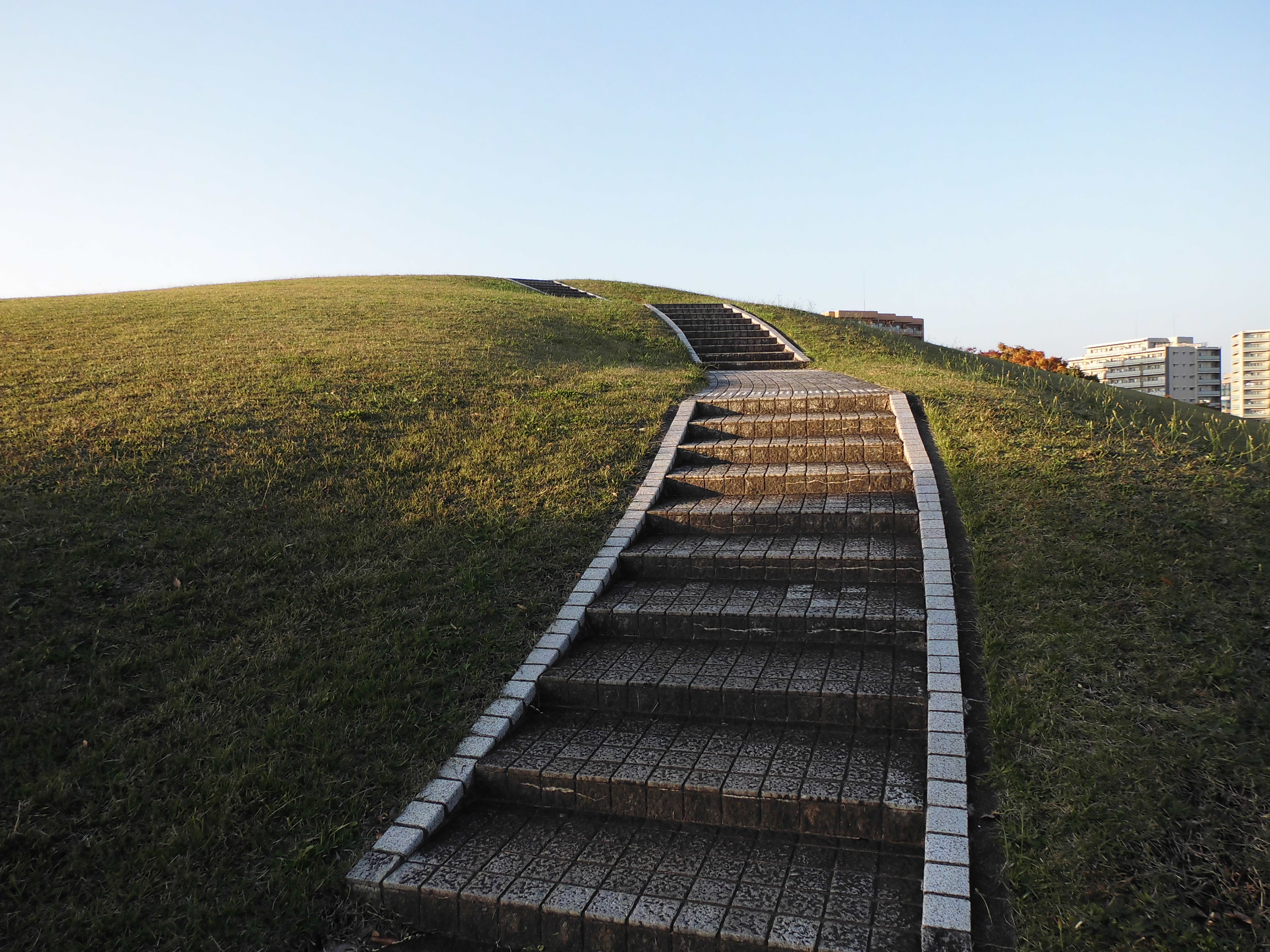
鶴牧東公園の「鶴牧山」

多摩ニュータウンではオイルショック以降の方針転換で30%以上のオープンスペース（公園緑地等）を確保することとして整備が進んでいた。しかし、このように確保された多くのオープンスペースが中高層住宅に埋もれてしまい、認知されにくいと指摘されていた。そのため、鶴牧・落合地区の整備にあたっては計画が見直され、いまあるような街並みが整備されることになった。
そこで鶴牧・落合地区では、オープンスペースを街の骨格構造にしてしまおうという発想のもとに設計された。一般的に街の骨格構造は道路ネットワークを中心に認知されるため、新たな試みとして、建物は全く描かず、公園と歩行者専用道路のみが描かれた図面が作られた。従来「皆が平等に公益を受ける」という考え方から公園はまんべんなく散りばめられていたが、その考え方を逸脱せずにどのように骨格構造となるような空間を作り出すか様々な検討が行われ、4つの近隣公園をリング状に連続的に配列し「基幹空間」が作り出された。
基幹空間の外環にあるのが「基幹空間系」を補完する「リング系」で、歩行者専用道路や街区公園で形成され、多摩ニュータウンにおける「みち空間」の組織化を図っている。さらにその外側の「外周系」は3系統あり、東側は地区東端から多摩中央公園・遺跡公園（東京都埋蔵文化財センター）に至る系統、西側は地区西部から唐木田へ連なる系統、南側は多摩よこやまの道が該当する。他にこれらを補完する「独立系」があり、「基幹空間系」「リング系」「外周系」「独立系」で鶴牧・落合地区のオープンスペースを形成している。
歩行者専用道路は、地区内にある全ての集合住宅・戸建て住宅地、公園や小中学校、施設等を結び、多摩センター駅前のペデストリアンデッキに接続している。車道との交差部分は、全て歩道橋による立体交差となっていて、車道を一切横断することなく地区全域および駅前へと移動を可能にしている。
景観も重視して街づくりが行われることになり、「ヴィジュアルプラン」が作成された。これは「見る・見られる」を意識したもので、今でいう景観計画の先駆的事例だった。景観も建物まわりの街並みといったスケールだけでなく、街の概括的な眺めを作り出すことが意識された。特に「山」の景観が重視され、基幹空間を構成する「富士見通り」は、富士山の方向に向かって一直線に整備されている。また、自分たちの街を見渡すことができる視座・場所を創出しようと、鶴牧東公園にある小丘の「鶴牧山」をはじめ、地区のあちこちに眺望ポイントが設けられた。
鶴牧・落合地区における最初の住宅供給は1982年に行われ、当時一世を風靡していたタウンハウスを中心に供給された。公団の当時の技術者たちはここを「田園調布のような場所にしたい」という思いがあり、本部にこの計画が持ち上げられた際には、勤労者向けの住宅を供給するという公団の使命に反することから、ひどく叱られたという。分譲価格も一般的に約2500万～2600万円だった時代だったが、ここでは約4800万円で売りに出され、当時新聞で「公的機関が高額物件を売っている」と批判を浴びた。
結果的にこの贅沢な街並みは、日本全国の計画都市のなかでも突出してユニークな都市景観となり、「街全体が公園のようだ」と評価されている。1983年に放映され大ヒットドラマとなった「金曜日の妻たちへ」は、この鶴牧・落合地区が撮影地として多用された。また鶴牧・落合地区の街づくりを評価されて公団は、1983年に「緑の都市賞」、1985年に「日本都市計画学会計画設計賞」、1993年に「日本造園学会特別賞」を受賞している。

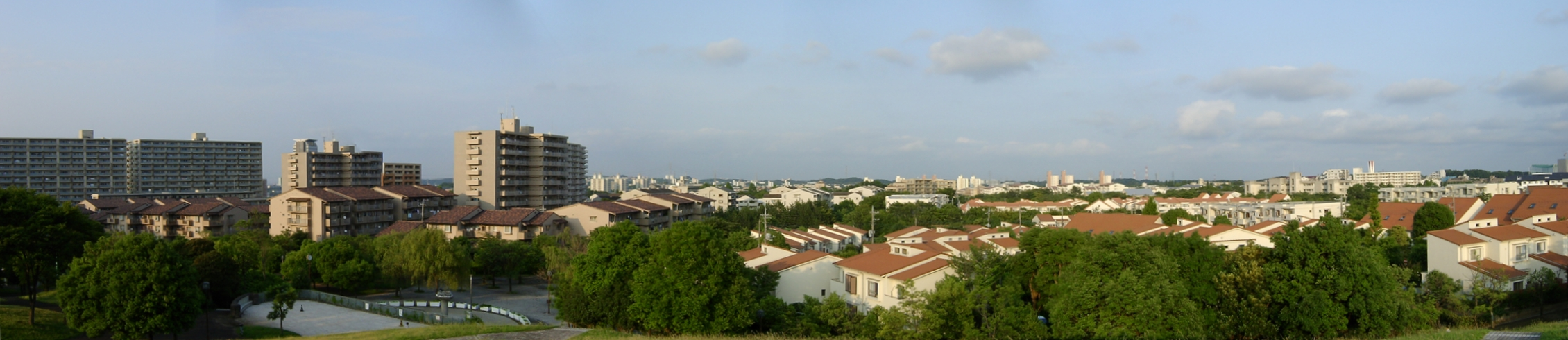
鶴牧・落合地区の街並み

## 都市センター・地区センター

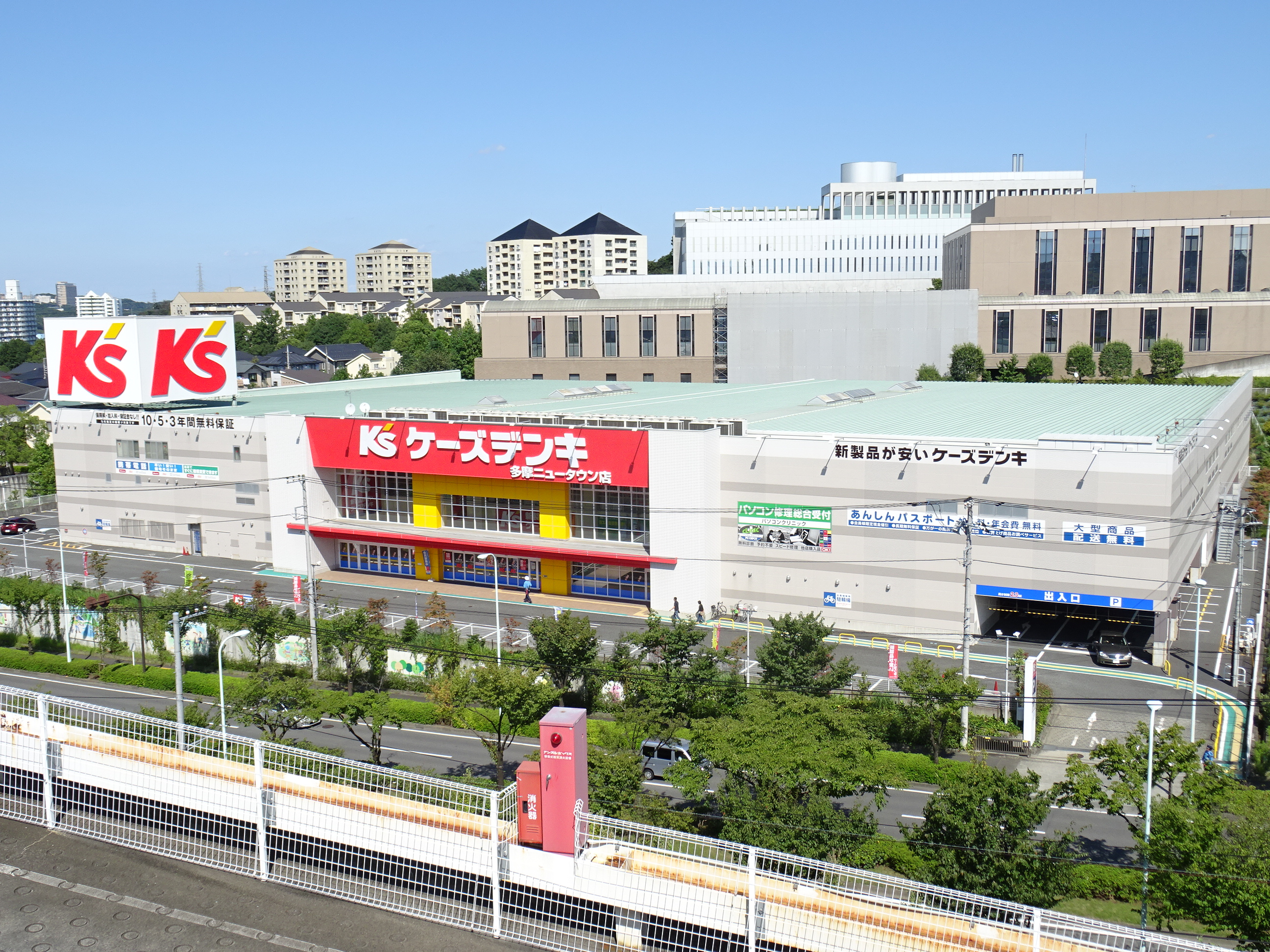
ケーズデンキ多摩ニュータウン店

多摩ニュータウンの商業的な特徴として、駅前には「都市センター」や「地区センター」として商業核が設定され、「都市センター」には百貨店を含む都市型商業施設、「地区センター」には量販店を基軸とした郊外型商業施設の進出が盛んである。また、住区内の「近隣センター」には日用品を充足する店舗、区画整理事業地区にはコンビニエンスストアや特色ある個人商店が多く点在している。
近年は特に郊外型の大型店が増加傾向にあり、広大な売場面積を持つ新形態の三井アウトレットパーク 多摩南大沢や、カインズ、ケーヨーデイツー、コーナン、ユニディなど大規模ホームセンター、ドン・キホーテのような総合ディスカウントストア、ケーズデンキ、ヤマダ電機、ノジマといった家電量販店などが多数進出している。
以下には「都市センター」や「地区センター」となっている駅周辺について、ニュータウン域内の東側より順に記述する。

### 若葉台駅周辺
若葉台駅前は「地区センター」として整備されており、東京都の「都心等拠点地区」に位置付けられている。若葉台駅の1974年の開業後しばらくの間、駅周辺は多摩ニュータウンの外側の川崎市側に小さな商店が見られる程度だったが、1999年に進出した三和・ユニディを皮切りに、2006年に「フレスポ若葉台WEST」、2007年にケーズデンキ、2009年にはノジマ電機が主要テナントの「フレスポ若葉台EAST」がオープンし、土日には賑わいを見せている。多摩市内の鎌倉街道から川崎市の新百合ヶ丘駅方面を結ぶ道路の完成を控え、2014年にはヤマダ電機を中心とした「アクロスプラザ若葉台」が完成し、大規模書店のコーチャンフォーが首都圏初進出している。

### 永山駅周辺
永山駅前は「地区センター」となっており、駅に隣接して、1974年に多摩ニュータウンで最初に開業した複合商業施設「グリナード永山」、ボウリング場やスーパー銭湯「竹取の湯」などがある娯楽施設ビルの「ヒューマックスパビリオン永山」、総合病院の日本医科大学多摩永山病院がある。グリナード永山の1階・2階出口から、京王永山駅・小田急永山駅の両駅の高架下にある商業施設を1本の通路が貫いていて、1つの商店街のようになっている。
グリナード永山の屋上からは3本の歩道橋が伸び、オフィス街区や住宅街の遊歩道（歩行者専用道路）と接続していて、車道を横断することなく移動ができる。西側の歩道橋を渡った先には研修所や関連企業が集まるJTBフォレスタやAIG損害保険多摩研修センターがある。
東側の歩道橋を渡った先には、日本最古級のApple製品専門店の「PlusYU」（立川市のGREEN SPRINGSへ移転のため2020年3月29日閉店）が入居していたアクロスビル、その先の遊歩道の階段を上った先には多摩永山情報教育センターがあり、遊歩道は馬引沢や諏訪方面へと続いている。北側の歩道橋は、公民館や図書館などが入る「ベルブ永山」の間を抜け、永山北公園の遊歩道に接続し、その先にはセブン&アイ・ホールディングス研修センターがある。

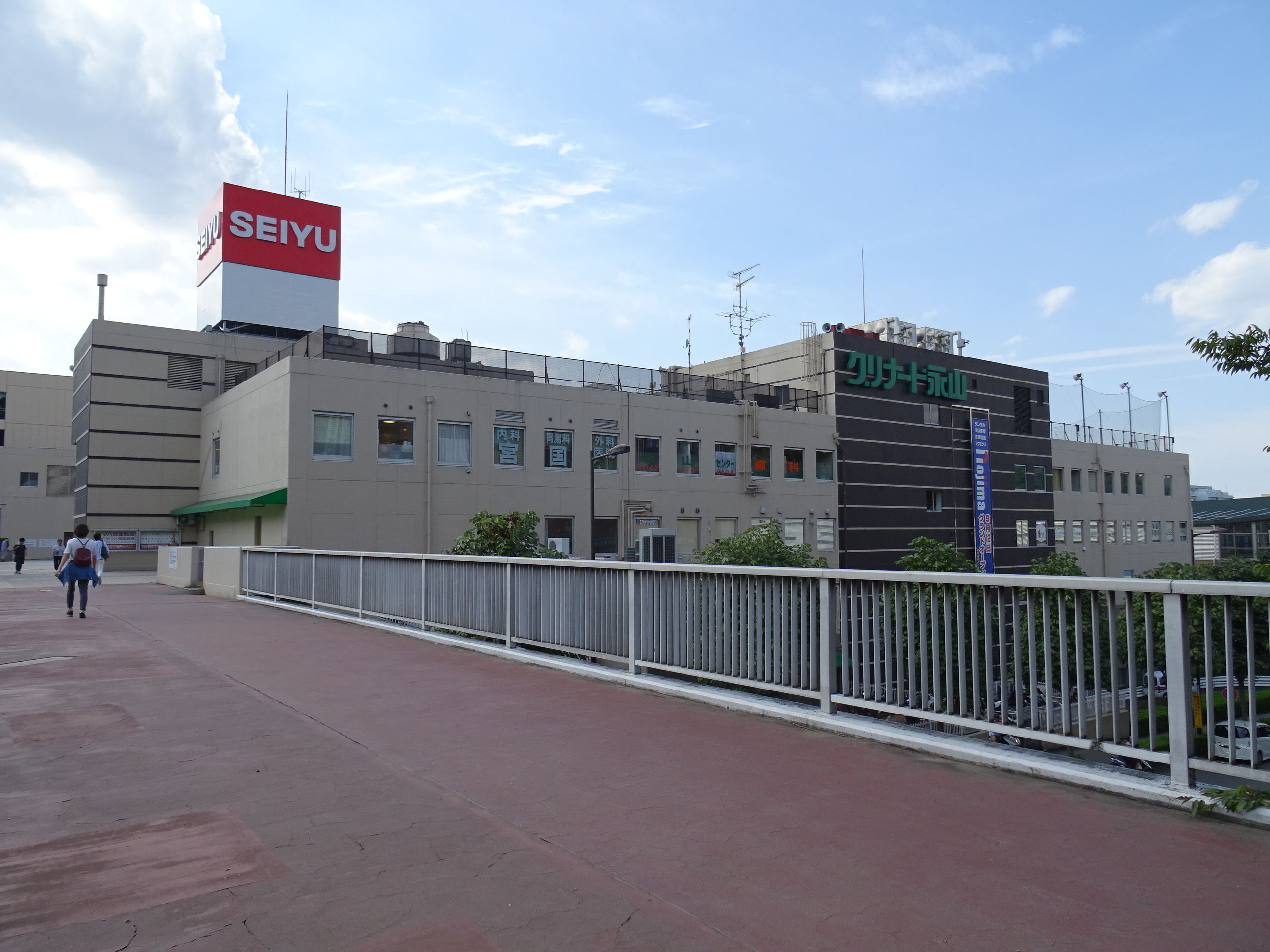
グリナード永山と核店舗の西友永山店
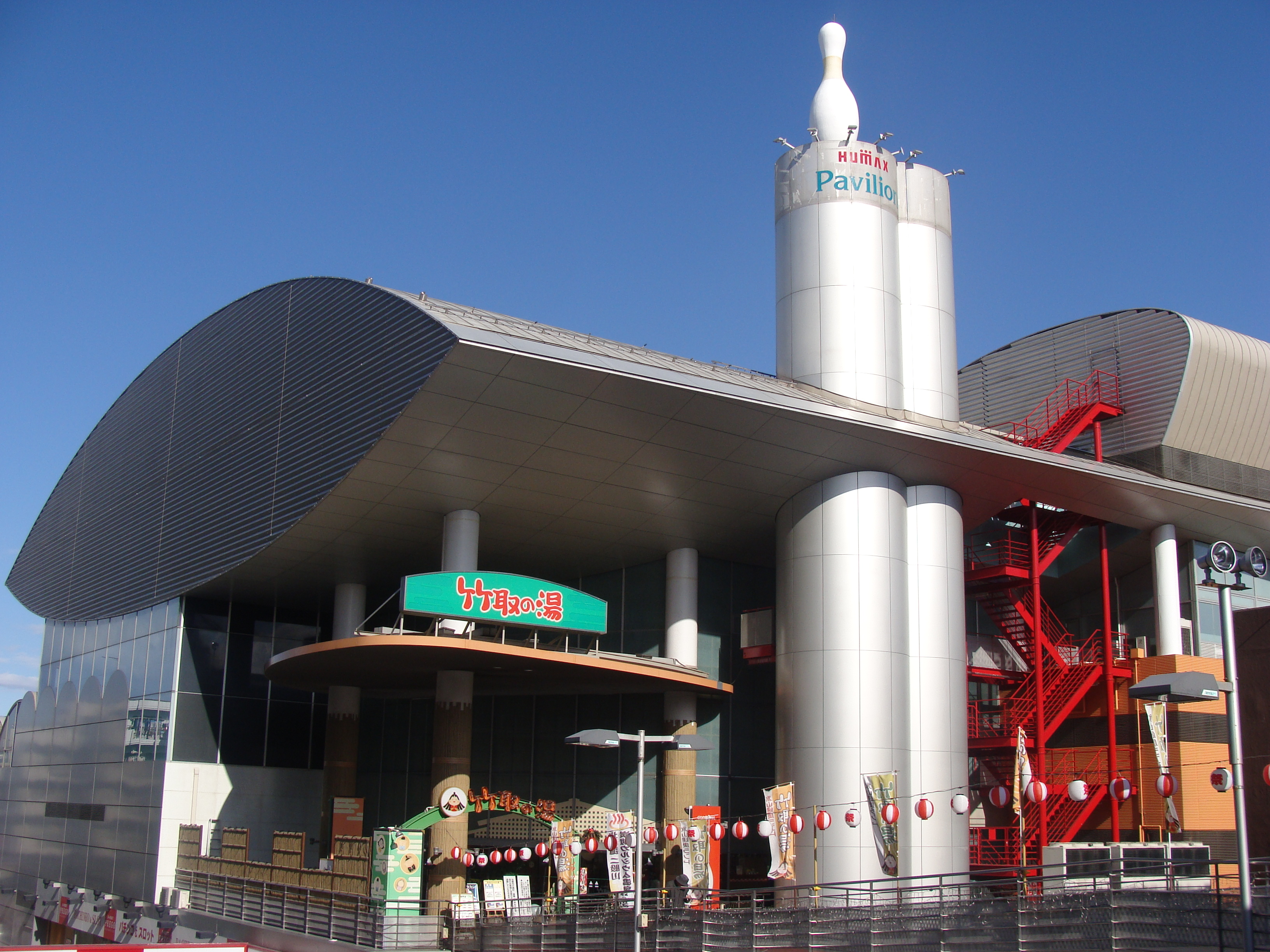
ヒューマックスパビリオン永山
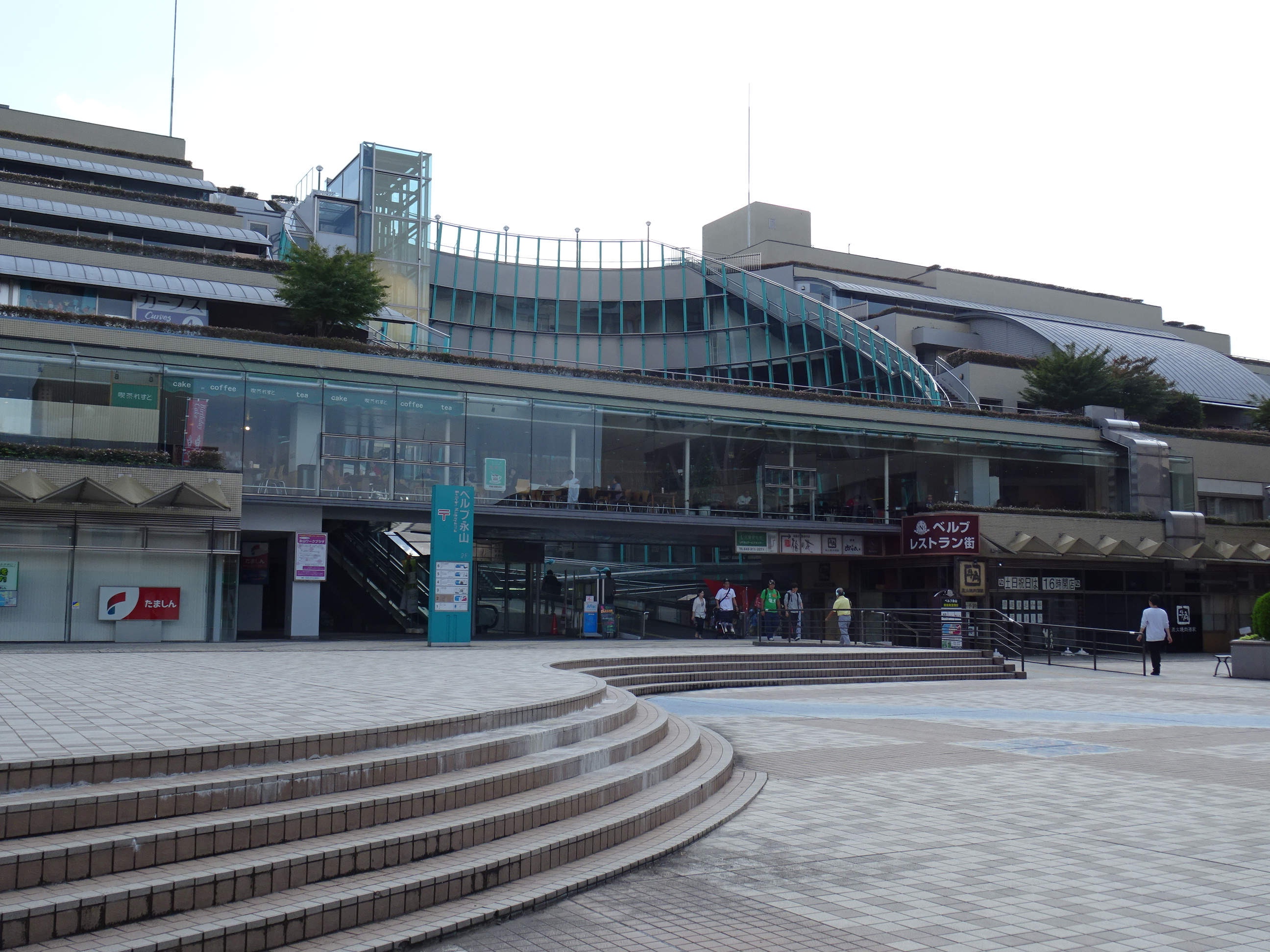
ベルブ永山
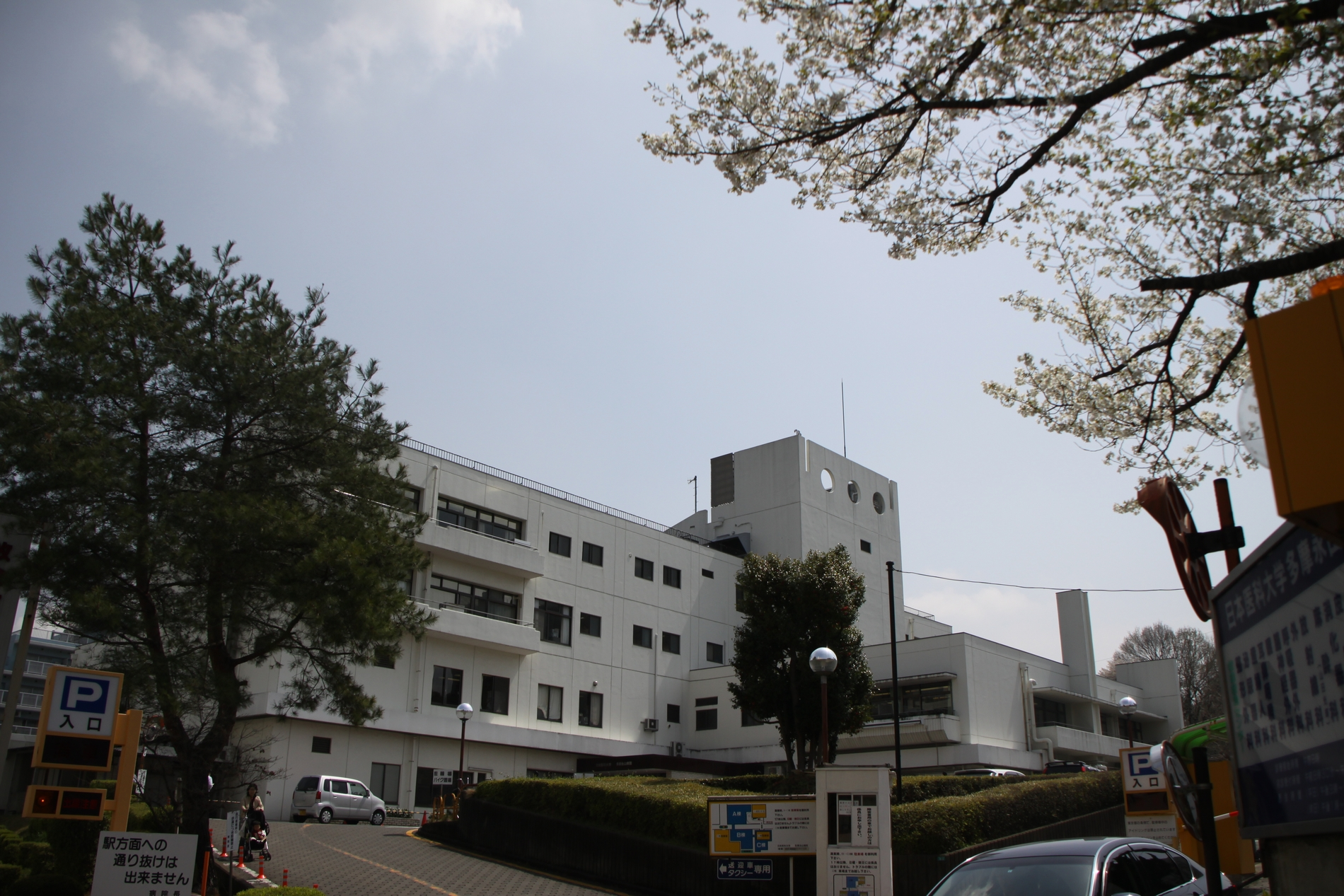
日本医科大学多摩永山病院

### 多摩センター駅周辺
多摩センター駅南側の一帯は多摩ニュータウンの中心として、また周辺地域も含めた広範囲のエリアに高次な都市機能を提供するための「都市センター」として整備された。多摩センター駅には京王電鉄、小田急電鉄が乗り入れ、2000年には多摩地域の南北方向のアクセスを担う多摩モノレールが開通し利用客を伸ばしている。
この「多摩センター地区」は、東京都の「都心等拠点地区」に位置付けられているほか、首都圏基本計画で多摩市が「業務核都市」とされていることから「業務施設集積地区」に位置付けられている。主な企業として、ベネッセコーポレーション東京本社や朝日生命保険多摩本社、東京海上日動システムズ本社、ミツミ電機本社、みずほ銀行情報センターなどがあり、2007年（平成19年）にはCSK複合研究施設、ティアック本社、2009年にはJUKI本社が、2010年には野村総合研究所データセンター、東京都民銀行（現在のきらぼし銀行）研修センターが移転してきている。続いて2018年には長谷工テクニカルセンター、2020年にはKDDI多摩センタービルが完成した。
商業施設としては、駅前の「マグレブビル・マグレブEAST・マグレブWEST」や、多数の専門店が入る「ココリア多摩センター」(旧・多摩そごう、三越多摩センター店)、イトーヨーカドーを核テナントとする「丘の上プラザ」があり、2005年には駐車場跡地にワーナー・マイカル・シネマズ（現・イオンシネマ）とスポーツオーソリティを核テナントとした複合商業施設「丘の上パティオ」も建設された。2006年にはザ・ダイソーの大型店舗、2008年に多摩中央公園に隣接してオープンモール型ショッピングセンター「クロスガーデン多摩」、2009年には駅ビルに「京王多摩センターSC」がオープンした。
公共施設としては、多摩市役所多摩センター駅出張所、多摩中央警察署、多摩消防署多摩センター出張所、多摩郵便局、東京都住宅供給公社多摩窓口などがあり、また文化施設としては、複合文化施設パルテノン多摩や多摩市立中央図書館、東京都埋蔵文化財センターのほか、屋内型テーマパークの「サンリオピューロランド」が国内外から多くの観光客を集めている。また、2020年にはKDDIの博物館を併設した宿泊施設「リンクフォレスト」がオープンした。
これらの施設の多くは、多摩センター駅から延びるペデストリアンデッキで結ばれている。ペデストリアンデッキは、多摩ニュータウンの住宅街を網羅する歩行者専用道路とも接続し、住宅街から駅前まで車道を一切横断することなく行き来ができる。
ライトノベル原作のメディアミックス作品『とある魔術の禁書目録』（および外伝『とある科学の超電磁砲』）では、多摩センター駅前を中心とした多摩ニュータウンの風景が作中における「学園都市」の背景モデルとして多く登場することから、多摩市ではこれにあやかり「とあるアニメの学園都市化計画」を展開しており、実際の地図にアニメの画像をリンクさせた限定非売品のマップ「学園都市広域詳細地図」の配布などのイベントが行われた。実際に多摩センター駅周辺には大学が多く、中央大学・帝京大学・桜美林大学・恵泉女学園大学・国士舘大学・東京医療学院大学などへのバスが発着している。

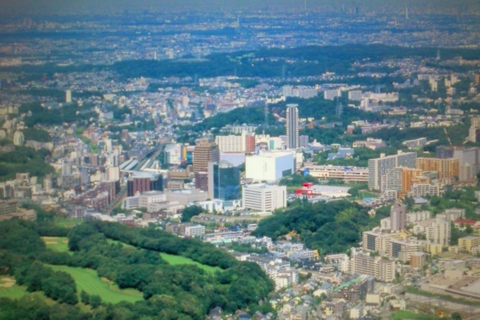
多摩センター駅周辺の空撮
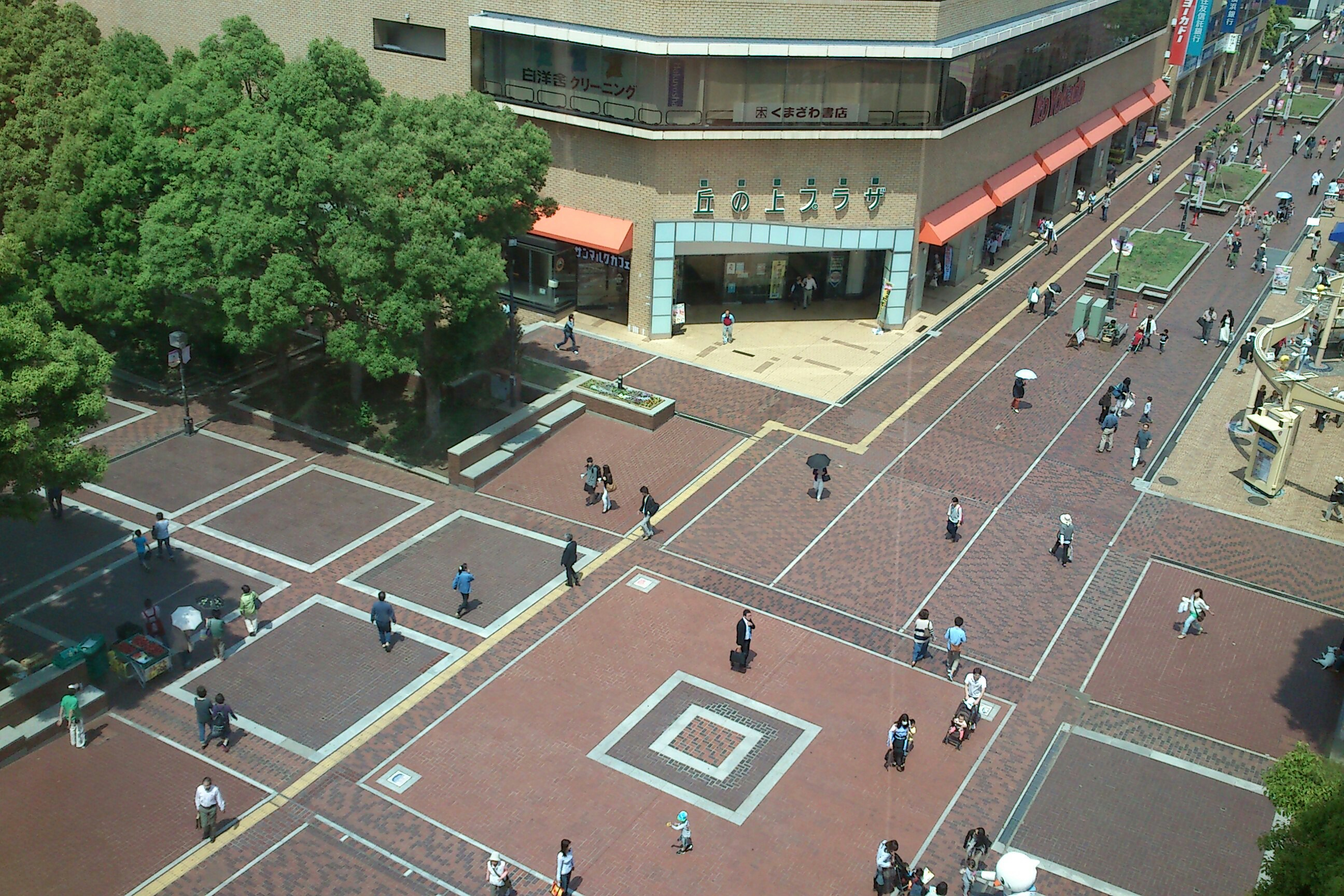
多摩センター駅前のペデストリアンデッキ
多摩中央公園

### 京王堀之内駅周辺
京王堀之内駅前の「地区センター」には、駅直結のショッピングセンター「ビア長池」があり、三和堀之内店が核店舗となっている。駅南側の住宅街までは大きな高低差があるため、ビア長池の屋上から住宅街まではエスカレーターで高低差をカバーしている。また、幹線道路に隣接して自動車販売店が立ち並んでいる。

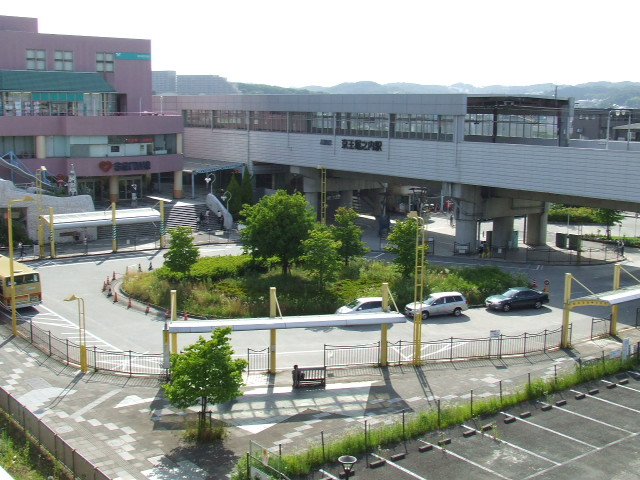
京王堀之内駅とビア長池

### 南大沢駅周辺
南大沢駅前は、東京都が施行した区域である西部地区の「地区センター」で、東京都の都心等拠点地区に位置付けられている。センターエリア南端のバスターミナルから、北端の東京都立大学（旧：首都大学東京）にかけてペデストリアンデッキが真っ直ぐに延び、これに沿って各種施設が配置されている。
核となる商業施設が三井アウトレットパーク 多摩南大沢であり、2000年に「4人家族」というコンセプトのもと周辺の街並みと一体化した施設としてオープンした。
また、ガレリア・ユギに核テナントとしてイトーヨーカドー南大沢店が出店している（過去には柚木そごう、忠実屋フランツ南大沢店→ダイエー南大沢店が出店していた）。商業施設はその他、パオレ、TOHOシネマズ南大沢を核とするファブ南大沢などがあり、2006年にフォレストモール南大沢、2007年にはフレンテ南大沢旧館、2009年にはフレンテ南大沢新館と東京ミートレアがオープンした。
大学は、東京都立大学（旧：首都大学東京）のほか、ヤマザキ学園大学が駅から程近くに立地している。2009年には南大沢警察署が新設された。

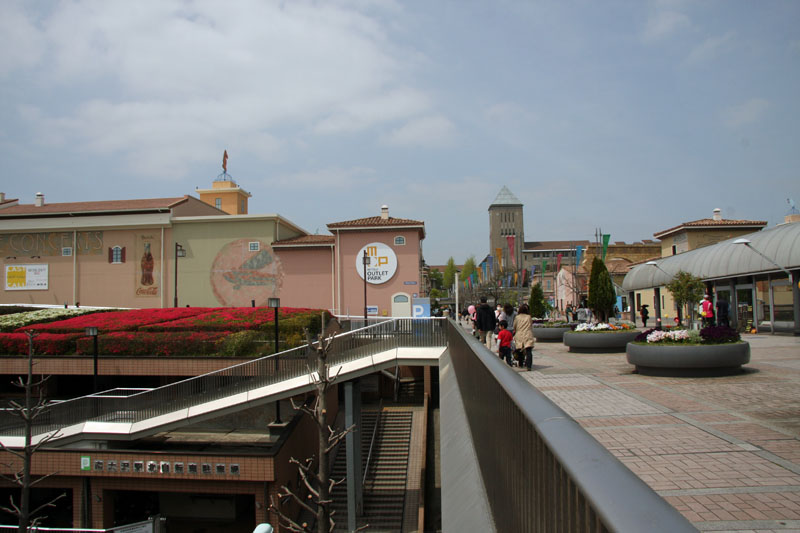
三井アウトレットパーク 多摩南大沢
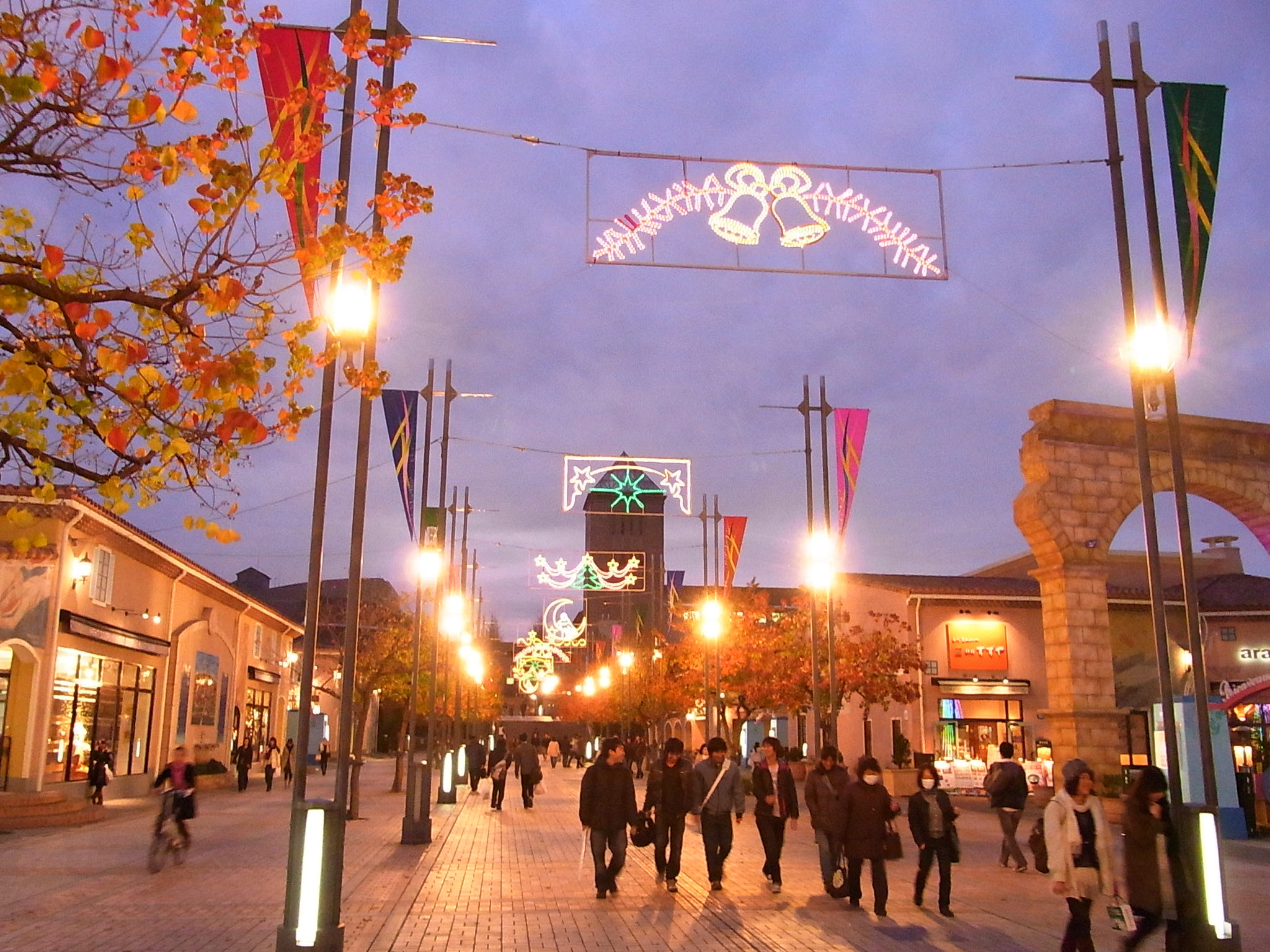
三井アウトレットパーク 多摩南大沢のクリスマスイルミネーション
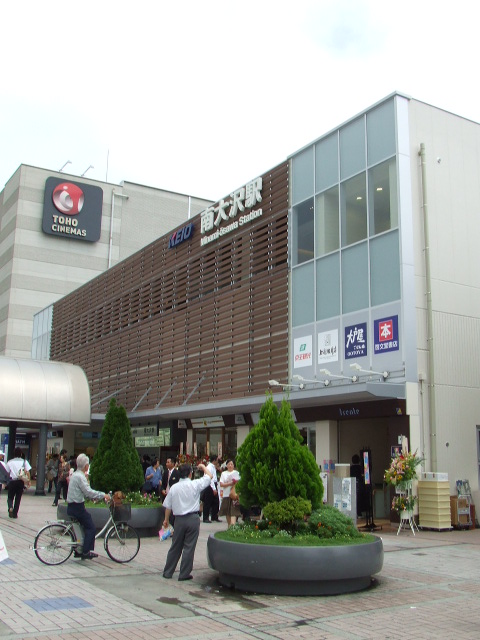
フレンテ南大沢旧館。駅舎と一体化している 背景の建物はTOHOシネマズが入居するファブ南大沢
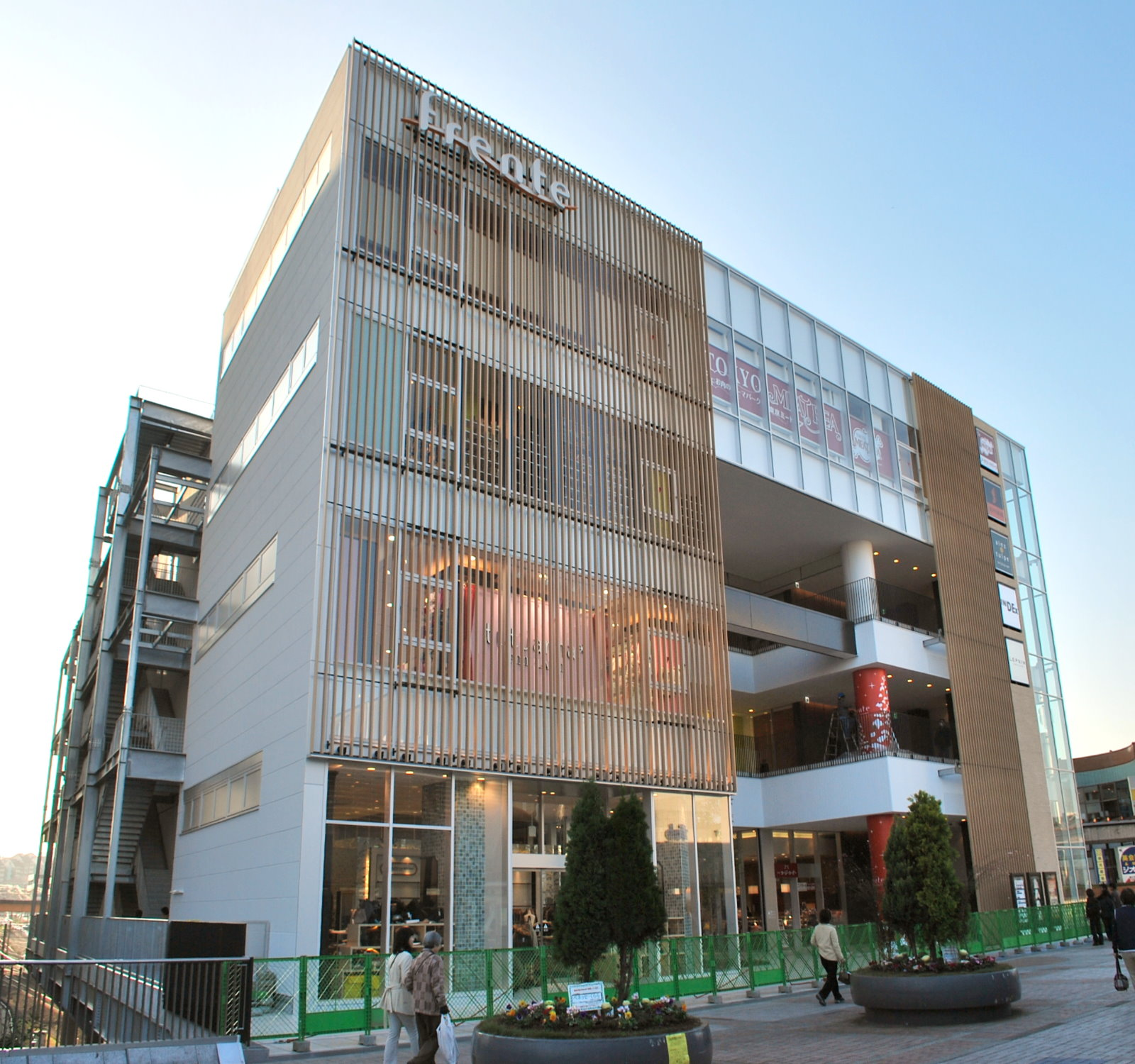
フレンテ南大沢新館。東京ミートレアが入居する
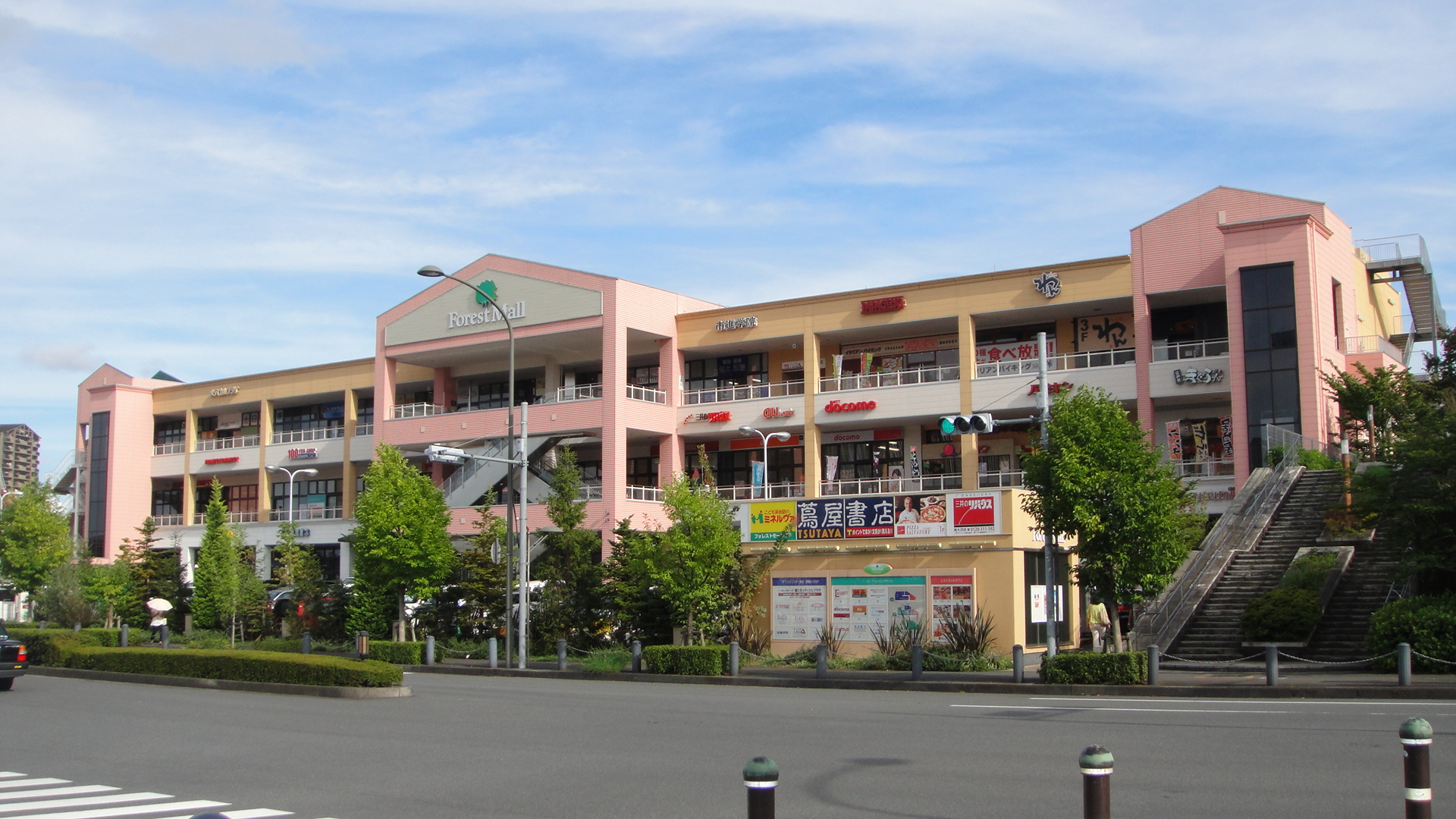
フォレストモール南大沢
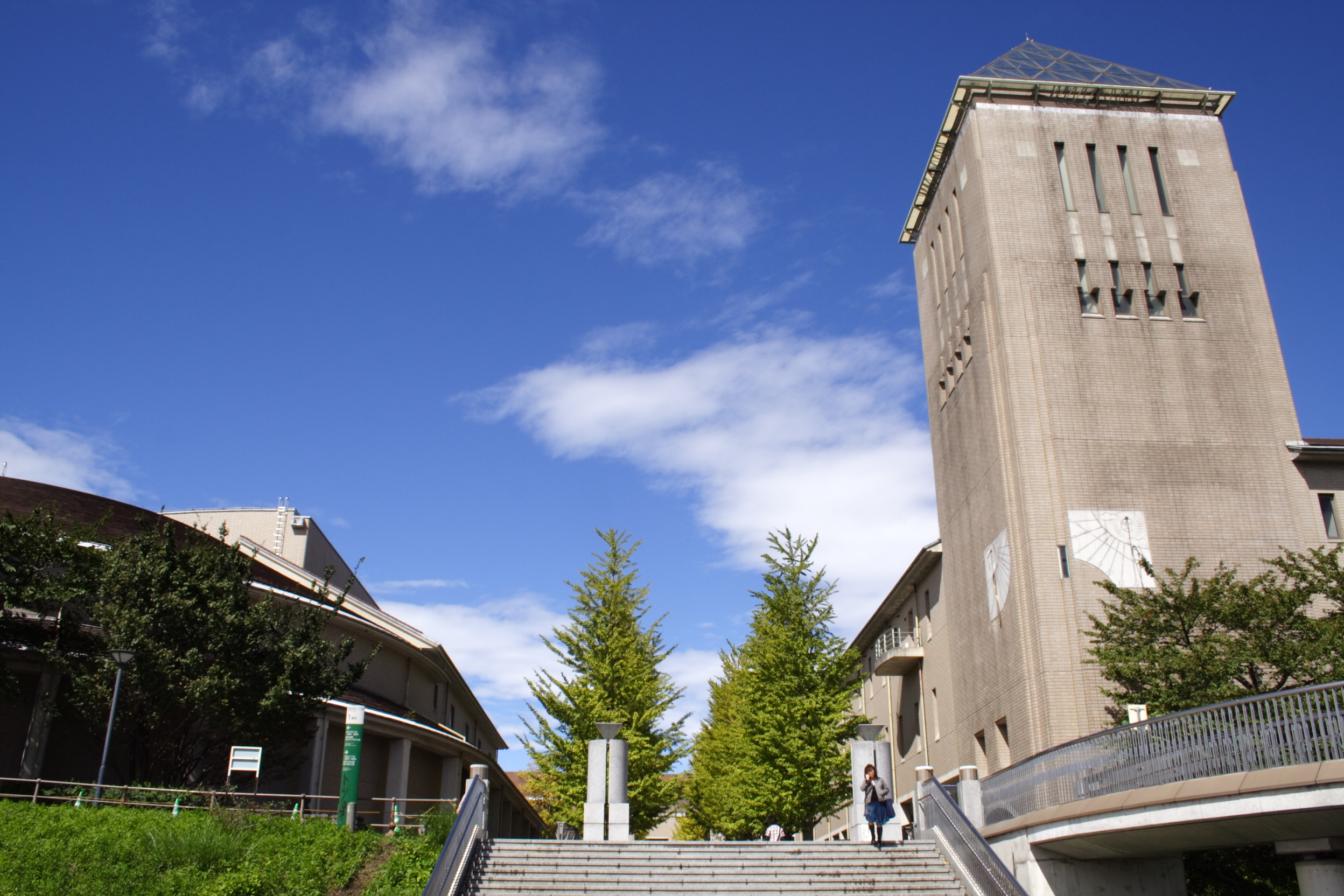
東京都立大学南大沢キャンパス

## 各地区の特色
多摩ニュータウンは多摩市、八王子市、稲城市、町田市にまたがっているため、それぞれ市域ごとに大きく分類する。

### 多摩市の区域

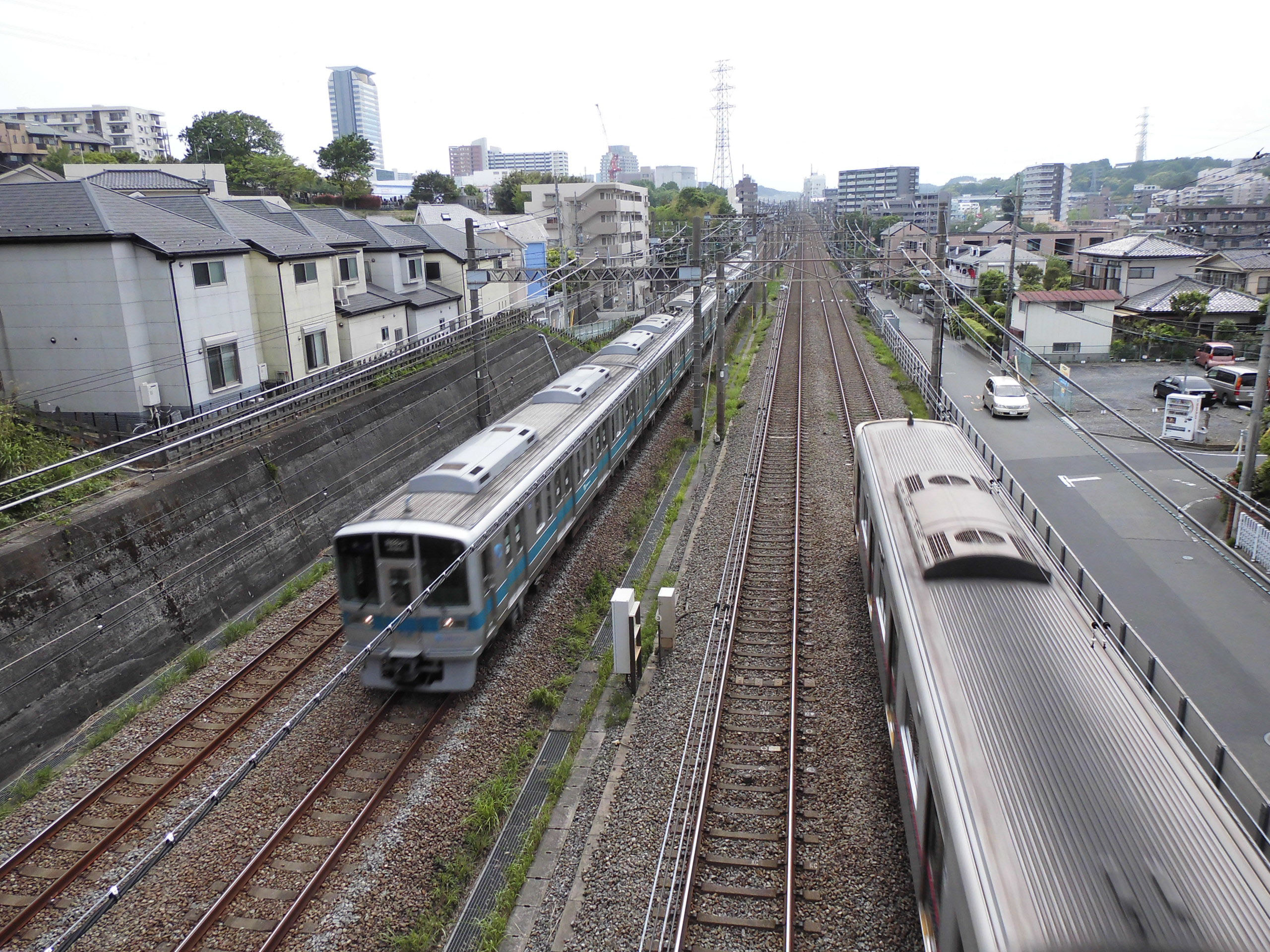
多摩市内の区域では京王相模原線と小田急多摩線が並走する

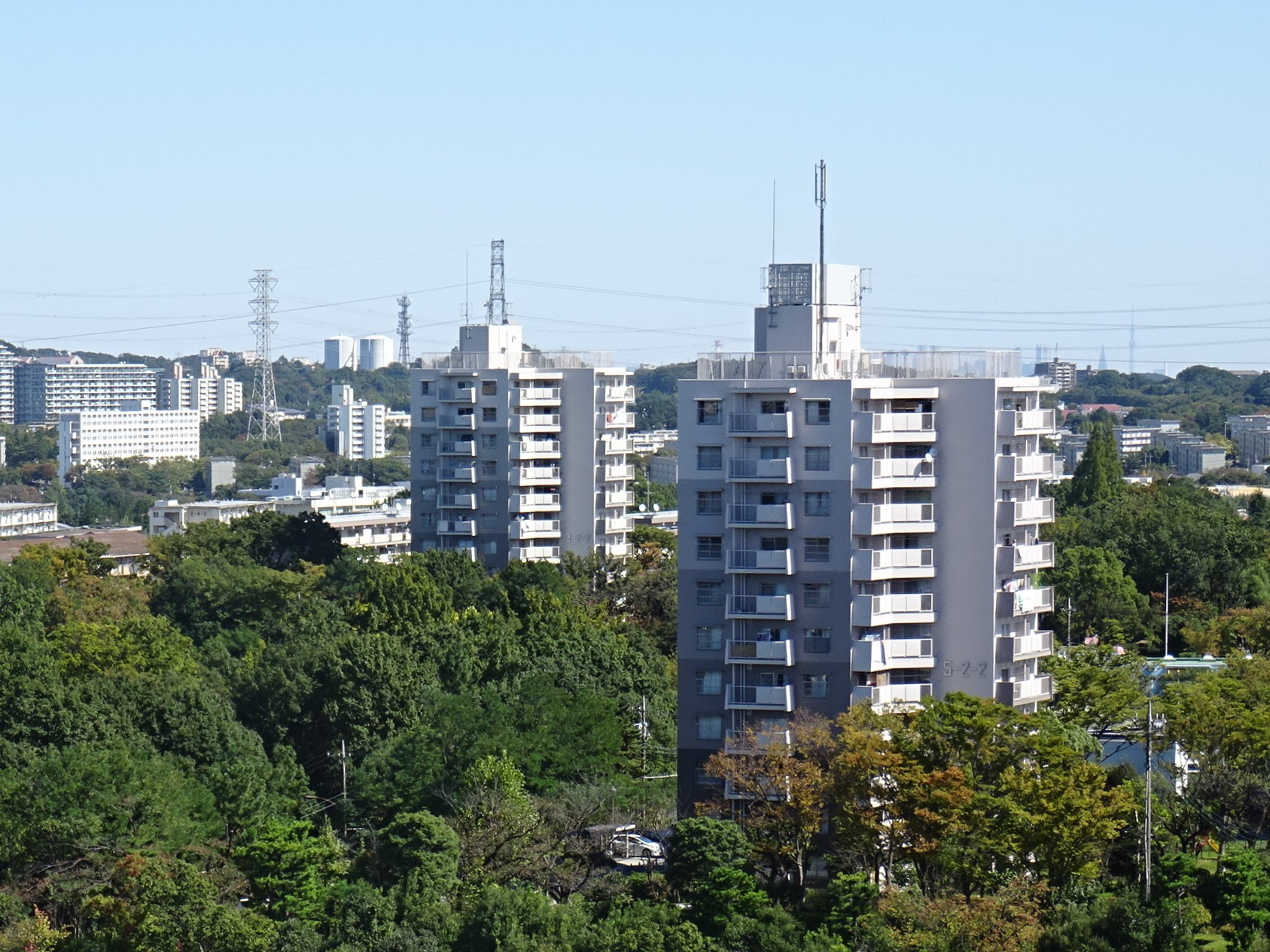
初期入居地区の街並み

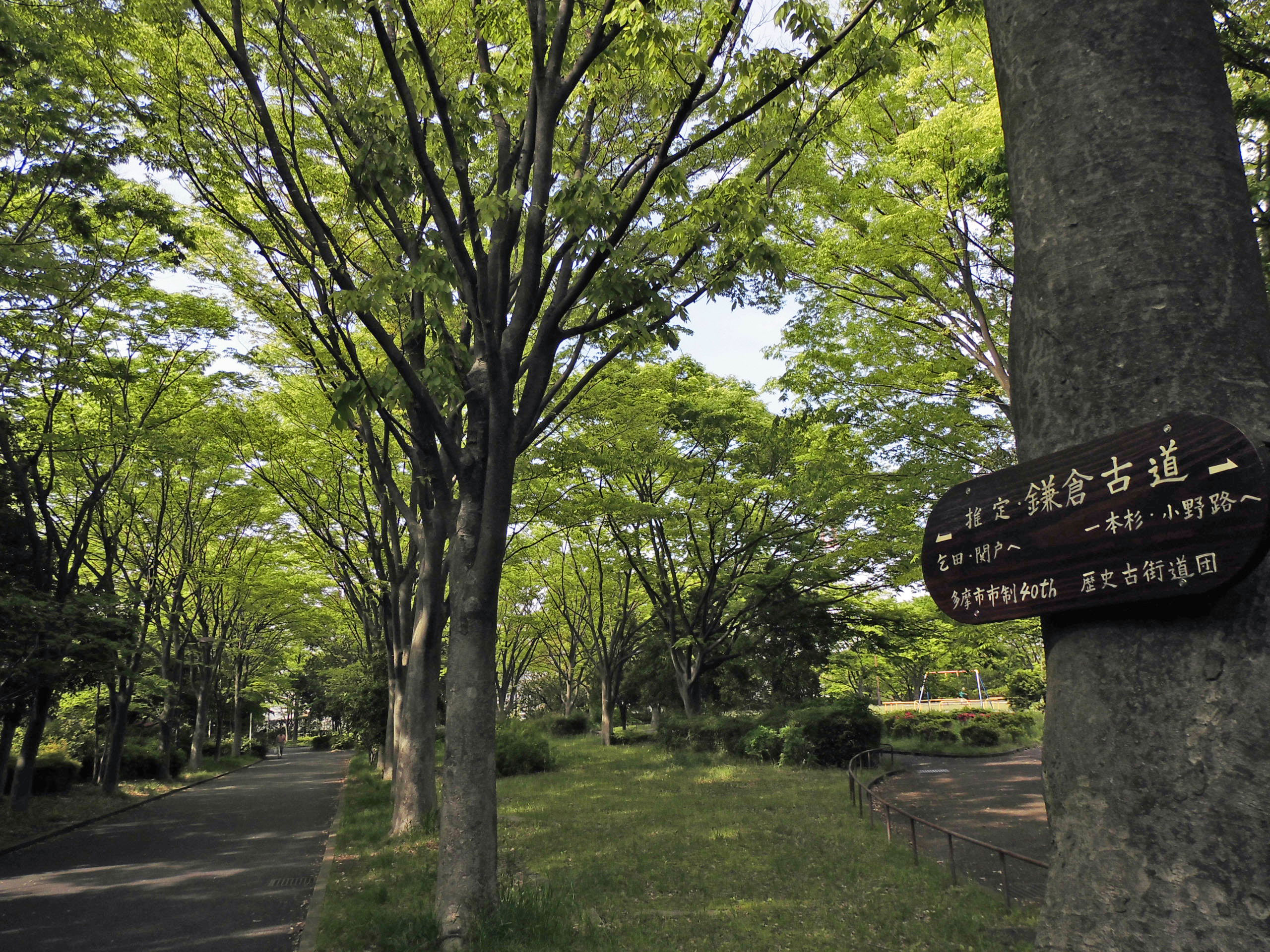
遊歩道として整備された鎌倉古道

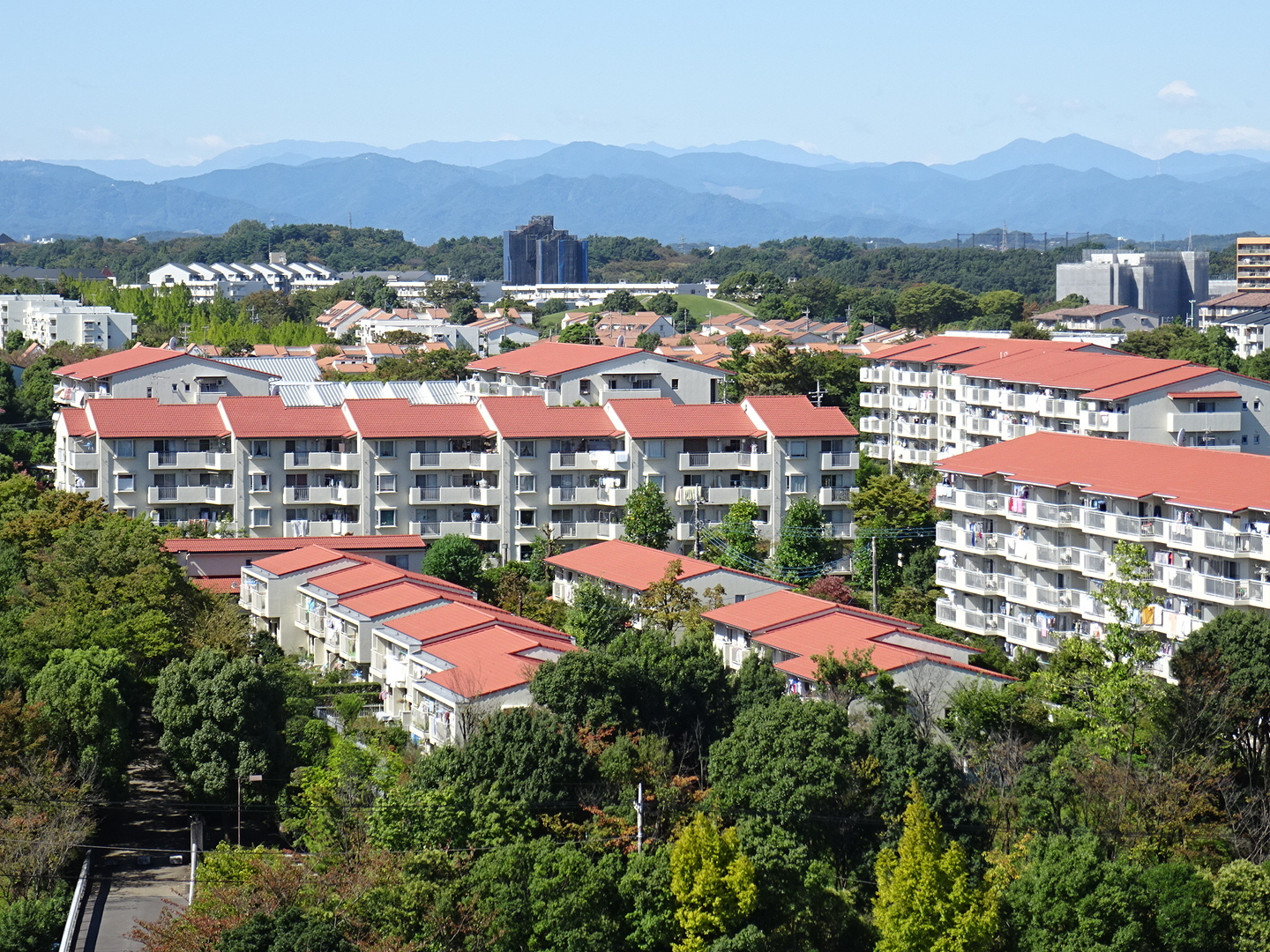
鶴牧・落合地区の街並み

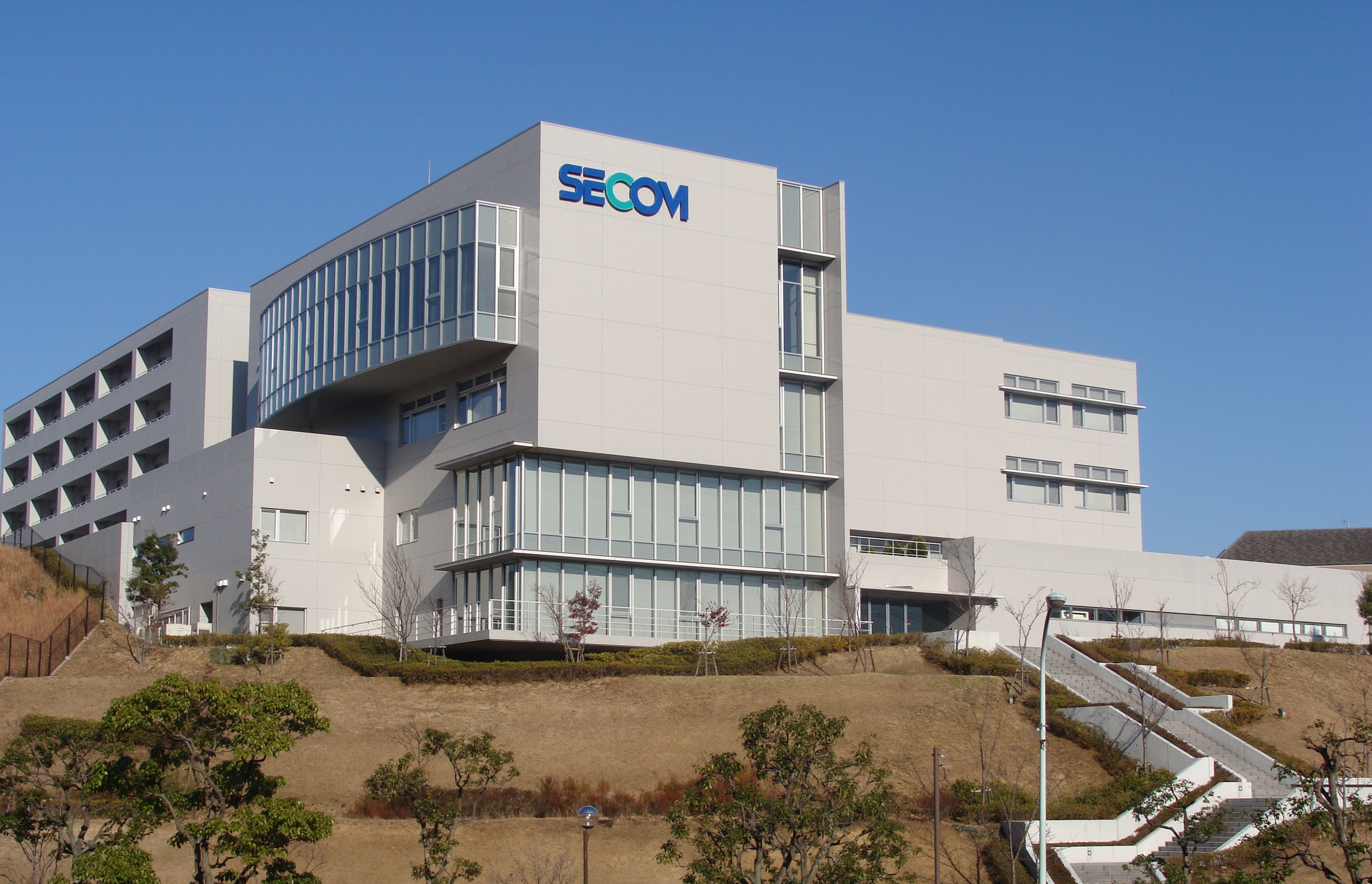
セコムHDセンター多摩

多摩市の区域には、1971年（昭和46年）に多摩ニュータウンの第1次入居地区となった諏訪・永山地区や、多摩ニュータウンの中心として計画された多摩センター地区などが含まれる。なお、尾根幹線道路沿いの地域の一部は、開発当初は町田市に属しており（後述）、1973年（昭和48年）12月に多摩市へ編入している。
新住宅市街地開発事業区域は4～12住区と17,18住区が該当し、土地区画整理事業区域は多摩土地区画整理事業区域、小野路第1～3土地区画整理事業区域が該当する。
街路は道路ごとにテーマをもって統一した並木が植栽されているのが特徴で、住区同士をネットワークする歩行者専用道路にも愛称名がつけられ、地区・近隣センターと住居地、公園や学校等を結んでいる。また、住民間の交流を活性化するため公設の「コミュニティーセンター」を地区ごとに設置している。
公園（地区公園・近隣公園・街区公園・保全緑地等）は市域全体で大小を含めて約200箇所設けられ、多摩市全体の面積当たりの公園面積は東京都で1位、人口当たりで2位となっている。
聖ヶ丘（ひじりがおか）
1984年（昭和59年）入居開始の第4住区を構成し、一戸建てを中心とした地区として開発された。聖ヶ丘という地名は公募で、近くに聖蹟記念館があることに由来している。聖ヶ丘病院や多摩大学多摩キャンパス、陸上競技場と武道館を開設している多摩東公園がある。開発前は西武鉄道が砂利採取をしていて、「アパッチ砦」と呼ばれる送電塔の周囲だけを残して切り崩されたままの危険な状態だった。
連光寺（れんこうじ）
第4住区の東端を構成。連光寺は大字連光寺に由来している。大部分が都立桜ヶ丘公園と大谷戸公園になっている。
関戸（せきど）
鎌倉街道と、その旧道に挟まれた一帯。関戸6丁目1～9番地が該当する。
馬引沢（まひきざわ）
谷戸部筋に沿った地区で、全域が土地区画整理事業区域である。当地区の南部は元々多摩ニュータウン開発から除外されていたが、地主の強い要望があり「多摩ニュータウン多摩土地区画整理事業」の第二工区として開発された。馬引沢という地名は連光寺の小字、馬引沢に由来している。
諏訪（すわ）
1971年（昭和46年）に第1次入居が行われた第5住区を構成する。開発当時の東京の住宅不足という時代背景を反映し、マンモス団地が建ち並ぶ。多摩ニュータウン開発前からある「馬引沢団地」と一体的に整備された。諏訪という地名は諏訪神社と連光寺の小字、諏訪越、諏訪坂に由来している。分譲団地の一つであった諏訪二丁目住宅は、日本最大級のマンション建替えが行われ「ブリリア多摩ニュータウン」になった。
永山（ながやま）
1971年（昭和46年）に第一次入居が行われた第6住区を構成する。土地区画整理事業区域は、多摩土地区画整理事業および小野路第三土地区画整理事業が施行された。永山という地名は乞田の小字永山に由来している。開発当時の東京の住宅不足という時代背景を反映し、マンモス団地が建ち並ぶ。永山駅の周辺は、地区センターとして「ベルブ永山｣が整備され、「グリナード永山」、「京王リトナード永山」、「小田急マルシェ永山」や「ヒューマックスパビリオン」といった多数の商業施設や、総合病院の「日本医科大学多摩永山病院」があるほか、企業等の研修センターが点在する。また、6丁目の「サービスインダストリーエリア」には、日本一大きいブックオフとされる「ブックオフスーパーバザー多摩永山店」があり、他にも自動車販売店や中小企業の工場が集まっている。7丁目には「国士舘大学多摩キャンパス」がある。
乞田（こった）
乞田という地名は昔、干ばつで住民が領主に「田を乞うた」ことに由来している。幹線道路の多摩ニュータウン通りと桜並木の名所となる乞田川に沿った一帯で、全域が土地区画整理事業区域である。地名は旧乞田の名残り。
貝取（かいどり）
1976年（昭和51年）に入居開始した第7住区を構成する。閑静な緑の多い落ちついた住宅環境が特色で、北側の丘陵地には里山を保全した貝取山緑地がある。貝取という地名は大字貝取から由来している。
豊ヶ丘（とよがおか）
1976年（昭和51年）に入居開始した第8住区を構成する。豊ヶ丘という地名は落合の小字豊ヶ岡に由来している。憩いの場として里山を再生した豊ヶ丘北公園と大池や非常用の水槽を具備した豊ヶ丘南公園などがある。住宅・都市整備公団（当時）施工の集合住宅が圧倒的に多い住区であるが、1989年（平成元年）の入居で従来から原則として排除されていた、新住区域への民間マンション進出に先鞭をつけた「コスモフォーラム多摩」がある。
落合（おちあい）
落合地区は青木葉通りに沿う多摩土地区画整理事業区域と、それを境界にして東西にある第9・10住区、尾根幹線道路付近の小野路第一土地区画整理事業区域で構成される。落合という地名は大字落合に由来している。第9住区は東京都住宅供給公社が単独で造成し、1976年（昭和51年）に入居が開始された。続いて1982年（昭和57年）に入居開始された第10住区では、第11住区（鶴牧）と一体の骨太のオープンスペースが特徴の独特な街づくりが行われた。公園や緑地が数多く配置され、高層階から見ると住宅街が緑に埋もれているように見える。なお、第10住区の北端は「多摩センター地区」で、鶴牧・落合地区を網羅する遊歩道（歩行者専用道路）が多摩センター駅前のペデストリアンデッキに接続している。
鶴牧（つるまき）
1983年（昭和58年）に入居開始した第11住区の東部を構成する。鶴牧という地名は落合の小字鶴牧に由来している。北部は「多摩センター地区」におけるビジネスパークとして位置付けられ、企業の本社ビルや多摩中央警察署、集配局の多摩郵便局などが集積している。当住区から10住区（落合）にかけてのオープンスペース計画は特徴的で、多摩ニュータウン内でよく見られるように、公園と公園を「線」として遊歩道をつなげるだけではなく、鶴牧地区から落合地区（第10住区）にわたって大きな公園のそのものが連続してリング状に配置されている。加えてそこから延びる遊歩道（歩行者専用道路）は住宅街を網羅し、多摩センター駅前のペデストリアンデッキに接続している。公園どうしの接続や、遊歩道は車道と立体交差になっているので、住宅地から駅前、学校などへは車道を一切横断することなく行き来することができる。これらの「軸」となる富士見通り周辺は、特に桜の季節は市外からも大勢の人が集まるほどの名所にもなり、その景観のすばらしさから日本都市計画学会による日本都市計画学会賞「計画設計賞」を受賞している。
唐木田（からきだ）
1991年（平成3年）入居開始。唐木田という地名は落合の小字唐木田に由来している。第11住区・第12住区を構成し、広大なゴルフカントリーが隣接する戸建て住宅地（無電柱化したガーデンロード他）となっている。唐木田駅から延びる唐木田通りには商店が立ち並び賑わいを見せている。また、大妻女子大学多摩キャンパスや、企業の研修センター、小田急線の唐木田車庫、多摩清掃工場や総合福祉センターがあり、地区西端は「唐木田・長池業務地区」となっていてデータセンターが多く立地する。開発に伴い市境の変更が行われ、一部が町田市から多摩市に編入されたほか、ぐりーんうぉーく多摩の敷地の約半分は多摩市から八王子市に編入された。
愛宕（あたご）
1972年（昭和47年）入居開始した第17住区を構成し、西隣に位置する八王子市鹿島とは同一住区をなしている。愛宕という地名は現存の愛宕神社に由来している。区域にはテニスコートなどのある愛宕東公園や里山を保全した愛宕山緑地があり、尾根筋の高台に沿って見晴らしを良好にしたマンモス団地が立ち並ぶ。アニメ映画『耳をすませば』のモデルとなっている。
東寺方（ひがしてらがた）
第17住区の北東端のわずか2haの部分を構成。寺方という地名は付近に寺が多いことに由来し、八王子市恩方地区に同じく寺方があることから東がついた。区域にはわずか団地6棟が立っている。東寺方団地と呼ばれている。
和田（わだ）
第17住区の市道愛宕北通り以北を構成。区域には和田郵便局がある。和田団地と呼ばれている。
山王下（さんのうした）
第18住区を構成し、北隣に位置する八王子市松が谷と同一住区をなす。山王下の由来は大字落合の小字山王下から来ているが、当初は多摩・八王子市境にあった「三本松」になる予定で、落合字山王下の既存住民が山王下を要望したため現在の地名になった。都立南多摩看護専門学校があるほか、企業の研修施設やデータセンターが集積している。かつては東京都の多摩ニュータウン開発事業を統括していた「多摩ニュータウン開発本部」があった。
中沢（なかざわ）
1993年（平成5年）入居開始。第11住区の北西部を構成する。中沢の由来は大字落合の小字中沢から来ている。当初は唐木田になる予定であったが、落合字中沢の既存住民が中沢を要望したため、中沢になった。地域には南多摩地域全体の医療を担う「東京都立多摩南部地域病院」や「天本病院」などの大型医療機関が集積している。一戸建てと民間のマンションが多く、西端の谷戸部には花菖蒲の景勝地中沢池公園がある。加えて、ニュータウン域外に隣接して府中カントリークラブとクラブハウスがある。
南野（みなみの）
新住宅市街地開発事業区域7～11住区と小野路第1～2土地区画整理事業区域の、尾根幹線道路以南で構成される。南野は大部分が旧町田市小野路町で多摩市の南であることが名付けられた。恵泉女学園大学多摩キャンパスや、ナイター照明のある市営野球場とテニスコート、移築された古民家と池などを備えた一本杉公園がある。南野が位置するニュータウンと町田市との境界線となる尾根筋には連続して「よこやまの道」という遊歩緑道が整備されている。

### 八王子市の区域

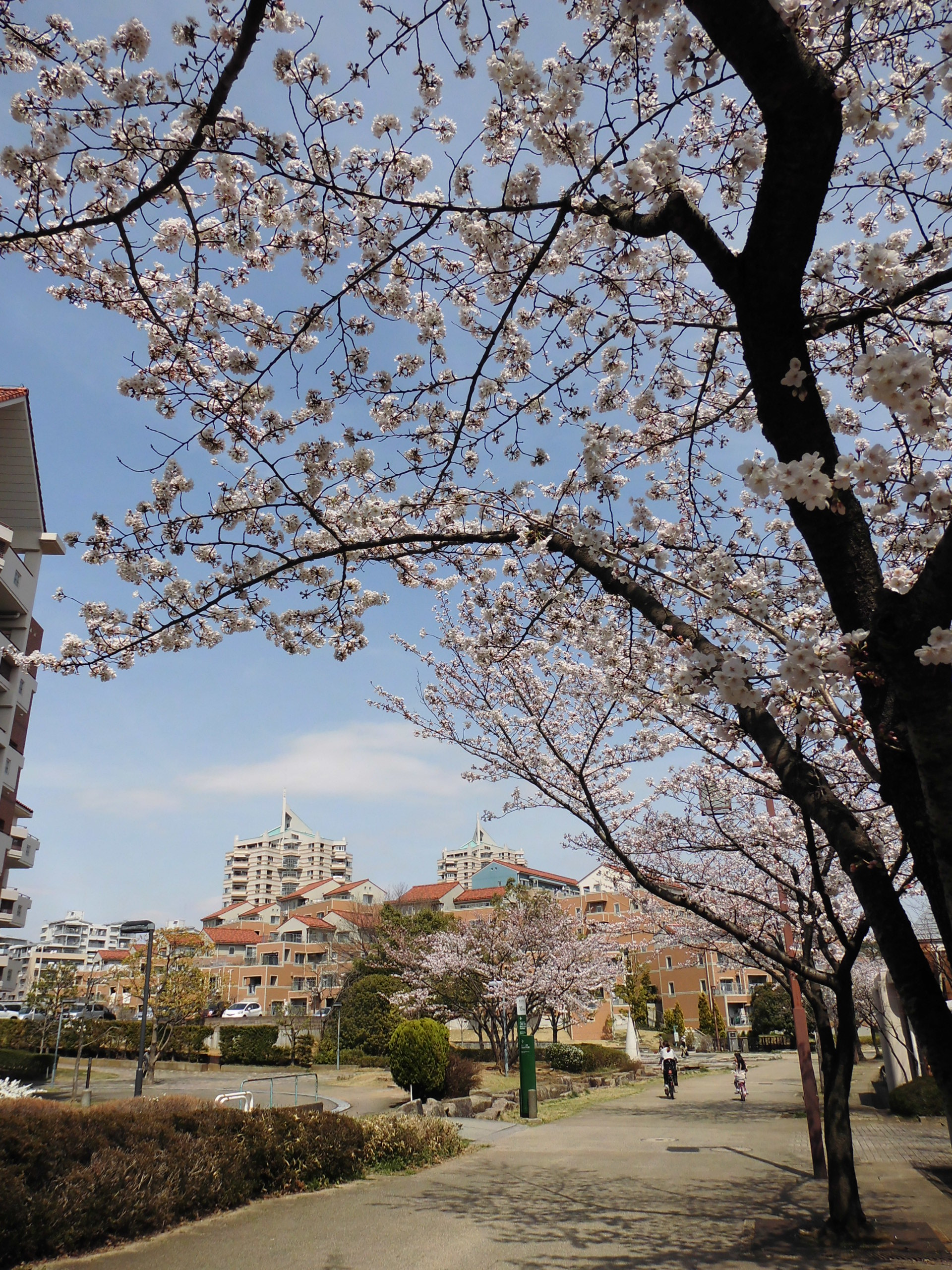
南大沢駅前から都立小山内裏公園へと続く遊歩道の桜並木

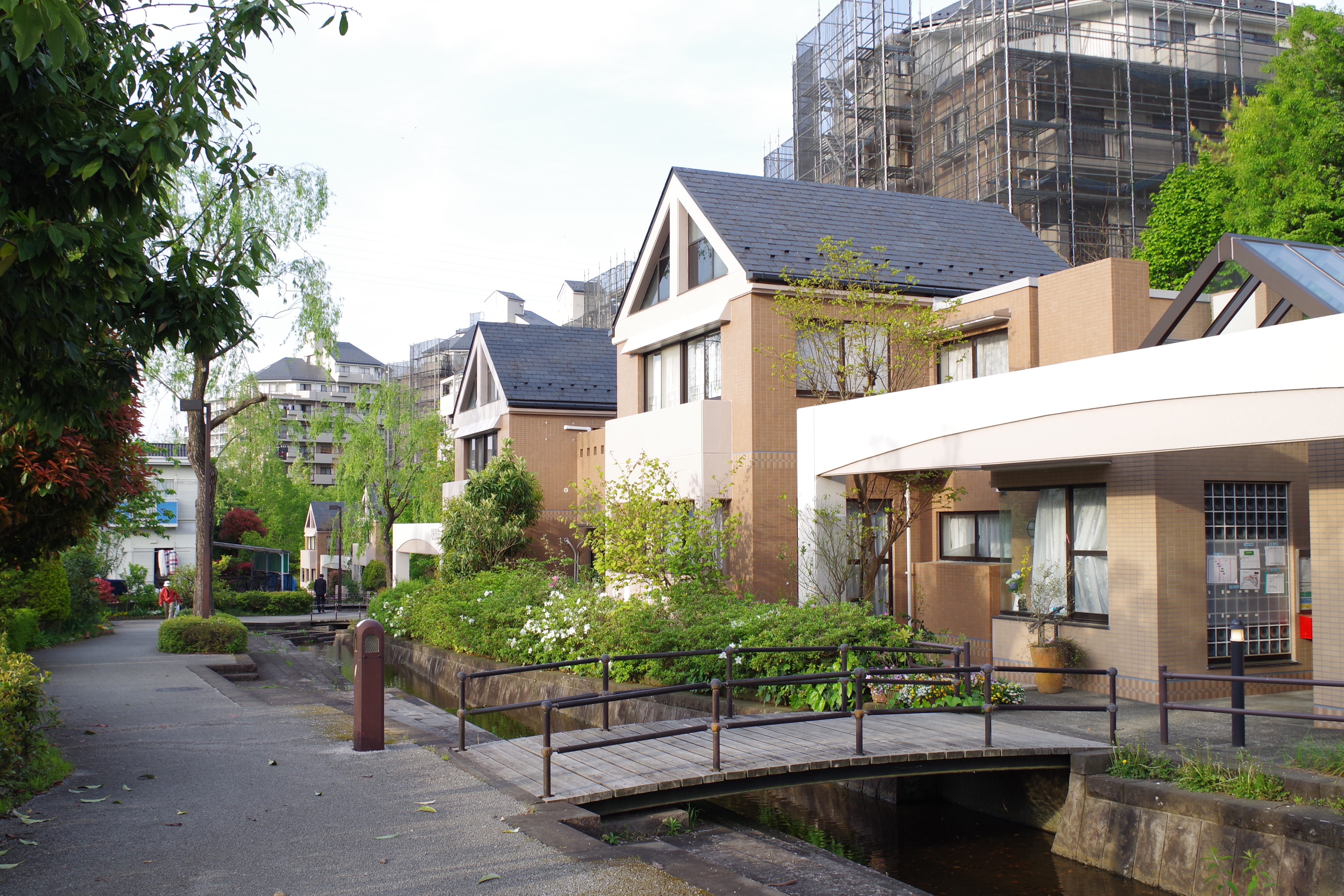
せせらぎ緑道

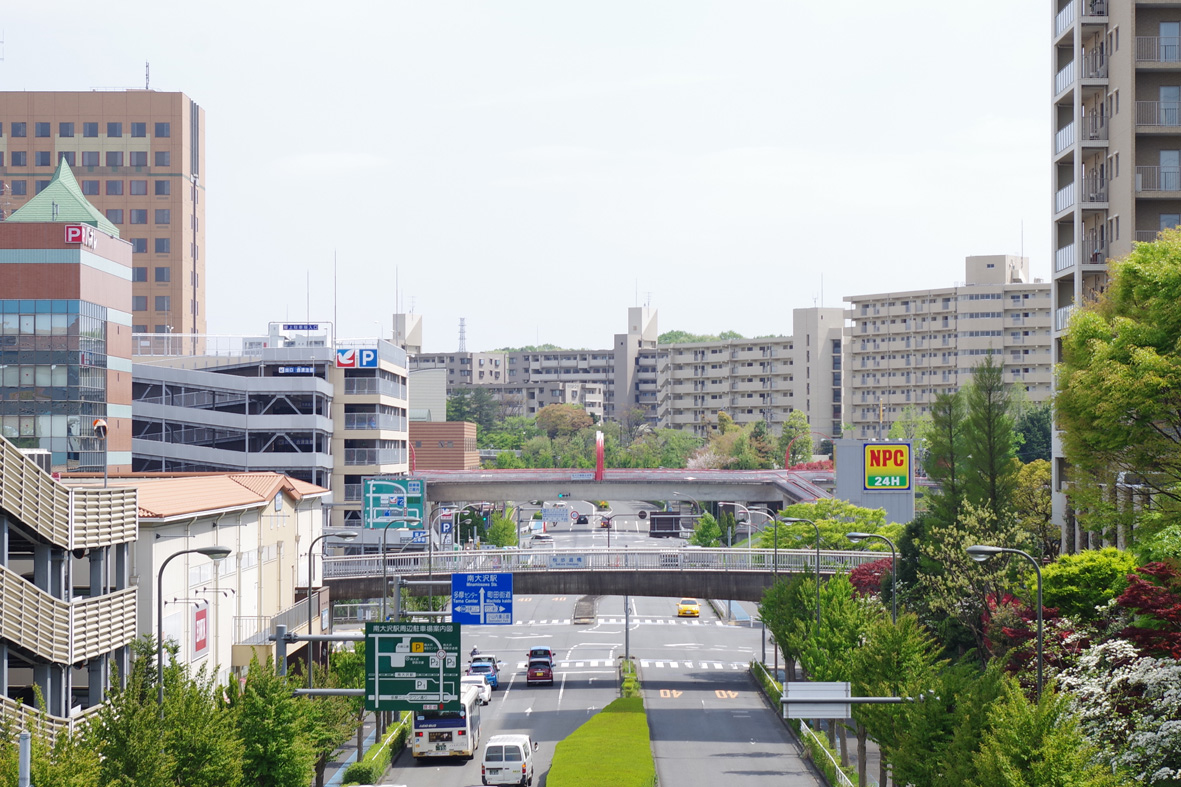
南大沢地区の街並み

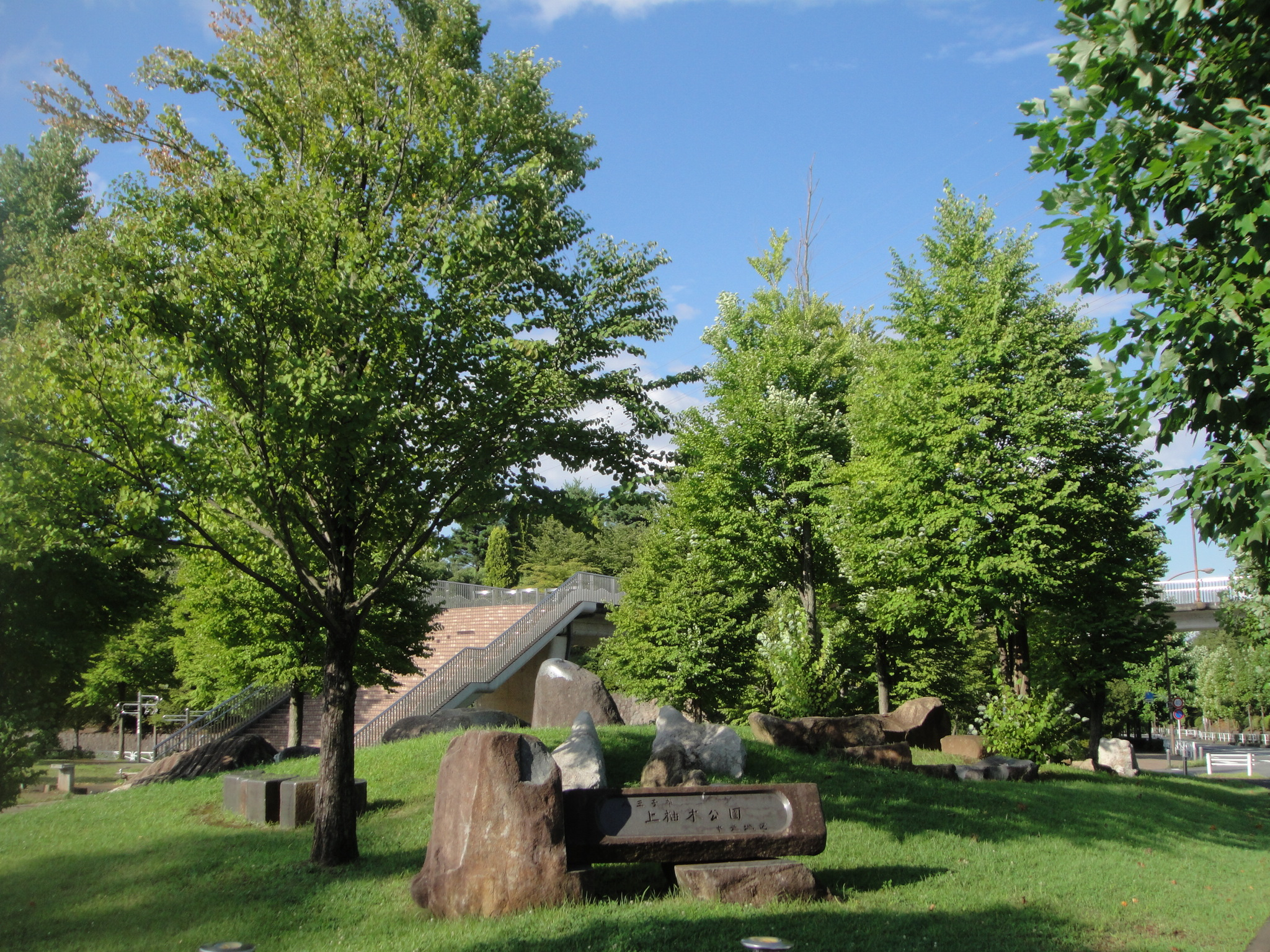
上柚木公園

八王子市由木地区（旧南多摩郡由木村）に旧来よりある「堀之内・別所・東中野・大塚・松木・越野・南大沢・下柚木・上柚木・鑓水・中山」の11の町字に新住宅市街地開発事業区域（10の住区）と、それらに含まれない土地区画整理事業区域が設けられた。その中で「松が谷・鹿島」の2住区は旧東中野・大塚に新たに設けられた地名である。
新住宅市街地開発事業区域では第12～20住区が該当し、土地区画整理事業区域は由木土地区画整理事業が施行されている。
別所・中山・上柚木・松が谷・鹿島地区を除き、多摩ニュータウン開発以前から住んでいる住民が多い。由木村は開発を反対する住民の意向から日野市への編入の向きもあったが、1964年（昭和39年）8月1日に開発を推し進める派の八王子市に編入された。1971年（昭和46年）に東京都から新住宅市街地開発事業の対象地域とされ、多摩ニュータウン開発が行われた。南大沢・上柚木地区周辺は歩行者専用道路網が充実している。
旧由木地区の詳細は次に掲げるとおりである。
東中野
現在のバス停「東中野」付近一帯である。かつては「中野」と称したが、八王子市中央部に「中野」があったため、「東」の字を冠し「東中野」とした。ここも多摩ニュータウン開発以前からの住民が大変多く、明治期より「由木東小学校」がある。この小学校は学制が布かれた際「生蘭学舎」という名前で設立された。なお、現在の東中野の町域のほとんどはニュータウンの域外に位置するが、東中野2000番台は土地区画整理事業区域の東端のわずかの領域、および、第19住区の東山住宅がニュータウン域内に入っている。ニュータウン域内に隣接して中央大学がある。
堀之内
現在の「京王堀之内駅」の北側一帯である。3本の幹線道路周辺の広い範囲が土地区画整理事業区域であり、野猿街道北側には新住宅市街地開発事業区域の第19住区がある。第19住区は堀之内3000番台および256・661番地からなる戸建て住宅地「多摩ニュータウン東山」で構成される。かつては京王堀之内駅付近（現在の八王子市堀之内3丁目）を「堀之内日影地区」、野猿街道沿い（バス停の「由木堀之内」付近・現在の八王子市堀之内2丁目）を「堀之内日向地区」と呼んでいた。
多摩ニュータウン開発以前からの住民が大変多い。ニュータウン開発の際、家を新築した住民が多く昔ながらの家々は少なく、その住民らが建てた賃貸マンションが多くある。中央大学や東京都立大学 (1949-2011)（首都大学東京）、東京薬科大学の学生も多く住む。また、ニュータウン域外に隣接し、東京薬科大学や京王電鉄の京王資料館もある。なお、一時期「八王子市の東の玄関口」と称されていた。
別所
現在の「京王堀之内駅」の南側一帯の第12住区である。多摩ニュータウン開発をするまでは丘陵地帯であり住民もほとんどいなかった。現在は住都公団（当時）と都公社が建設した分譲住宅等が多く立ち並んでいる。里山を保全した長池公園付近には東京四谷にあった四谷見附橋を生きた文化財として移築した長池見附橋もある。このライブ長池地区は2001年（平成13年）度に首都圏初の「美しいまちなみ大賞」（国土交通大臣による）を受賞している。
京王堀之内駅の名称は当初「別所」が予定されていたが、駅北側に多く住む開発以前からの住民に配慮して、駅北側の地名である「堀之内」を付けることになった。
尾根幹線道路沿いは多摩市にまたがって「唐木田・長池業務地区」となっており、八王子市別所側には商業施設が多く、多摩市唐木田側にはデータセンターや研修施設が多く立地している。商業施設は総合ドラッグストアのカワチ、家電量販店のケーズデンキのほか、そこに隣接してぐりーんうぉーく多摩という大規模な複合商業施設が2007年（平成19年）春にオープンし、核テナントとなるコーナン、ニトリ、ベルク、ヤマダ電機などが開店している。
松木
現在の「京王堀之内駅」の西側一帯、バス停「浅間神社前」・「フェアヒルズ入口」一帯である。ほぼ全域が土地区画整理事業区域であり、多摩ニュータウン開発以前からの住民が大変多い。多摩ニュータウン開発の際、家を新築した人が多いため、昔ながらの家々は残っていない。なお、新住区として第13住区を構成する松木中学校がある付近の旧松木区域の一部が、別所1丁目に地名変更されている。
越野
現在のバス停「帝京大学中高校」一帯である。土地区画整理事業区域の野猿街道沿いは多摩ニュータウン開発以前からの住民が大変多いが、街道裏手には新住宅市街地開発事業区域の第19住区西部があり、開発後に来た住民の家々が立ち並んでいる。
南大沢
現在の「南大沢駅」周辺である。多摩ニュータウン通りを境界にして第14・15住区を構成。現在のバス停では「大田橋（旧南大沢）」・「南大沢駅」一帯である。かつては「大沢」と称したが、同じ南多摩郡内に別の「大沢」（現在の八王子市加住町二丁目）があったため、明治時代の旧村時代にそれぞれ「南」・「北」の字が冠された。
多摩ニュータウン開発以前は大田川沿いや日向などに農家が点在していたが、ニュータウン開発時の全面土地買収による造成で、今のように広大な範囲に住宅等が整備された。駅開設直後は駅舎周辺一帯が更地であった。しかし、それゆえ「地区センター」として大胆に白紙開発が出来たため東京都立大学 (1949-2011)（現・東京都立大学（2020-））の誘致や大規模なショッピングセンター等が立地し、公的施設として福祉センター・図書館・市民センターを複合した文化会館がある。また2009年4月、南大沢1丁目に地域を所轄する「南大沢警察署」が新設され、3丁目には消防署の建設計画がある。
1990年前後に公団が分譲し、統一感のある優れた景観から話題を呼び「BCS賞」を受賞していた「ベルコリーヌ南大沢」は42棟中20棟が施工に問題ありとされ建替えが行われている。
下柚木
東京都立大学北側の一帯で、第20住区を構成する。旧来からの山々や林も若干残っており、松木地区と接する広大な富士見台公園がある。土地区画整理事業区域である現在のバス停「由木中央小学校」・「由木折返場」一帯には、多摩ニュータウン開発以前からの住民が大変多く、明治期より「由木中央小学校」がある。
上柚木
現在の「南大沢駅」北側一帯で、第21住区を構成する。多摩ニュータウン開発をするまでは山林が主体の丘陵地帯であり、住民もほとんどいなかった。現在は、住都公団（当時）が建設した分譲住宅等が多く立ち並んでいる。広大な上柚木公園があり本格的な陸上競技場や野球場などを備えている。
鑓水
第16住区を構成。八王子周辺は古くから養蚕業が盛んだったが、開港場・横浜へ向かう街道（愛称「絹の道」）もあって、財をなした生糸商人が多く、「鑓水商人」と呼ばれた。「多摩ニュータウン南大沢絹の道一番街団地」は、この歴史にあやかった名称になっている。八王子市域の中では優先分譲地を除き開発が残された住区となっていたが、鑓水公園などが整備され近年、急速に宅地化が進んでいる。地区の西端には多摩美術大学があり、周囲に商業施設や物流倉庫が建ち並ぶ。
鹿島
多摩モノレールの松が谷駅の東側に位置し、第17住区を構成する。八王子市役所由木東事務所や自然林を活用した大塚東公園がある。鹿島という地名の由来は昔、このあたりに鹿島神社があったからといわれている。
松が谷
多摩モノレールの松が谷駅の西側に位置し、第18住区を構成する。緑が深く森の中の街という印象で、大塚公園、大塚西公園、望地公園、東中野公園、乳母が丘公園と公園が多い。大塚公園には、野球場、テニスコート、プールが設備されている。また、デジタルハリウッド大学や外国語科がある都立松が谷高校もある。松が谷という地名の由来はこのあたりに松が谷戸という谷があったからといわれているが、現在は造成により地形が変化し丘陵部の高台にある住区となっている。
多摩市との境界付近にある鹿島・松が谷の2地区は、マスタープランで定めた新住区と行政区の区域割りが一致しておらず、同一住区内でそれぞれが多摩市側の愛宕・山王下と重なり、多摩市役所や多摩センター駅にも近いため、生活圏は完全に多摩市側に組み込まれている。そのことから、1982年（昭和57年）に両地区住民が八王子・多摩両市に対して「鹿島・松が谷地区の多摩市編入」を求める陳情を提出したが、旧由木村が八王子市に編入される際に起こった衝突の二の舞を恐れて「鹿島・松が谷地区の多摩市編入反対」の陳情を出した。
これに対して、多摩市議会は「鹿島・松が谷地区の多摩市編入」を可決したものの、八王子市議会は「鹿島・松が谷地区の多摩市編入」を否決して現在も「鹿島・松が谷地区」は八王子市に留まることとなる。
その結果として、八王子市は当地区へ市役所の出張事務所や公園施設の充足を図ったが、住民は合理的な学校区の選択などができず、本来の近隣住区理論に基づいた街の生活の利便性を享受しにくい環境が生じている。また、両市にまたがる境界付近にある開発用地の使途もなかなか定まらない状況になっている。
さらに、鹿島・松が谷の他にも行政サービスの均一化の観点から別所二丁目など八王子市域新住区の住民で多摩市への編入を望む意見が多い。

### 稲城市の区域

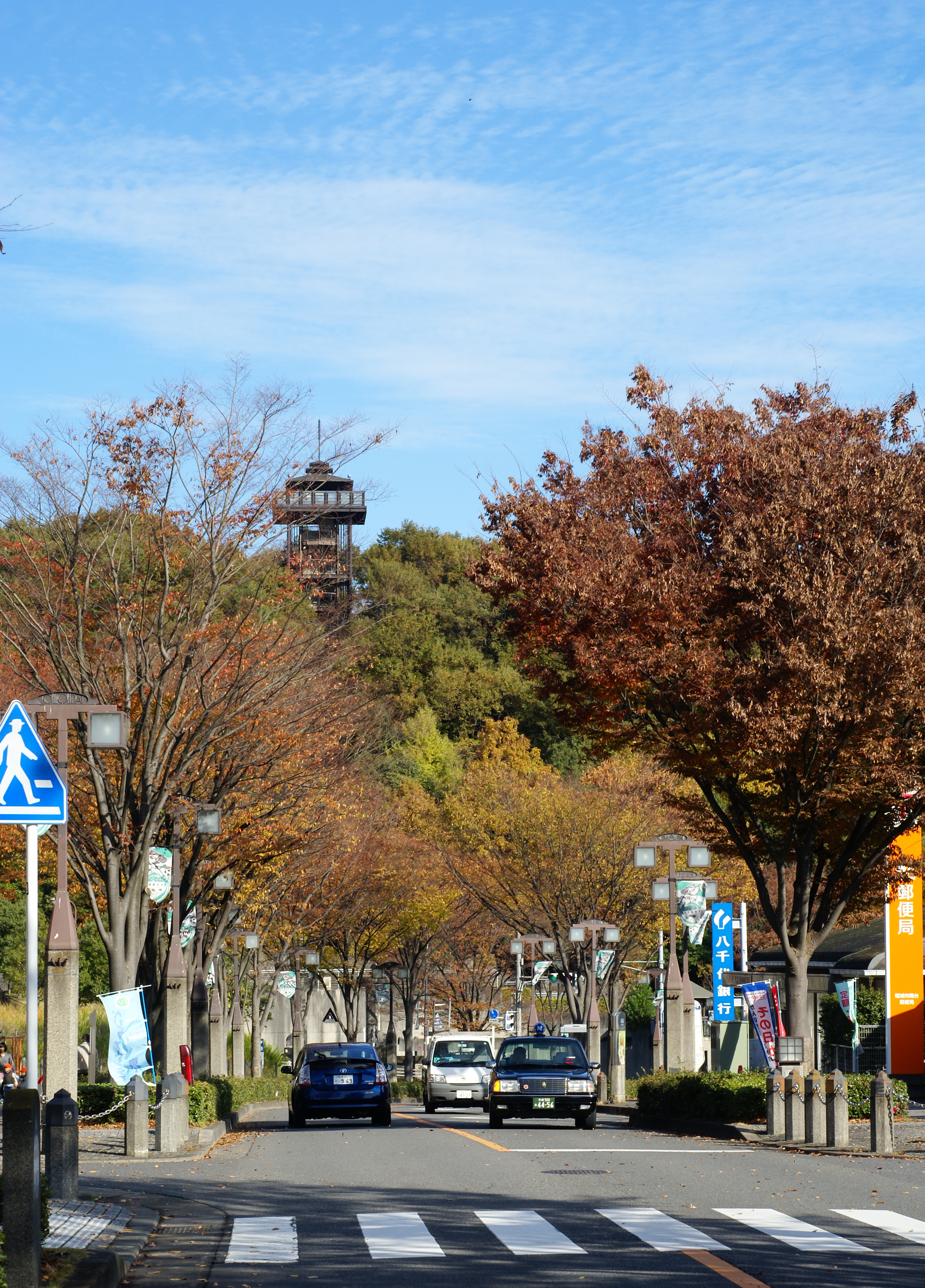
向陽台の公園通り及び城山公園のファインタワー

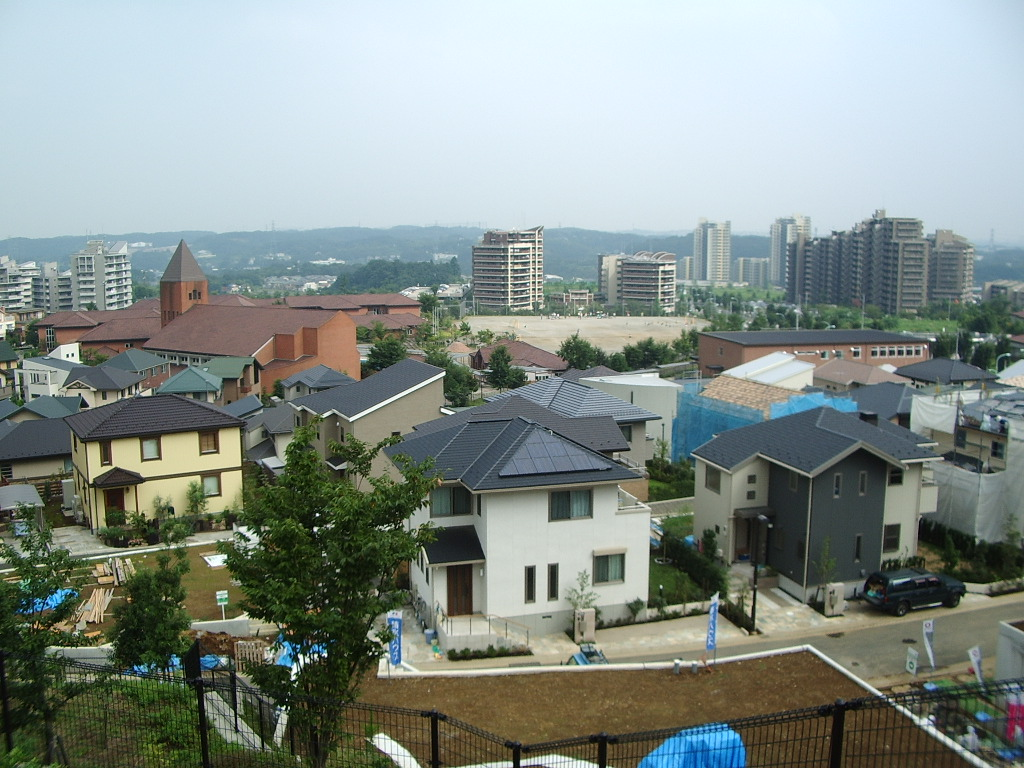
若葉台地区の街並み

稲城市の区域は多摩ニュータウン東端を形成し「ファインヒルいなぎ」のネーミングを持つ。当初は多摩ニュータウン計画に含まれていなかったが、稲城村（当時）の熱心な働きかけにより新住宅市街地開発事業区域に組み込まれることになった地域である。
新住宅市街地開発事業区域の第1～3住区が該当するほか、堂ヶ谷戸、百村、竪台といった土地区画整理事業が行われている。
1971年（昭和46年）に建設大臣の事業承認を受けるも、先行した多摩市域のニュータウン開発に目をつけた企業が転売益を狙って土地買収に参入、土地収用は難航する。またニュータウン区域の排水問題をいかに解決するかにも手間取り開発の開始までに16年間を要した。
向陽台
稲城駅北西に位置し、第1住区を構成する。また、地区の北部はJR南武線南多摩駅から徒歩圏である。1988年（昭和63年）より入居が開始され、集合住宅と戸建て住宅をうまく織りなしながら地形を生かした美しい景観が評価され、1995年（平成7年）に「都市景観大賞」を受賞している。近隣には展望台のある広大な城山公園やショッピングセンター、市立の城山文化センター、中央図書館がある。向陽台の地名は公募であるが、地名の由来ははっきりしない。
長峰
向陽台と若葉台との間のなだらかな丘上に位置し、第2住区を構成する。ゴルフカントリーが隣接し地域を見渡せる眺望の良い環境が特長で、陸上競技場や総合体育館などを備えた稲城中央公園がある。また、親水公園のある谷戸部を跨ぎ若葉台との住区間を上空で結んでいる巨大なアーチ橋「上谷戸大橋」が目を引く。長峰は公募であるが、地名の由来ははっきりしない。
若葉台
若葉台駅北側一帯の第3住区である。全域が新住宅市街地開発事業により開発されているが、旧住宅・都市整備公団が分譲住宅建設事業から撤退する前後の時期となる1999年（平成11年）に街開きが行われたため、先鞭開発をした公団住宅が一部に存在するも、民間事業者による大規模マンションと戸建て住宅が多いのが特徴である。丘陵の起伏を利用した若葉台公園があり、駅前の「地区センター」には市役所出張所、ホール、図書館などのある市立複合文化施設「iプラザ」や「フレスポ若葉台」などの商業施設が充実し、それらは住宅、学校施設にもつながる歩行者専用道路で結ばれている。若葉台の由来は、その地が自然環境の豊かな旧来からの丘陵地で、若葉が多く派生する台地であったことから命名された。なお、若葉台の名前は京王線の駅名の方が先であり、街開き後に地名ができた。また、若葉台駅は稲城市ではなく、川崎市に入ったところに立地する。
百村
稲城中央公園の東に位置する。大部分が「多摩ニュータウン竪台土地区画整理事業」で開発され、一部に新住宅市街地開発事業による第2住区を構成する。住所では百村2100番台にあたる。

### 町田市の区域

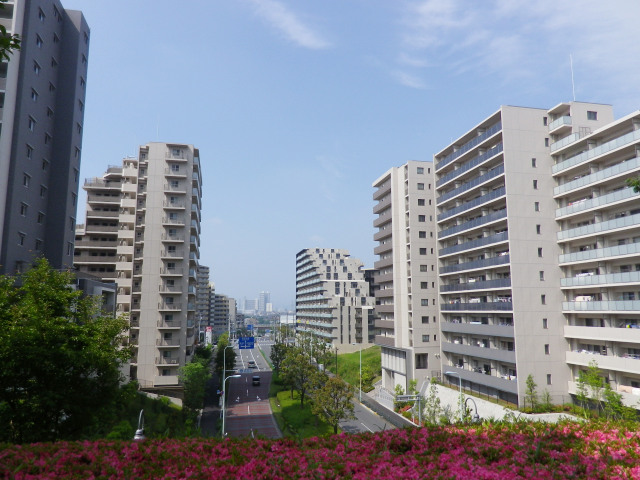
多摩境駅周辺の大型マンション群

町田市の区域は多摩ニュータウンの西端を形成し「町田グランネットタウン」のネーミングを持つ。
他市域に比べ事業開始が後発となり1988年（昭和63年）に都市計画決定し、開発面積は174haで比較的狭い領域にある地区である。ニュータウンと既存地域との間にある丘陵南斜面になった境界地に建設するため、開発には両地域の整合性を考慮して「新住宅市街地開発法」は適用せず、従来からの緑豊かな自然環境を保全しつつ、ある程度自由な尺度の中で住宅ほか、商業、業務、リクリエーション、教育、文化厚生の諸施設が立地すべく開発誘致が行われているのが特徴である。
小山ヶ丘
多摩境駅一帯の東西に細長い地区。街づくりの手法は新住宅市街地開発事業ではなく、東京都施行の土地区画整理事業により開発されている。工業団地「まちだテクノパーク」があり、周辺には民間事業者によるマンションやコストコなどの大型量販商業施設が多く立地している。サレジオ工業高等専門学校がある。
開発初期の区域
現在多摩市の区域となっている、南多摩尾根幹線道路沿いの地域（永山・貝取・南野・豊ヶ丘・落合・鶴牧・唐木田）の一部は、多摩ニュータウンの開発初期まで町田市の小野路町・下小山田町・上小山田町に属していたが、1973年12月に多摩ニュータウン開発区域にあわせて町田市から多摩市へ編入し、それぞれ多摩市小野路町・下小山田町・上小山田町を経て現在の町名となった経緯がある。
そのため、1973年の編入以降は小山町（現・小山ヶ丘）が開発エリアになるまで、多摩ニュータウンに町田市域となる地区は存在しなかった。

## 東京都都市整備局の調査による人口
東京都都市整備局都市づくり部多摩開発企画担当課は、住民基本台帳ベースでの集計作業を担っており、ここではそのデータを掲載する。
表中の「区整」は土地区画整理事業、「新住」は新住宅市街地開発事業を指す。
1975年（昭和50年）以来の人口・世帯数の推移は以下の通りで、2021年（令和3年）現在まで人口は増加を続けている。
| 多摩ニュータウンの人口・世帯数の推移（各年10月現在） | 多摩ニュータウンの人口・世帯数の推移（各年10月現在） | 多摩ニュータウンの人口・世帯数の推移（各年10月現在） | 多摩ニュータウンの人口・世帯数の推移（各年10月現在） | 多摩ニュータウンの人口・世帯数の推移（各年10月現在） | 多摩ニュータウンの人口・世帯数の推移（各年10月現在） | 多摩ニュータウンの人口・世帯数の推移（各年10月現在） | 多摩ニュータウンの人口・世帯数の推移（各年10月現在） |
|                                                      | 人口（人）                                           | 人口（人）                                           | 人口（人）                                           | 世帯数（世帯）                                       | 世帯数（世帯）                                       | 世帯数（世帯）                                       | 出典                                                 |
| 区整区域                                             | 新住区域                                             | 合計                                                 | 区整区域                                             | 新住区域                                             | 合計                                                 |                                                      | 出典                                                 |
| ---------------------------------------------------- | ---------------------------------------------------- | ---------------------------------------------------- | ---------------------------------------------------- | ---------------------------------------------------- | ---------------------------------------------------- | ---------------------------------------------------- | ---------------------------------------------------- |
| S50                                                  |                                                      | 30,239                                               | 30,239                                               |                                                      | 8,726                                                | 8,726                                                | [ 67 ]                                               |
| S55                                                  | 4,761                                                | 62,679                                               | 67,440                                               | 1,532                                                | 18,149                                               | 19,681                                               | [ 67 ]                                               |
| S60                                                  | 11,604                                               | 94,471                                               | 106,075                                              | 4,804                                                | 27,479                                               | 32,283                                               | [ 67 ]                                               |
| H02                                                  | 26,282                                               | 122,325                                              | 148,607                                              | 12,599                                               | 36,786                                               | 49,385                                               | [ 67 ]                                               |
| H07                                                  | 39,332                                               | 134,435                                              | 173,767                                              | 19,329                                               | 42,411                                               | 61,740                                               | [ 67 ]                                               |
| H12                                                  | 42,958                                               | 146,248                                              | 189,206                                              | 20,989                                               | 50,234                                               | 71,223                                               | [ 67 ]                                               |
| H17                                                  | 50,522                                               | 152,052                                              | 202,574                                              | 24,169                                               | 55,858                                               | 80,027                                               | [ 67 ]                                               |
| H22                                                  |                                                      |                                                      | 216,400                                              |                                                      |                                                      |                                                      | [ 68 ]                                               |

2004年（平成16年）及び2006年（平成18年）に東京都と都市再生機構の新住宅市街地開発事業がそれぞれ収束した後も、とりわけ八王子市・町田市の区域で人口が増え続けてきたことがわかる。
| 多摩ニュータウンの人口・世帯数の推移（各年10月現在） | 多摩ニュータウンの人口・世帯数の推移（各年10月現在） | 多摩ニュータウンの人口・世帯数の推移（各年10月現在） | 多摩ニュータウンの人口・世帯数の推移（各年10月現在） | 多摩ニュータウンの人口・世帯数の推移（各年10月現在） | 多摩ニュータウンの人口・世帯数の推移（各年10月現在） | 多摩ニュータウンの人口・世帯数の推移（各年10月現在） | 多摩ニュータウンの人口・世帯数の推移（各年10月現在） | 多摩ニュータウンの人口・世帯数の推移（各年10月現在） | 多摩ニュータウンの人口・世帯数の推移（各年10月現在） | 多摩ニュータウンの人口・世帯数の推移（各年10月現在） | 多摩ニュータウンの人口・世帯数の推移（各年10月現在） |
|                                                      | 人口（人）                                           | 人口（人）                                           | 人口（人）                                           | 人口（人）                                           | 人口（人）                                           | 世帯数（世帯）                                       | 世帯数（世帯）                                       | 世帯数（世帯）                                       | 世帯数（世帯）                                       | 世帯数（世帯）                                       | 出典                                                 |
| 稲城市区域                                           | 多摩市区域                                           | 八王子市区域                                         | 町田市区域                                           | 合計                                                 | 稲城市区域                                           | 多摩市区域                                           | 八王子市区域                                         | 町田市区域                                           | 合計                                                 |                                                      | 出典                                                 |
| ---------------------------------------------------- | ---------------------------------------------------- | ---------------------------------------------------- | ---------------------------------------------------- | ---------------------------------------------------- | ---------------------------------------------------- | ---------------------------------------------------- | ---------------------------------------------------- | ---------------------------------------------------- | ---------------------------------------------------- | ---------------------------------------------------- | ---------------------------------------------------- |
| H17                                                  | 22,776                                               | 96,233                                               | 77,101                                               | 6,464                                                | 202,574                                              | 7,626                                                | 40,735                                               | 29,323                                               | 2,343                                                | 80,027                                               | [ 67 ]                                               |
| R02                                                  | 26,154                                               | 98,680                                               | 86,605                                               | 12,004                                               | 223,443                                              | 9,932                                                | 48,396                                               | 37,861                                               | 4,583                                                | 100,772                                              | [ 4 ]                                                |
| R03                                                  | 26,069                                               | 97,790                                               | 86,925                                               | 12,989                                               | 223,773                                              | 10,047                                               | 48,599                                               | 38,699                                               | 5,064                                                | 102,409                                              | [ 4 ]                                                |

2021年（令和3年）10月現在の多摩ニュータウンの行政区域別の人口、高齢者人口、高齢化率は以下の通りである。多摩ニュータウンの高齢化率は25.7%と、同時期の日本の高齢化率29.1%（2021年9月15日現在推計）と比べて低い値である。ただし、そのうち多摩市内の区域においては、第1次入居地区である諏訪・永山地区を含むため、31.5%と高くなっている。
| 多摩ニュータウンの行政区域別人口（令和3年10月現在） | 多摩ニュータウンの行政区域別人口（令和3年10月現在） | 多摩ニュータウンの行政区域別人口（令和3年10月現在） | 多摩ニュータウンの行政区域別人口（令和3年10月現在） |
|                                                     | 人口（人）                                          | 高齢者人口（人）                                    | 高齢化率                                            |
| --------------------------------------------------- | --------------------------------------------------- | --------------------------------------------------- | --------------------------------------------------- |
| 稲城市内の区域                                      | 26,069                                              | 5,616                                               | 21.5%                                               |
| 多摩市内の区域                                      | 97,790                                              | 30,800                                              | 31.5%                                               |
| 八王子市内の区域                                    | 86,925                                              | 19,511                                              | 22.4%                                               |
| 町田市内の区域                                      | 12,989                                              | 1,683                                               | 13.0%                                               |
| 合計                                                | 223,773                                             | 57,610                                              | 25.7%                                               |

事業所統計調査・経済センサスをベースに多摩ニュータウンの従業人口の調査も行われている。
| 多摩ニュータウンの従業人口の推移 | 多摩ニュータウンの従業人口の推移 |
|                                  | 従業人口(万人)                   |
| -------------------------------- | -------------------------------- |
| S56                              | 1.0                              |
| S61                              | 1.6                              |
| H3                               | 3.4                              |
| H8                               | 4.8                              |
| H13                              | 5.8                              |
| H18                              | 6.8                              |
| H21                              | 7.7                              |
| H24                              | 7.1                              |
| H26                              | 8.3                              |

参考までに、過去における2005年（平成17年）現在の地区別の人口は以下の通りである。
| 多摩ニュータウンの地区別人口（平成17年10月現在） | 多摩ニュータウンの地区別人口（平成17年10月現在） | 多摩ニュータウンの地区別人口（平成17年10月現在） | 多摩ニュータウンの地区別人口（平成17年10月現在） | 多摩ニュータウンの地区別人口（平成17年10月現在） | 多摩ニュータウンの地区別人口（平成17年10月現在） | 多摩ニュータウンの地区別人口（平成17年10月現在） | 多摩ニュータウンの地区別人口（平成17年10月現在） | 多摩ニュータウンの地区別人口（平成17年10月現在） | 多摩ニュータウンの地区別人口（平成17年10月現在） | 多摩ニュータウンの地区別人口（平成17年10月現在） |
| ------------------------------------------------ | ------------------------------------------------ | ------------------------------------------------ | ------------------------------------------------ | ------------------------------------------------ | ------------------------------------------------ | ------------------------------------------------ | ------------------------------------------------ | ------------------------------------------------ | ------------------------------------------------ | ------------------------------------------------ |
| 区分                                             | 区分                                             | 町名                                             | 人口                                             | 世帯数                                           |                                                  | 区分                                             | 区分                                             | 町名                                             | 人口                                             | 世帯数                                           |
| 新 住 区 域                                      | 多 摩 市                                         | 連光寺                                           | 35                                               | 9                                                | 区 整 区 域                                      | 多 摩 市                                         | 関戸                                             | 519                                              | 228                                              |                                                  |
| 新 住 区 域                                      | 多 摩 市                                         | 貝取（1～5）                                     | 8,397                                            | 3,055                                            | 区 整 区 域                                      | 多 摩 市                                         | 貝取                                             | 548                                              | 301                                              |                                                  |
| 新 住 区 域                                      | 多 摩 市                                         | 聖ヶ丘                                           | 5,706                                            | 1,955                                            | 区 整 区 域                                      | 多 摩 市                                         | 貝取（1～5）                                     | 906                                              | 444                                              |                                                  |
| 新 住 区 域                                      | 多 摩 市                                         | 山王下                                           | 246                                              | 245                                              | 区 整 区 域                                      | 多 摩 市                                         | 乞田                                             | 1,968                                            | 868                                              |                                                  |
| 新 住 区 域                                      | 多 摩 市                                         | 中沢                                             | 1,123                                            | 384                                              | 区 整 区 域                                      | 多 摩 市                                         | 聖ヶ丘                                           | 576                                              | 264                                              |                                                  |
| 新 住 区 域                                      | 多 摩 市                                         | 唐木田                                           | 1,049                                            | 338                                              | 区 整 区 域                                      | 多 摩 市                                         | 馬引沢                                           | 3,384                                            | 1,655                                            |                                                  |
| 新 住 区 域                                      | 多 摩 市                                         | 諏訪                                             | 6,867                                            | 3,176                                            | 区 整 区 域                                      | 多 摩 市                                         | 山王下                                           | 480                                              | 279                                              |                                                  |
| 新 住 区 域                                      | 多 摩 市                                         | 永山                                             | 12,018                                           | 5,363                                            | 区 整 区 域                                      | 多 摩 市                                         | 中沢                                             | 874                                              | 488                                              |                                                  |
| 新 住 区 域                                      | 多 摩 市                                         | 豊ヶ丘                                           | 9,175                                            | 3,518                                            | 区 整 区 域                                      | 多 摩 市                                         | 唐木田                                           | 1,124                                            | 552                                              |                                                  |
| 新 住 区 域                                      | 多 摩 市                                         | 落合                                             | 10,512                                           | 3,960                                            | 区 整 区 域                                      | 多 摩 市                                         | 諏訪                                             | 2,596                                            | 1,209                                            |                                                  |
| 新 住 区 域                                      | 多 摩 市                                         | 鶴牧                                             | 8,063                                            | 2,835                                            | 区 整 区 域                                      | 多 摩 市                                         | 永山                                             | 4,298                                            | 2,050                                            |                                                  |
| 新 住 区 域                                      | 多 摩 市                                         | 南野                                             | 365                                              | 133                                              | 区 整 区 域                                      | 多 摩 市                                         | 豊ヶ丘                                           | 2,033                                            | 968                                              |                                                  |
| 新 住 区 域                                      | 多 摩 市                                         | 東寺方                                           | 456                                              | 218                                              | 区 整 区 域                                      | 多 摩 市                                         | 落合                                             | 2,447                                            | 1,311                                            |                                                  |
| 新 住 区 域                                      | 多 摩 市                                         | 和田                                             | 1,333                                            | 623                                              | 区 整 区 域                                      | 多 摩 市                                         | 鶴牧                                             | 2,043                                            | 1,109                                            |                                                  |
| 新 住 区 域                                      | 多 摩 市                                         | 愛宕                                             | 5,303                                            | 2,278                                            | 区 整 区 域                                      | 多 摩 市                                         | 南野                                             | 1,260                                            | 634                                              |                                                  |
| 新 住 区 域                                      | 多 摩 市                                         | 小計                                             | 70,648                                           | 28,090                                           | 区 整 区 域                                      | 多 摩 市                                         | 愛宕                                             | 529                                              | 285                                              |                                                  |
| 新 住 区 域                                      | 多 摩 市                                         |                                                  |                                                  |                                                  | 区 整 区 域                                      | 多 摩 市                                         | 小計                                             | 25,585                                           | 12,645                                           |                                                  |
| 新 住 区 域                                      | 八 王 子 市                                      | 下柚木3丁目                                      | 3,903                                            | 1,280                                            | 区 整 区 域                                      | 多 摩 市                                         |                                                  |                                                  |                                                  |                                                  |
| 新 住 区 域                                      | 八 王 子 市                                      | 上柚木2丁目                                      | 733                                              | 254                                              | 区 整 区 域                                      | 八 王 子 市                                      | 下柚木2丁目                                      | 2,404                                            | 1,077                                            |                                                  |
| 新 住 区 域                                      | 八 王 子 市                                      | 上柚木3丁目                                      | 5,985                                            | 1,970                                            | 区 整 区 域                                      | 八 王 子 市                                      | 上柚木2丁目                                      | 383                                              | 177                                              |                                                  |
| 新 住 区 域                                      | 八 王 子 市                                      | 堀之内3丁目                                      | 707                                              | 260                                              | 区 整 区 域                                      | 八 王 子 市                                      | 南大沢1丁目                                      | 1,004                                            | 577                                              |                                                  |
| 新 住 区 域                                      | 八 王 子 市                                      | 鑓水2丁目                                        | 5,891                                            | 1,921                                            | 区 整 区 域                                      | 八 王 子 市                                      | 南大沢2丁目                                      | 1,404                                            | 797                                              |                                                  |
| 新 住 区 域                                      | 八 王 子 市                                      | 南大沢1丁目                                      | 402                                              | 228                                              | 区 整 区 域                                      | 八 王 子 市                                      | 越野                                             | 1,987                                            | 952                                              |                                                  |
| 新 住 区 域                                      | 八 王 子 市                                      | 南大沢2丁目                                      | 835                                              | 335                                              | 区 整 区 域                                      | 八 王 子 市                                      | 松木                                             | 4,035                                            | 1,792                                            |                                                  |
| 新 住 区 域                                      | 八 王 子 市                                      | 南大沢3丁目                                      | 4,785                                            | 1,788                                            | 区 整 区 域                                      | 八 王 子 市                                      | 別所1丁目                                        | 1,811                                            | 914                                              |                                                  |
| 新 住 区 域                                      | 八 王 子 市                                      | 南大沢4丁目                                      | 5,140                                            | 1,709                                            | 区 整 区 域                                      | 八 王 子 市                                      | 別所2丁目                                        | 447                                              | 124                                              |                                                  |
| 新 住 区 域                                      | 八 王 子 市                                      | 南大沢5丁目                                      | 4,456                                            | 1,410                                            | 区 整 区 域                                      | 八 王 子 市                                      | 堀之内2丁目                                      | 1,204                                            | 739                                              |                                                  |
| 新 住 区 域                                      | 八 王 子 市                                      | 越野                                             | 6                                                | 1                                                | 区 整 区 域                                      | 八 王 子 市                                      | 堀之内3丁目                                      | 1,762                                            | 1,122                                            |                                                  |
| 新 住 区 域                                      | 八 王 子 市                                      | 松木                                             | 1,975                                            | 661                                              | 区 整 区 域                                      | 八 王 子 市                                      | 東中野                                           | 293                                              | 218                                              |                                                  |
| 新 住 区 域                                      | 八 王 子 市                                      | 別所1丁目                                        | 8,859                                            | 2,852                                            | 区 整 区 域                                      | 八 王 子 市                                      | 小計                                             | 16,734                                           | 8,489                                            |                                                  |
| 新 住 区 域                                      | 八 王 子 市                                      | 別所2丁目                                        | 8,459                                            | 2,878                                            | 区 整 区 域                                      | 八 王 子 市                                      |                                                  |                                                  |                                                  |                                                  |
| 新 住 区 域                                      | 八 王 子 市                                      | 堀之内                                           | 77                                               | 26                                               | 区 整 区 域                                      | 稲 城 市                                         | 長峰2丁目                                        | 114                                              | 35                                               |                                                  |
| 新 住 区 域                                      | 八 王 子 市                                      | 鹿島                                             | 2,641                                            | 1,078                                            | 区 整 区 域                                      | 稲 城 市                                         | 百村                                             | 535                                              | 211                                              |                                                  |
| 新 住 区 域                                      | 八 王 子 市                                      | 松が谷                                           | 5,513                                            | 2,183                                            | 区 整 区 域                                      | 稲 城 市                                         | 坂浜                                             | 1,090                                            | 446                                              |                                                  |
| 新 住 区 域                                      | 八 王 子 市                                      | 小計                                             | 60,367                                           | 20,834                                           | 区 整 区 域                                      | 稲 城 市                                         | 小計                                             | 1,739                                            | 692                                              |                                                  |
| 新 住 区 域                                      | 八 王 子 市                                      |                                                  |                                                  |                                                  | 区 整 区 域                                      | 稲 城 市                                         |                                                  |                                                  |                                                  |                                                  |
| 新 住 区 域                                      | 稲 城 市                                         | 向陽台1丁目                                      | 413                                              | 136                                              | 区 整 区 域                                      | 町 田 市                                         | 小山ヶ丘                                         | 6,340                                            | 2,306                                            |                                                  |
| 新 住 区 域                                      | 稲 城 市                                         | 向陽台2丁目                                      | 262                                              | 90                                               | 区 整 区 域                                      | 町 田 市                                         | 小山町                                           | 124                                              | 37                                               |                                                  |
| 新 住 区 域                                      | 稲 城 市                                         | 向陽台3丁目                                      | 625                                              | 218                                              | 区 整 区 域                                      | 町 田 市                                         | 小計                                             | 6,464                                            | 2,343                                            |                                                  |
| 新 住 区 域                                      | 稲 城 市                                         | 向陽台4丁目                                      | 2,612                                            | 895                                              | 区 整 区 域                                      | 町 田 市                                         |                                                  |                                                  |                                                  |                                                  |
| 新 住 区 域                                      | 稲 城 市                                         | 向陽台5丁目                                      | 1,706                                            | 594                                              |                                                  |                                                  |                                                  |                                                  |                                                  |                                                  |
| 新 住 区 域                                      | 稲 城 市                                         | 向陽台6丁目                                      | 1,930                                            | 611                                              | 区分                                             | 区分                                             | 事業区域                                         | 人口                                             | 世帯数                                           |                                                  |
| 新 住 区 域                                      | 稲 城 市                                         | 長峰2丁目                                        | 925                                              | 278                                              | 全 区 域                                         | 事 業 内 訳                                      | 新住区域                                         | 152,052                                          | 55,858                                           |                                                  |
| 新 住 区 域                                      | 稲 城 市                                         | 長峰3丁目                                        | 3,468                                            | 1,187                                            | 全 区 域                                         | 事 業 内 訳                                      | 区整区域                                         | 50,522                                           | 24,169                                           |                                                  |
| 新 住 区 域                                      | 稲 城 市                                         | 若葉台1丁目                                      | 1,655                                            | 512                                              | 全 区 域                                         | 事 業 内 訳                                      | 計                                               | 202,574                                          | 80,027                                           |                                                  |
| 新 住 区 域                                      | 稲 城 市                                         | 若葉台2丁目                                      | 2,115                                            | 717                                              | 全 区 域                                         | 事 業 内 訳                                      |                                                  |                                                  |                                                  |                                                  |
| 新 住 区 域                                      | 稲 城 市                                         | 若葉台3丁目                                      | 2,680                                            | 849                                              | 全 区 域                                         | 市 別 内 訳                                      | 多摩市                                           | 96,233                                           | 40,735                                           |                                                  |
| 新 住 区 域                                      | 稲 城 市                                         | 若葉台4丁目                                      | 2,262                                            | 708                                              | 全 区 域                                         | 市 別 内 訳                                      | 八王子市                                         | 77,101                                           | 29,323                                           |                                                  |
| 新 住 区 域                                      | 稲 城 市                                         | 大丸                                             | 81                                               | 41                                               | 全 区 域                                         | 市 別 内 訳                                      | 稲城市                                           | 22,776                                           | 7,626                                            |                                                  |
| 新 住 区 域                                      | 稲 城 市                                         | 百村                                             | 303                                              | 98                                               | 全 区 域                                         | 市 別 内 訳                                      | 町田市                                           | 6,464                                            | 2,343                                            |                                                  |
| 新 住 区 域                                      | 稲 城 市                                         | 小計                                             | 21,037                                           | 6,934                                            | 全 区 域                                         | 市 別 内 訳                                      | 計                                               | 202,574                                          | 80,027                                           |                                                  |
| 新 住 区 域                                      | 稲 城 市                                         |                                                  |                                                  |                                                  | 全 区 域                                         | 市 別 内 訳                                      |                                                  |                                                  |                                                  |                                                  |

## 交通

### 鉄道

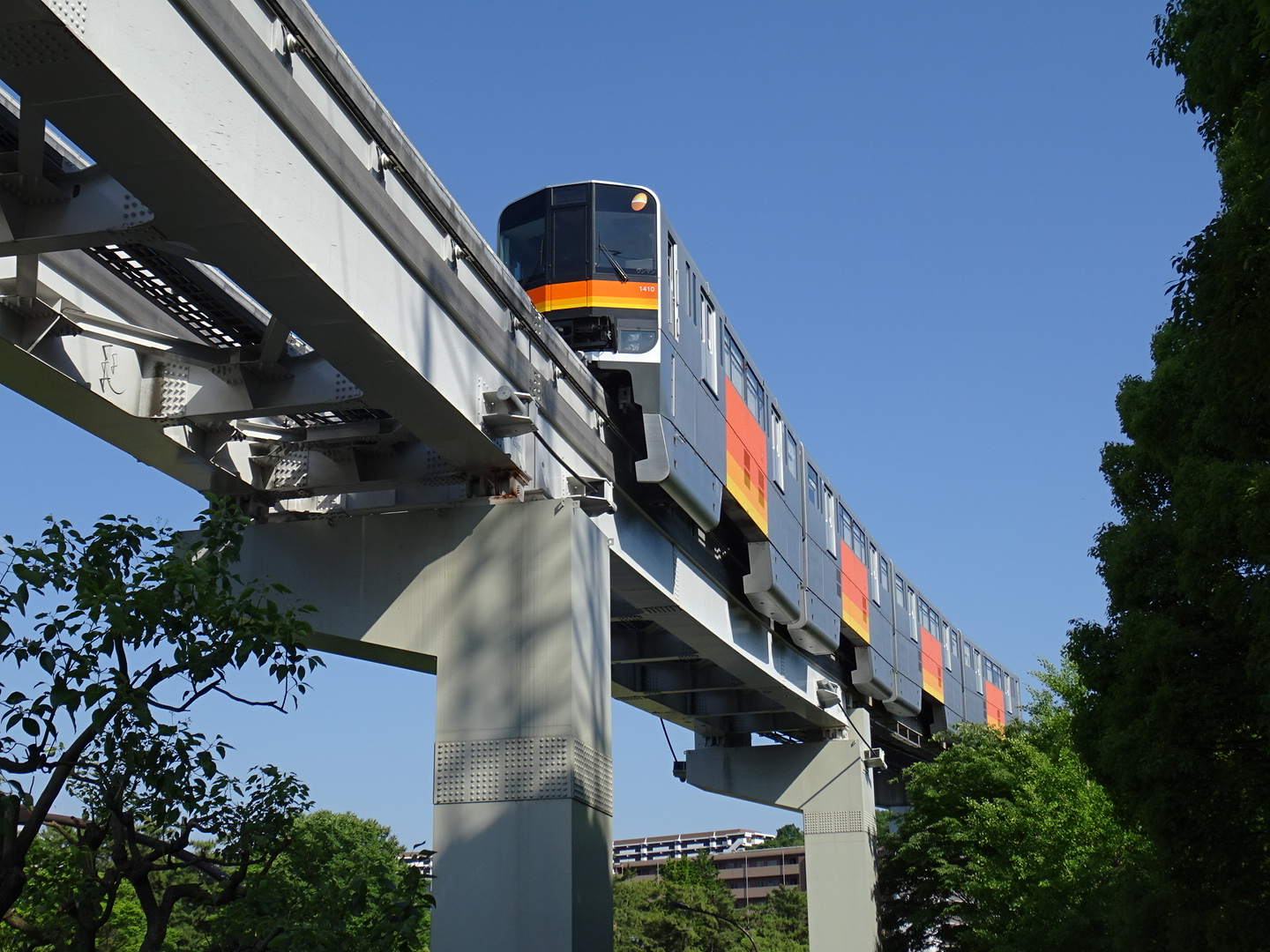
多摩ニュータウンを走る多摩モノレール

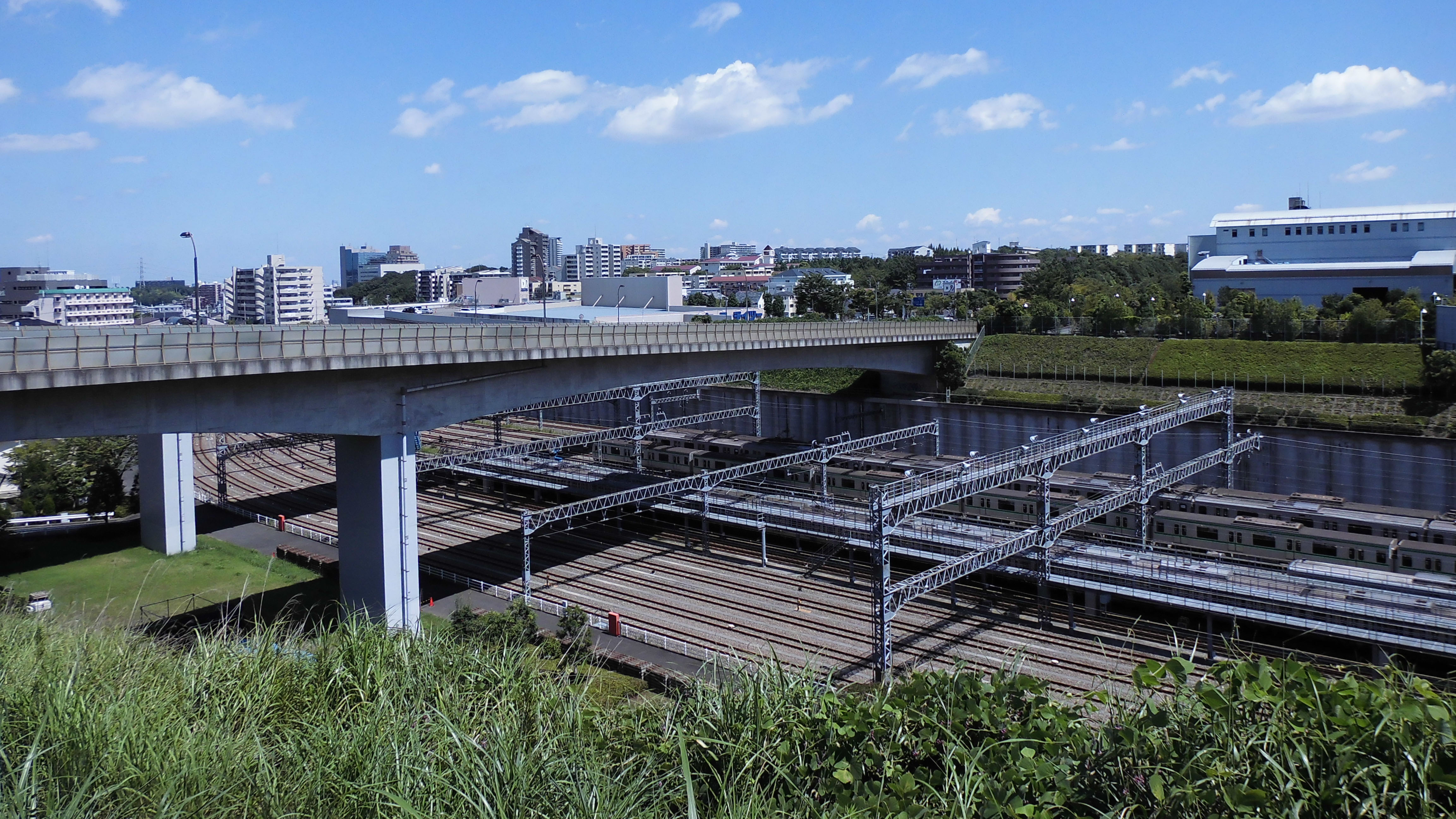
小田急線の唐木田車庫

根幹となる公共交通機関として1974年（昭和49年）から京王帝都電鉄（現京王電鉄）および小田急電鉄が新規鉄道路線で乗り入れており、多摩ニュータウンのほぼ中央に位置する京王・小田急多摩センター駅から新宿駅までを約30分で結んでいる。両線とも鉄道建設公団方式による高速運転が可能な安全を最大限に留意した全線立体交差の新線で建設された。また、2000年（平成12年）には多摩地域の南北間の連絡を担う多摩都市モノレールが乗り入れている。
- 京王相模原線：若葉台駅、京王永山駅、京王多摩センター駅、京王堀之内駅、南大沢駅、多摩境駅
- 小田急多摩線：小田急永山駅、小田急多摩センター駅、唐木田駅
- 多摩都市モノレール：多摩センター駅、松が谷駅

また、鉄道の各駅とそれぞれの近隣住区とはバスの路線網が整備され連絡をしている。さらに、聖蹟桜ヶ丘駅（京王線）、稲城駅（京王相模原線）、橋本駅（京王相模原線・横浜線・相模線）、南多摩駅（南武線）といった区域外の駅を最寄りとする地区も存在する。

#### 多摩モノレール・小田急線の延伸
多摩モノレールの多摩センター駅から町田駅方面・八王子駅方面への延伸が、東京都による次期整備路線（導入空間の確保に着手すべき路線）とされており、すでに町田方面へは多摩市内の全区間と町田市内の一部区間で導入空間が確保されている。町田市は「多摩都市モノレール町田方面延伸協議会」を設立し、町田市として延伸を推進している。
また1990年（平成2年）に唐木田地区の入居に合わせ多摩センター駅から唐木田駅まで延長された小田急多摩線は、JR相模原駅を経由して上溝駅に至るルートが運輸政策委員会の「今後、整備について検討すべき路線」とされ、相模原市が延伸の促進を重点プロジェクトに位置付けている。

### 道路

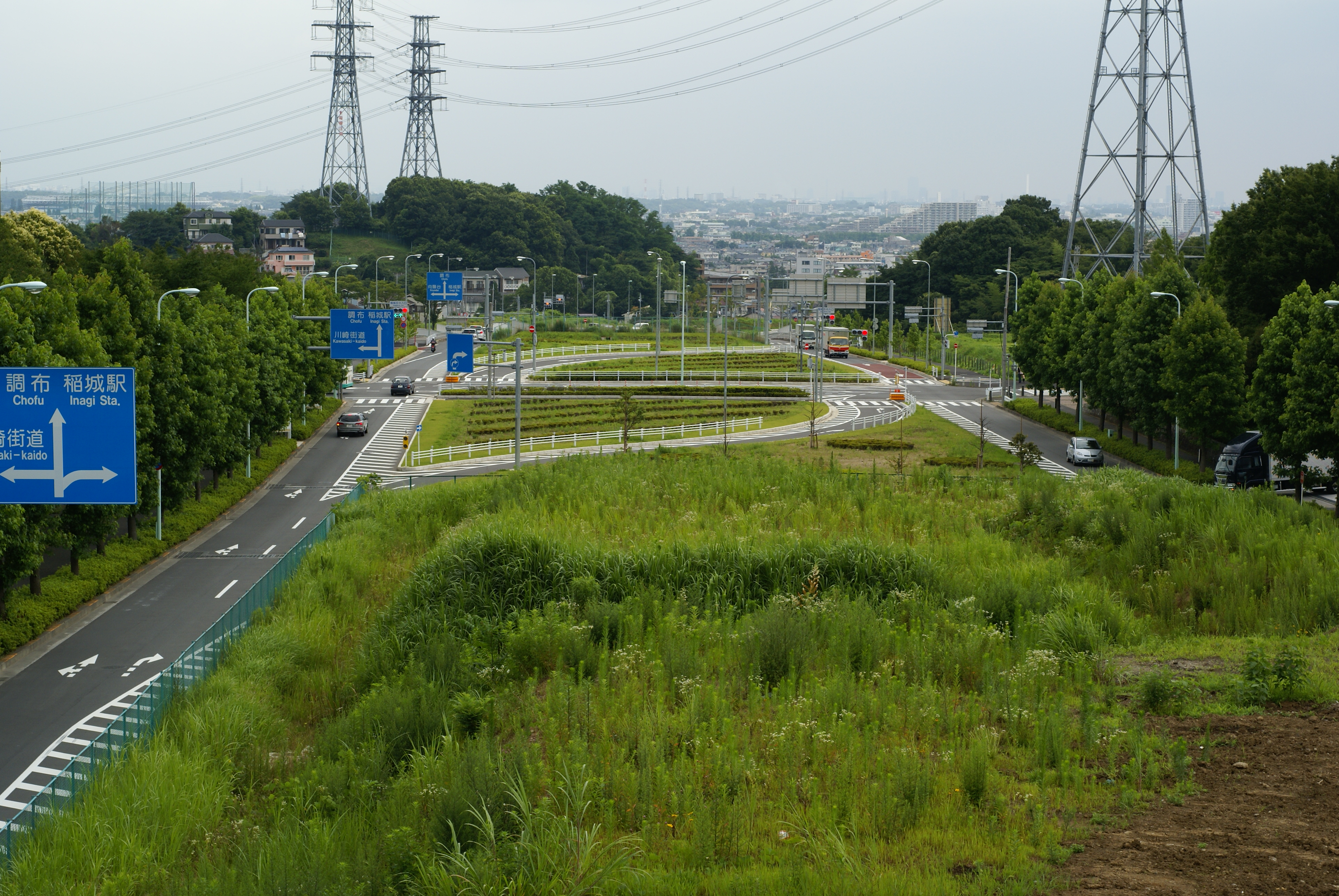
南多摩尾根幹線の幅50mの巨大な中央分離帯

道路は多摩丘陵の地形を礎にして配置されているが、前述の「近隣住区理論」に基づいて建設されている。幹線道路は基本的に旧谷戸部筋に配して、丘陵部にある住区内の生活道路と分離している。これにより、生活道路域の安全と良好な環境を確保し、不要な通過交通および渋滞を排除している。各道路には原則として歩道が付加され安全性を高め、景観の向上と環境保全のため並木が植栽されている。また、特筆できるものとして一般の車道とは別に「歩行者専用道路網」が存在し、そのための立体交差の道路橋が数多く設置されている。
しかし、居住区外からの流入車が多い幹線道路には恒常的に渋滞が発生する地域があり、住区境を跨る箇所の生活道路も長い、もしくは急な坂が続くために、自転車利用者や歩行能力の衰えた者が高低差を移動する事が苦労となる地域も存在する。

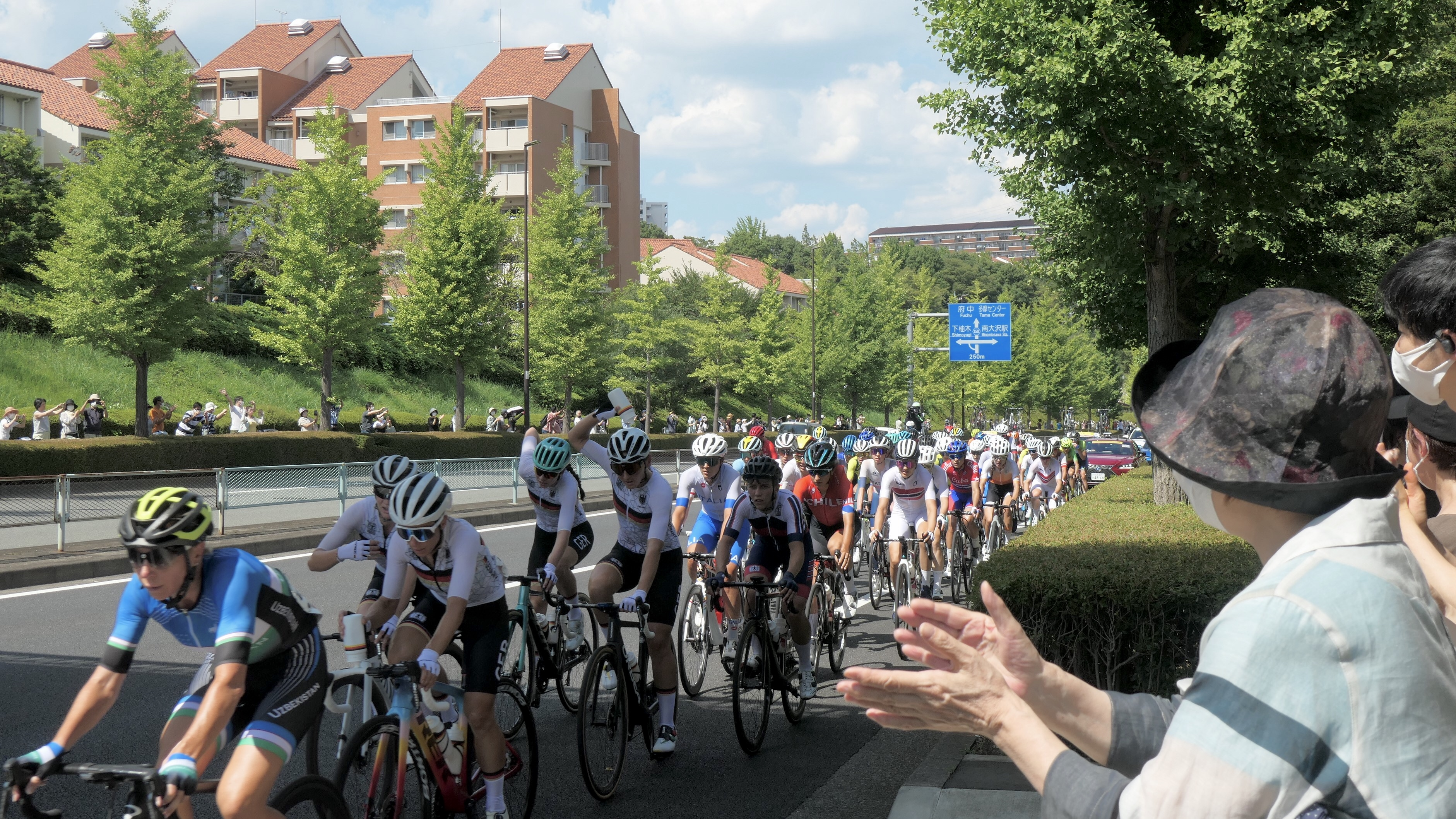
オリンピック東京2020大会の自転車ロードレースで多摩ニュータウン通りを疾走する選手たち

多摩ニュータウン通り
比較的走行車線の幅は広い。後述の南多摩尾根幹線を含めた正式名称は東京都道158号小山乞田線。西は町田街道に接する町田市小山町の多摩ニュータウン入口交差点を起点に、東は鎌倉街道に接続する多摩市乞田の乞田新大橋交差点までの区間。乞田新大橋交差点以東はそのまま鎌倉街道に直進し、多摩南北道路に位置づけられている鎌倉街道線の一部として府中市・国分寺市方面まで延びている。中央分離帯がある全線片側2車線で文字通り背骨になる幹線道路として多摩ニュータウンを東西に結ぶ大動脈。旧谷戸部筋を通し丘陵地を貫いているため途中2箇所にトンネル区間がある。
大型貨物車の通行も多くバスも走行する上、道路沿いに店舗が多い事、交差する鎌倉街道など他の幹線道路とは平面で交差しており、信号の間隔も短いため乞田新大橋交差点など渋滞が発生する事も多いが、すいている時間帯は車両の走行速度は高く、夜間の交通量はかなり少ない為に閑静な佇まいも見せる。
野猿街道
ニュータウン区域の北側に沿う幹線道路の東京都道20号線で多摩ニュータウン通りと平行に走っている。ニュータウン開発後に拡幅やルート変更等の大幅な改良が行われ、上り線は多摩川に新しく架かった府中四谷橋を経由して、中央自動車道の国立府中インターチェンジに直結している。下り線は下柚木交差点から先が東京都道160号線となり、野猿峠から京王線北野駅を経てJR八王子駅まで至る。
柚木街道
東京都道20号線の通称名は下柚木交差点から西方先が柚木街道に変わり国道16号線まで至る。
南多摩尾根幹線
多摩ニュータウン通りと並び多摩ニュータウンを代表する幹線道路。正式名は都市計画道路多摩3・1・6号線（1989年（平成元年）以前は多摩1・3・4号線）であるが、「尾根幹」と略される事もある。広域交通ネットワークの東西交通網として1966年（昭和41年）に都市計画決定された鶴川街道～町田街道間の延長13.8km・幅員32.5m - 58mの都道である。終点の町田街道から先も現道がありこれは神奈川県道である。この道路を経て将来的に圏央道に繋がる構想がある。最大幅員が58mもあるのは非常に広い中央分離帯を確保しているためであり、そこには本線部分が建設される計画である。
計画では中央に4車線の本線、その両側に各1車線の側道が配される。現在では側道部分はほぼ全通している。計画段階では永山団地・諏訪団地付近のみ団地の真横を側道が通過する構造であったが、これについては住民の反対運動が展開された為に現在では上り車線予定地を緩衝帯に用い、居住環境に配慮している。
2005年（平成17年）7月には町田市小山ヶ丘 - 八王子市別所二丁目の本線部分が供用されるなど徐々に整備は進んでいる。
大半が暫定2車線で慢性的な渋滞が問題となっているなか、東京都は、2016年（平成28年）の「東京における都市計画道路の整備方針（第四次事業化計画）」において優先整備路線に位置づけ、4車線化による早期整備を目指している。

### 歩行者専用道路網

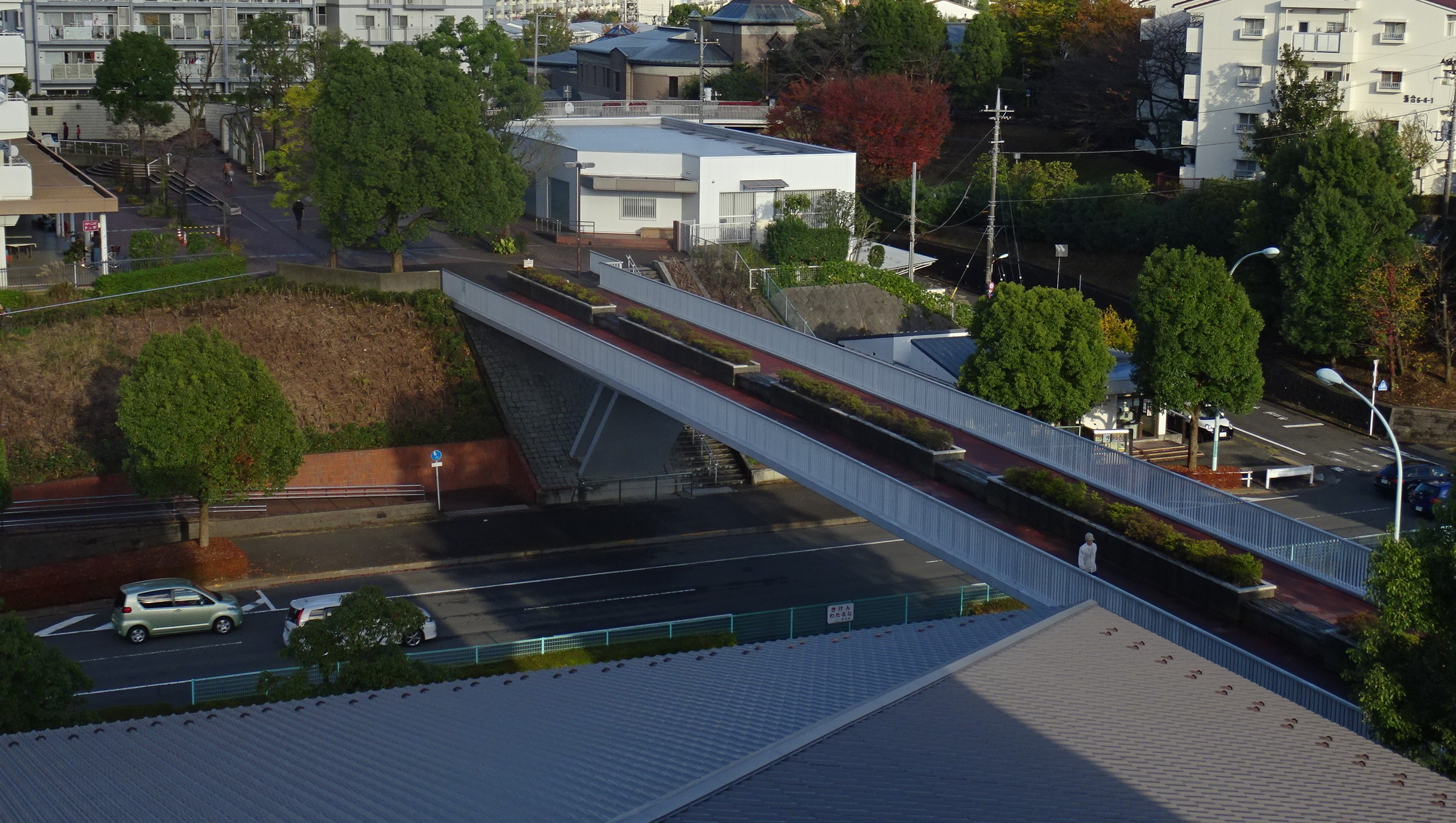
立体交差になった車道と遊歩道

多摩ニュータウンの新住宅市街地開発事業で整備された地域の都市基盤には、各住区を結ぶ歩行者専用道路（遊歩道）のインフラが網の目のように整備されている。この道路網は多摩丘陵の高低差をうまく利用することで、車道と歩道を平面交差することなく立体的に分離し、モータリゼーションに起因する交通人身事故が発生しにくい安全な街を目指したものである。これら歩行者専用道路のほとんどは、植栽を施したアメニティー空間の緑道となっており、住区内の住宅、施設、公園や学校が結ばれている。多摩センター駅、南大沢駅、若葉台駅、永山駅や京王堀之内駅の各駅前のペデストリアンデッキにも接続しており、駅へも歩行者専用道路だけでの移動が可能である。

## 主な進出企業

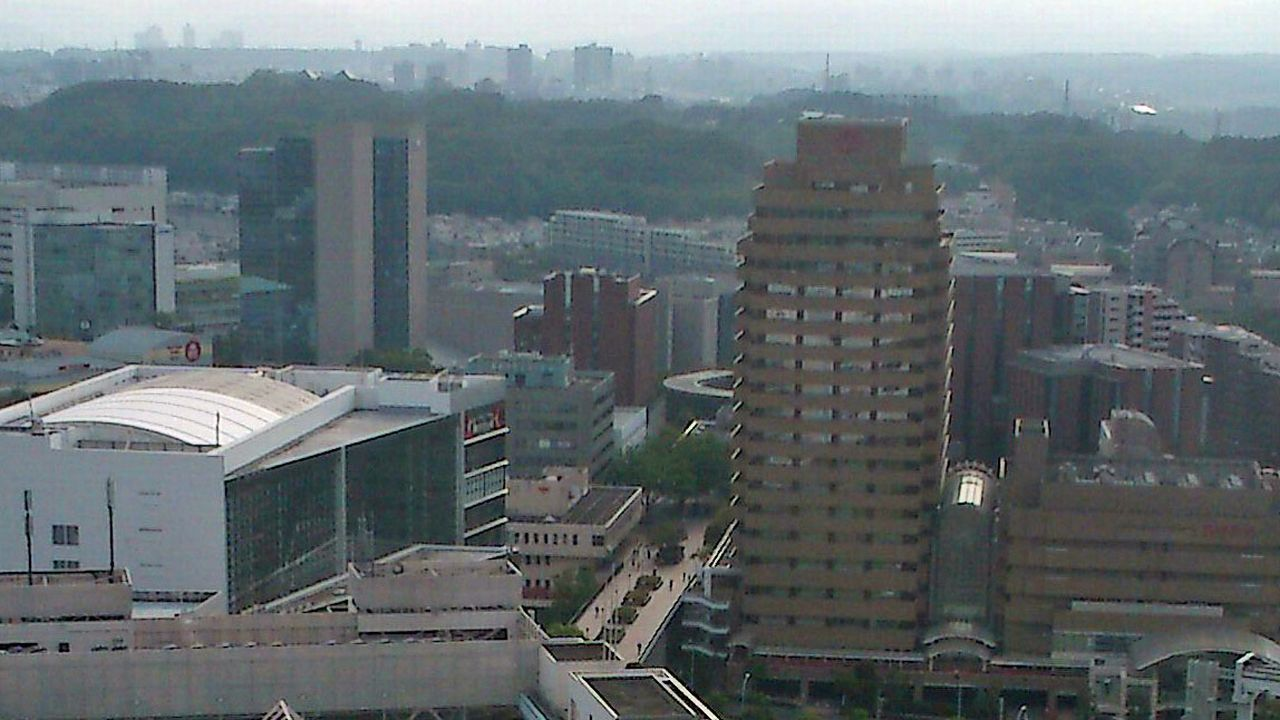
多摩センターのオフィス街区

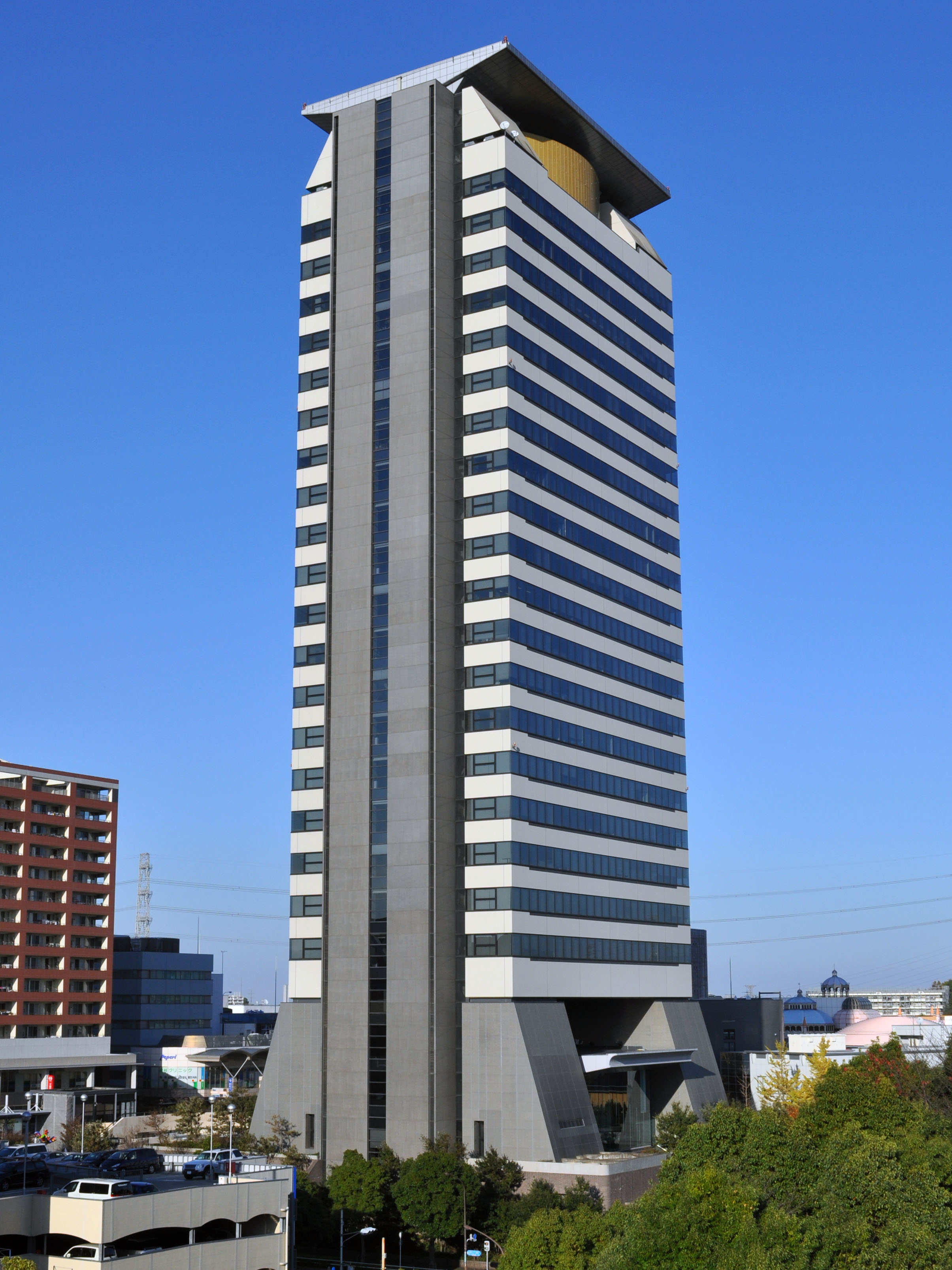
ベネッセ東京本社

1980年代以降、多くの企業が多摩ニュータウン区域内へ進出し、2014年現在の多摩ニュータウンにおける従業人口は約8.3万人となっている。
多摩ニュータウン区域内の代表的な進出企業を以下に挙げる。
多摩センター地区
- 朝日生命保険多摩本社
- ベネッセコーポレーション東京本社
- 東京海上日動システムズ本社
- みずほ銀行情報センター
- ミツミ電機本社
- JUKI本社
- ティアック本社
- KDDI多摩センター[75]
- セコムHDセンター多摩
- SCSK多摩センター
- きらぼし銀行研修所
- 野村総合研究所東京第一DC

永山地区センター
- JTBフォレスタ
- AIG損害保険トレーニングセンター
- アイフルコンタクトセンター
- セブン&アイ・ホールディングス多摩研修センター

唐木田・長池業務エリア
- 大和証券多摩研修センター
- 三菱UFJ銀行多摩ビジネスセンター
- 三菱自動車多摩デザインセンター
- 丸紅多摩センター研修所
- 全労済情報センター

若葉台地区
- テレビ朝日「テレビ朝日若葉台メディアセンター」[76]

特別業務地区・尾根幹線沿道
- KDDI多摩通信センター
- KDDI多摩テクニカルセンター
- 伊藤忠飼料水産食品事務所
- ケル本社
- 国際計測器本社
- JAF中央研修所

小山ヶ丘地区
- 三井倉庫多摩事務所
- 日本バルカー工業MRTセンター
- ディノスロジスティクスセンター東京
- サンリオディストリビューションセンター
- 石橋財団アートリサーチセンター
- 富澤商店本社・多摩倉庫

## 多摩ニュータウンの大学

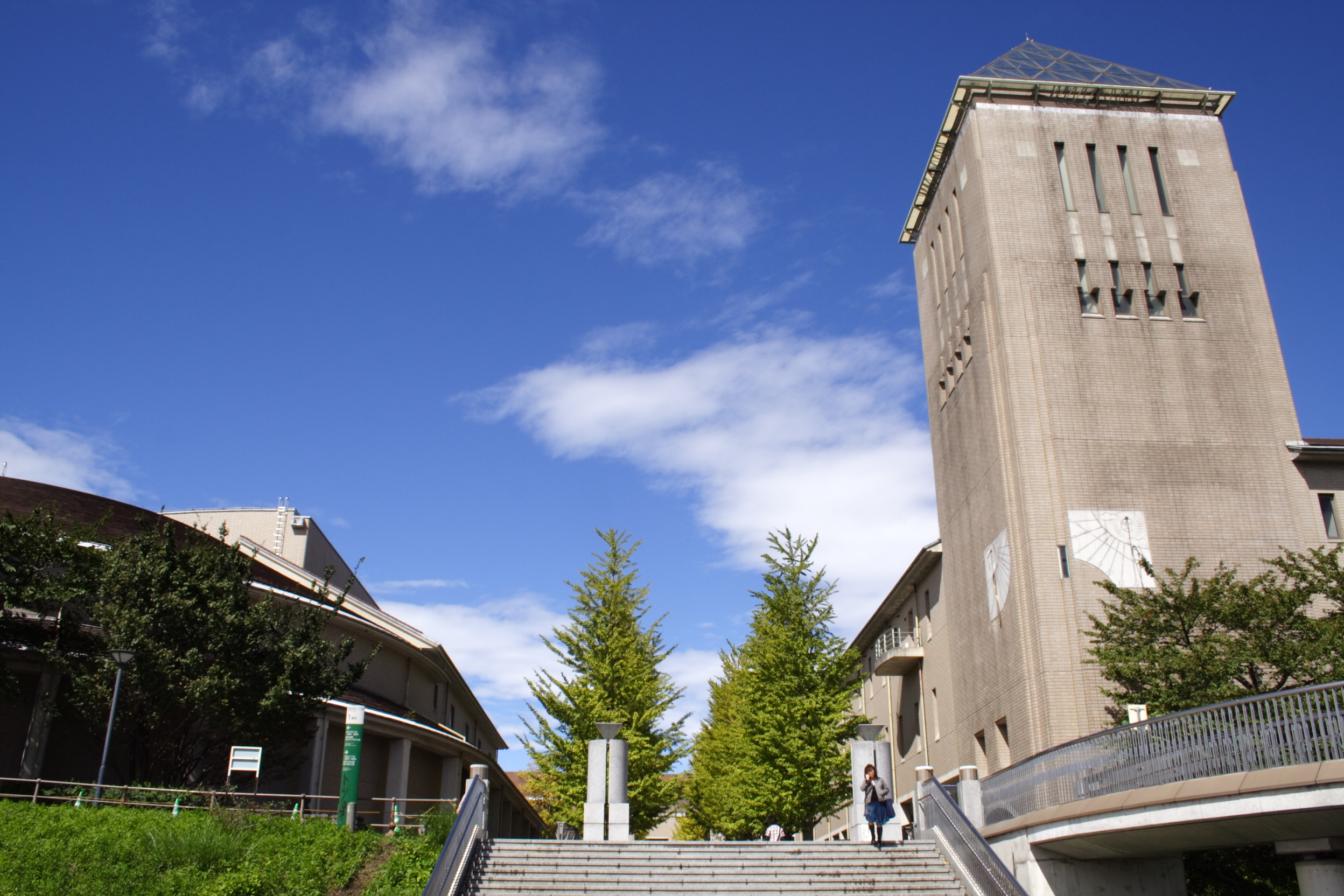
東京都立大学

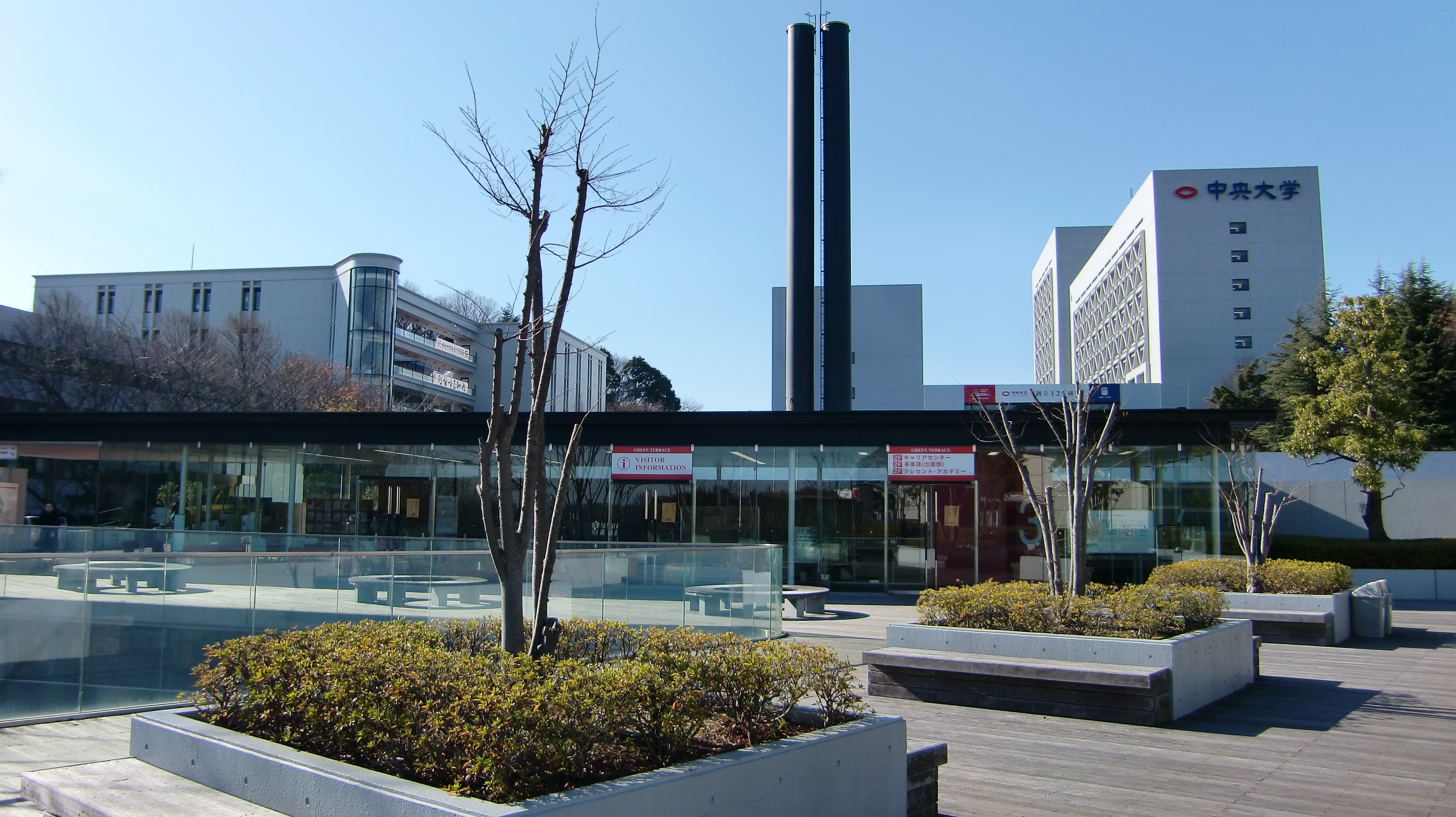
中央大学

1960年代、中央大学多摩キャンパスを皮切りに都心のキャンパスが手狭になった大学が広い土地を求め、現在の多摩ニュータウン周辺に移転してきた。多摩ニュータウン開発が始まってからも、東京都立大学南大沢キャンパスをはじめ、多くの大学が多摩ニュータウン区域内に移転するなど、日本有数の大学都市である。 
多摩ニュータウン区域内およびその近隣地域には、以下の大学・短期大学・高等専門学校（高専）などの高等教育機関が立地している。2013年現在、その学生数は約8万4千人、留学生数は約2千3百人に達する。一方で、2023年4月に中央大学の看板学部である法学部と大学院法学研究科が東京都文京区の茗荷谷キャンパスに移転するなど、一部で大学の都心回帰の流れも見られる。

### 公立大学
- 東京都立大学
  - （旧・東京都立大学 (1949-2011) - 2011年3月31日まで）

### 私立大学
- 中央大学
- 帝京大学
- 国士舘大学
- 明星大学
- 多摩大学
- 東京薬科大学
- 多摩美術大学
- 大妻女子大学
- 桜美林大学
- 駒沢女子大学
- 駒沢女子短期大学
- 恵泉女学園大学
- デジタルハリウッド大学
- サレジオ工業高等専門学校
- ヤマザキ動物看護大学
- 東京医療学院大学

## 多摩ニュータウン遺跡群
多摩丘陵の遺跡に関しては明治時代からいくつか調査されていたが多摩丘陵（多摩ニュータウン）の開発を行うにあたり、相当数の遺跡があると予想されていたため1965年（昭和40年）から大規模な遺跡調査が始まった。調査の結果、当初の予想を上回る縄文時代の遺跡が確認され、竪穴建物跡、土器、石器、獲物を獲るための落とし穴等が多数見つかり、広場を中心に建物跡が密集した環状集落も複数検出された。多摩川の支流である大栗川、乞田川を中心に広範囲（八王子市、多摩市、町田市、稲城市にまたがる）に複数の集落を形成し、長い間（およそ7000年間）定住をしていたと思われる。
石器は後期旧石器時代（約30,000年 - 10,000年前、ヨーロッパではクロマニョン人が分布）のものから多数出土し、定住をし始めた縄文時代早期（約10,000年 - 6,000年前）から縄文時代前期（約6,000年 - 5,000年前）、縄文時代中期（約5,000年 - 4,000年前）を中心に集落跡などの遺跡が多く確認されている（エジプト文明は約5,000年前）。
遺跡は縄文時代特有の狩猟や木の実などの採取を中心とした集団生活を窺うことができ、多摩川支流の高台（丘陵地帯）に竪穴建物を作り、長い間定住をしていたと思われる。八王子市の京王堀之内駅周辺では縄文人のものと思われる人骨も出土した。東北や近畿で作られた土器も見つかるなど日本各地と交流も行われていたことも窺える。
しかし縄文時代後期（約4,000年 - 3,000年前）になると遺跡は急激に減少し、縄文時代晩期（約3,000年 - 2,300年前）には集落はほぼ消滅している。日本各地（東京、神奈川で顕著）でこの減少は見られ、その要因として人口急増や気候の寒冷化に伴う食料の枯渇、箱根山、富士山の度重なる噴火や稲作の始まりとともに低地（関東平野）へ生活の場を移したことが考えられる。しかしそのことが多摩ニュータウン開発まで遺跡を手付かずのまま残す形となった。
最終的には964か所の遺跡が確認され、遺跡の名称にはそれぞれ番号が振られその発掘調査資料は貴重な資料として保管されている（東京都埋蔵文化財センター）。

### 「最初の東京人」
1987年（昭和62年）、稲城市坂浜にある多摩ニュータウンNo.471-B遺跡から約5万年前の石器13点が発掘された。武蔵野ローム層の中にある約5万年前に箱根山が降らせた東京軽石層の直上と直下から出土したことから、「最初の東京人」の確かな証拠として一躍有名になった。1995年（平成7年）3月にはこれらの石器13点が東京都指定有形文化財に指定された。
ところが、2000年（平成12年）11月に東北旧石器文化研究所の藤村新一による一連の旧石器捏造事件が発覚。多摩ニュータウンNo.471-B遺跡からの石器の出土と発掘に同人らが関与していたことから、出土した石器の信頼性について再検討された。当時の事実関係や石材産地の同定などの調査の結果、出土状況が不自然であること、流紋岩質の石材産地が少なくとも200km以上離れていることなどから、「約5万年前の石器群という、これまでの評価をそのまま首肯することも困難である」という結論が出された。多摩ニュータウンNo.471-B遺跡からの石器は、2001年（平成13年）10月25日に有形文化財指定も解除されている。
現在、多摩ニュータウン地域で最も古い時代の石器が出土している遺跡は、八王子市の多摩ニュータウンNo.402遺跡などで、立川ローム層最下部から約3万年前 (後期旧石器時代前半) の石器が出土している。

## 多摩ニュータウンを舞台にした作品など

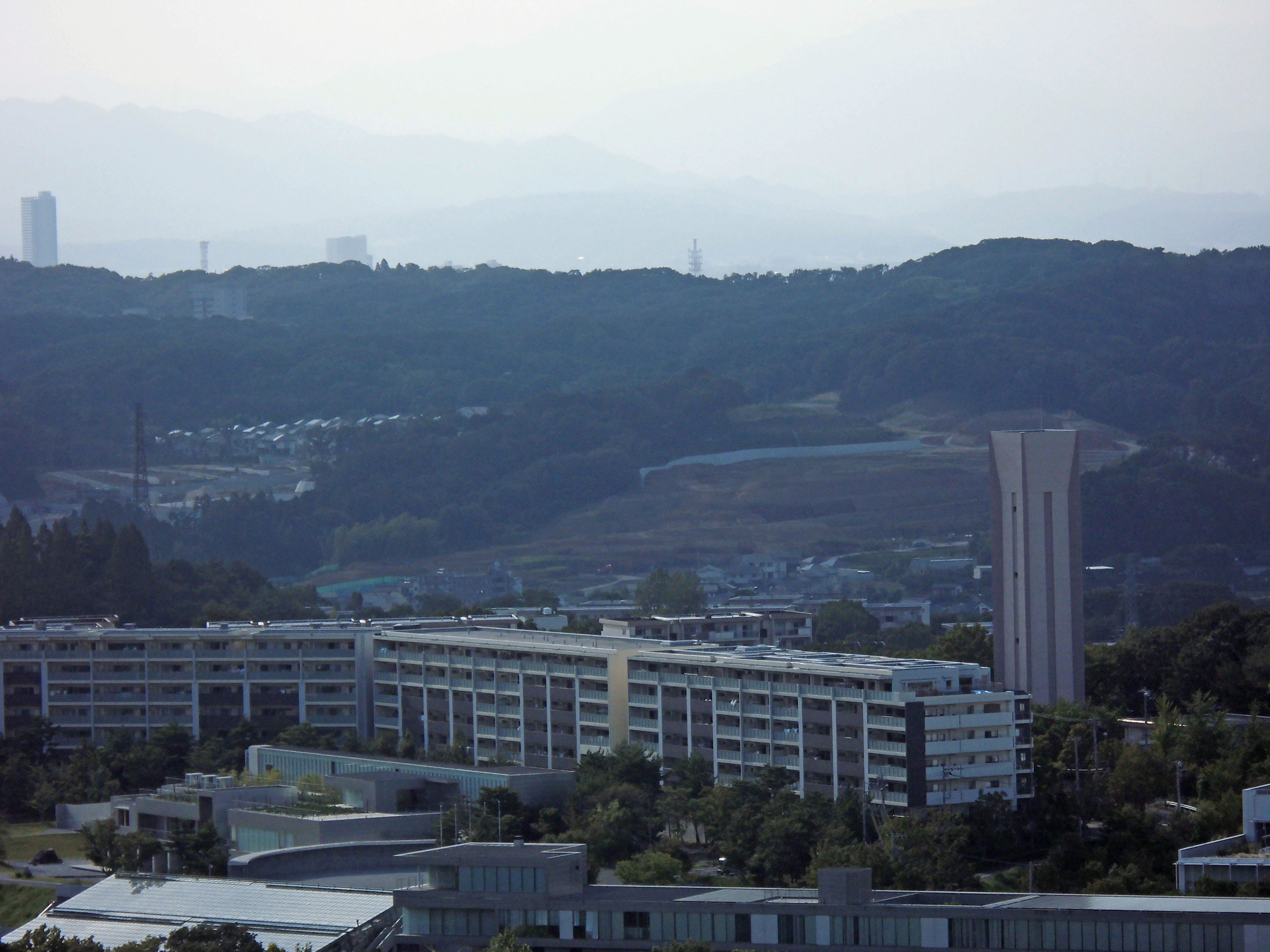
開発中の多摩ニュータウン第19住区（2013年撮影）

平成狸合戦ぽんぽこ
1994年（平成6年）に公開されたジブリ映画である。この作品は、初期の多摩ニュータウン開発をテーマにしていて、超自然的な能力を持つタヌキたちが、人間による山林の伐採や住宅地造成といった行為を阻止するため、様々な手段で抵抗するというあらすじとなっている。
耳をすませば
1995年（平成7年）に公開されたジブリ映画。中学生月島雫と天沢聖司の恋愛物語で、聖蹟桜ヶ丘周辺が主な舞台となっているが、雫が住んでいる団地は、多摩ニュータウンで最初期に開発された愛宕・東寺方団地をモデルにしている。
トワイライト
多摩ニュータウンをモデルとした架空のニュータウン「たまがわニュータウン」を主な舞台とする重松清の小説。
文中に「たまがわ中央駅」（多摩センター駅がモデル）や「長山団地」（永山団地）、「T市立長山東小学校」（多摩市立東永山小学校）が登場する。
ふたりはプリキュア / ふたりはプリキュア Max Heart
作中の学校「ベローネ学院」の最寄り駅が若葉台駅という設定であり、校舎も当地の小中学校がモデルとなっている。ただし駅舎や駅前のモデルは新代田駅。
一週間フレンズ。
原作は2011年から連載開始した葉月抹茶の青春恋愛漫画。本編は2015年11月から12月にかけて、日野市と多摩市を中心に撮影された。日野市の四谷橋ではランタン祭りのシーンや多摩センターではレンガ坂、聖蹟桜ヶ丘では桜ヶ丘一丁目の坂道など、かなり広範囲でロケが行われた。
ロケ地
- 聖蹟桜ヶ丘駅前・ヴィータブリッジ
- 桜ヶ丘1丁目・階段上
- 桜ヶ丘1丁目・道路
- 多摩センター駅周辺遊歩道
- 多摩市立青陵中学校（正門入口付近）
- 貝取さんぽ道（青陵中付近）
- 多摩大学附属・聖ヶ丘中学高等学校（教室内）
- 多摩川河川敷（四谷橋付近〈日野市〉）など

TBS系ドラマ『東京エレベーターガール』
ロケは多摩そごう（現：ココリア多摩センター）で行われた。
TBS系『ドラマ30』枠内ドラマふしぎな話
多摩センター周辺が多く登場する。
アニメキテレツ大百科 293話
多摩ニュータウンの名前で21世紀の近未来の街並みとして登場。
とある科学の超電磁砲
多摩センター駅前の風景が「学園都市」として多く登場する。
金曜日の妻たちへ
1983年（昭和58年）に放映され、大ヒット作品となったテレビドラマ。1980年代に落合・鶴牧地区で次々と建設されていった、「団地」とは違う設計を持つ「タウンハウス」が主な撮影地となっている。
毎度おさわがせします（パート1・パート2のみ）
1985年（昭和60年）放送のテレビドラマ。多摩センター駅周辺の多摩ニュータウンを撮影地として使用した作品として知られている。
さよなら5つのカプチーノ
1998年（平成10年）放送のテレビドラマ。撮影場所は南大沢駅周辺、南大沢1丁目の公園、パーラーキング周辺など。
次男次女ひとりっ子物語
1991年（平成3年）放送。多摩ニュータウンで育った幼馴染3人を主人公とした恋愛ドラマ。撮影場所となったのは京王堀之内駅及び周辺地域。

ポケベルが鳴らなくて
1993年（平成5年）放送。主人公は永山に住む設定で、聖ヶ丘の住宅地で撮影された。
すべての夜を思いだす
2024年の映画。多摩市諏訪、永山地区が舞台。